# Liste der Träger des Ritterkreuzes des Eisernen Kreuzes der Jagdflieger

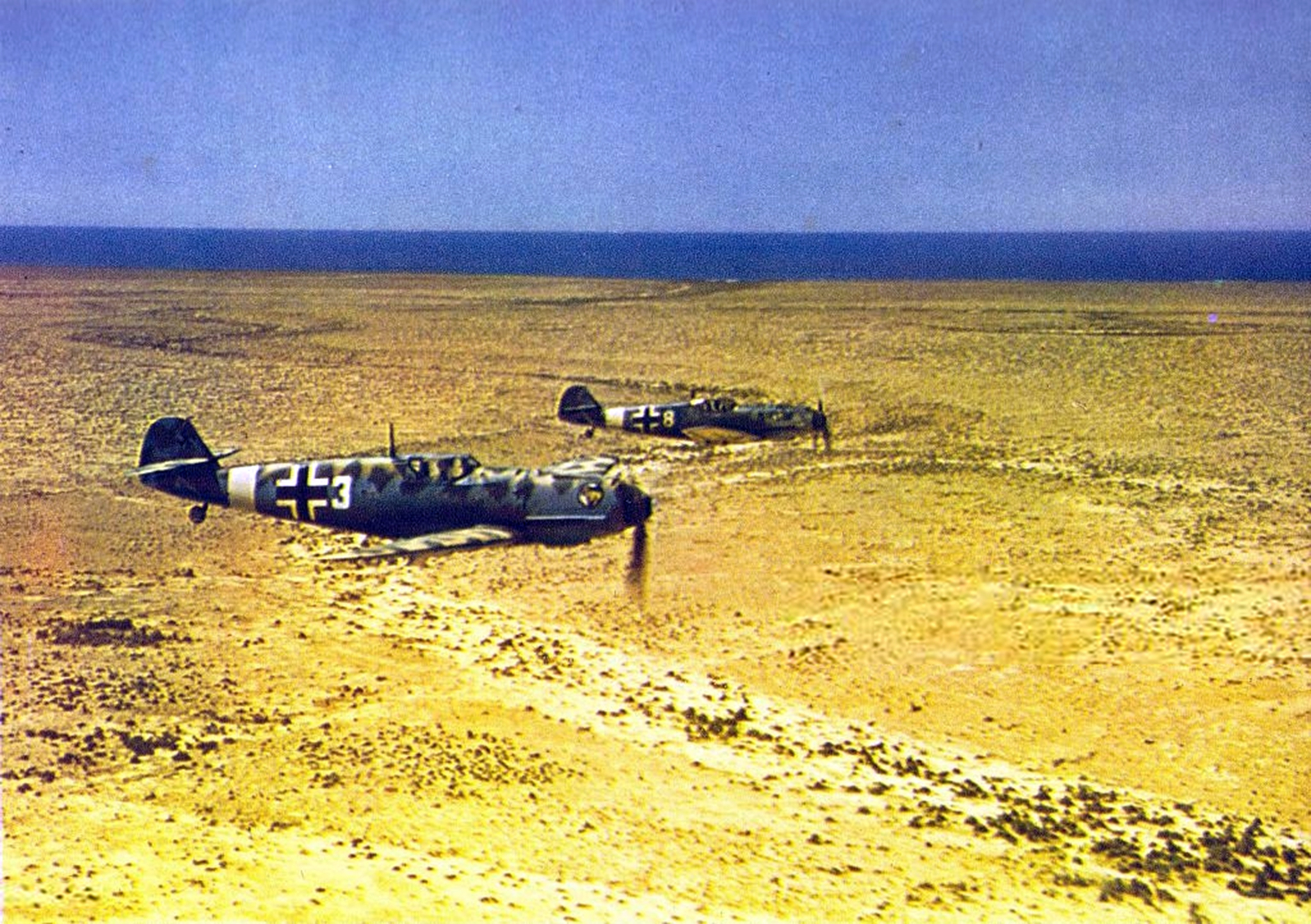
Eine Rotte Bf 109 der I. Gruppe des Jagdgeschwaders 27 über Nordafrika

Die Liste der Ritterkreuzträger der Jagdflieger der Luftwaffe beinhaltet alle 569 Jagdflieger der deutschen Luftwaffe, die während des Luftkrieges im Zweiten Weltkrieg mit dem Ritterkreuz des Eisernen Kreuzes ausgezeichnet wurden. 101 Piloten erhielten später zusätzlich noch das Eichenlaub zum Ritterkreuz des Eisernen Kreuzes. Weitere 25 erhielten die Schwerter und 9 auch noch die Brillanten zum Ritterkreuz. Insgesamt 300 Piloten fielen nach der Verleihung bis Kriegsende im Kampf oder erhielten das Ritterkreuz postum.
Der inzwischen einzige noch lebende Ritterkreuzträger unter den Jagdfliegern ist Hugo Broch.

## Jagdflieger im Zweiten Weltkrieg

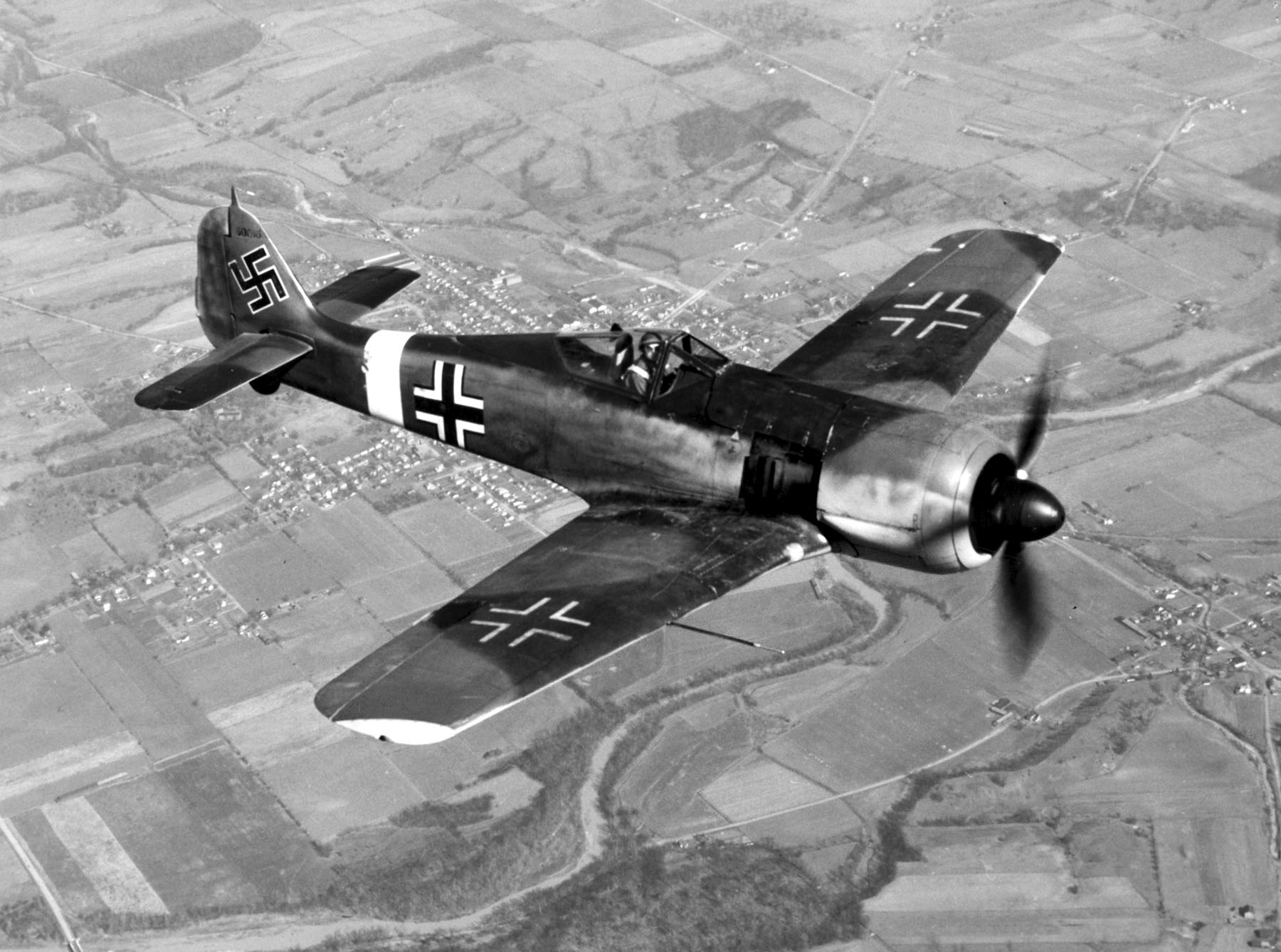
Die Focke-Wulf Fw 190 war neben der Bf 109 das bekannteste deutsche Jagdflugzeug im Zweiten Weltkrieg und wurde von mehreren „Jagdflieger-Assen“ geflogen

Unter dem Begriff Jagdflieger verstand man im Zweiten Weltkrieg solche Flugzeugführer, die einen Tag- oder Nachtjäger oder auch einen Zerstörer im Jagdeinsatz flogen. Während die deutsche Jagdwaffe bei Kriegsbeginn vor allem als Offensivwaffe eingesetzt wurde, wurde sie mit fortschreitender Kriegsdauer und zunehmender materieller Überlegenheit der alliierten Kriegsgegner zunehmend in eine Defensivrolle zum Schutz der Truppen und der deutschen Zivilbevölkerung und Industrie gegen feindliche Bomberangriffe gedrängt.
Insgesamt meldeten die deutschen Jagdflieger von September 1939 bis Mai 1945 den Abschuss von insgesamt etwa 45.000 sowjetischen sowie 25.000 westalliierten Flugzeugen. Davon entfielen etwa 15.400 Abschüsse auf Jagdflieger, welche im Kriegsverlauf mehr als 100 Luftsiege errangen. Etwa 21.000 Luftsiege wurden Flugzeugführern zuerkannt, die insgesamt zwischen 40 und 100 Luftsiege erreichten und weitere etwa 15.000 Abschüsse werden Flugzeugführern mit 20 bis 40 Luftsiegen zugerechnet. Die im Vergleich zu anderen kriegführenden Ländern hohe Anzahl an Flugzeugführern mit vielen Luftsiegen ist darauf zurückzuführen, dass deutsche Flugzeugführer länger und intensiver an der Front eingesetzt wurden während in vielen anderen Ländern eine Rotation stattfand, um die Piloten zu schonen.
Die genaue Zahl der Flugzeugführer, welche im Zweiten Weltkrieg für die deutsche Luftwaffe als Jagdpiloten eingesetzt wurden, ist nicht mehr exakt ermittelbar.

## Verluste
Eine exakte Darstellung der Verlustzahlen der Jagdfliegerwaffe ist nicht möglich. Geschätzt wird, dass etwa 8500 Tagjägerflugzeugführer bis Kriegsende im Luftkampf ihr Leben verloren. Dazu kamen rund 2700 als vermisst gemeldete Flugzeugführer, von denen ein Teil in Kriegsgefangenschaft geraten war. Die Zerstörer und Nachtjagdverbände verloren bis Kriegsende etwa 2800 Flugzeugführer und führten etwa 900 als vermisst oder in Kriegsgefangenschaft geraten. An Tagjagdflugzeugen gingen während des gesamten Krieges etwa 44.000 Flugzeuge verloren, 22.500 davon durch unmittelbare Feindeinwirkung. An Zerstörern und Nachtjägern verlor die Luftwaffe etwa 11.000 Flugzeuge, davon 4.800 durch Feindeinwirkung.

## Maßstäbe zur Verleihung des Ritterkreuzes

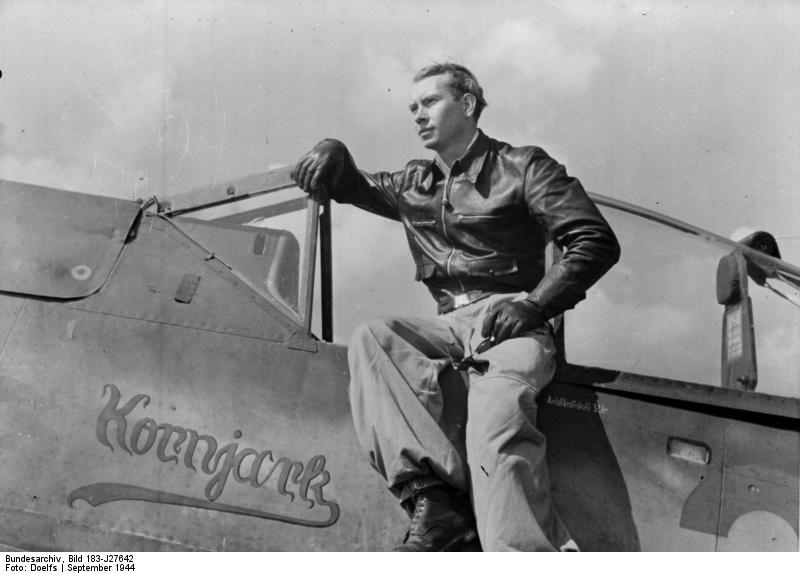
Konrad Bauer im September 1944 vor der Kabine seiner Fw 190 „Kornjark“, hier als Angehöriger der II. Gruppe des Jagdgeschwaders 300 (Wilde Sau), die zur Reichsluftverteidigung eingesetzt war

### Ritterkreuz
- Jagdflieger: Bis zum Beginn des Ostfeldzuges musste ein Jagdpilot, gleich wo er eingesetzt war, 20 Feindabschüsse erzielen, um das Ritterkreuz zum Eisernen Kreuz verliehen zu bekommen. Mit Beginn des Ostfeldzuges im Juni 1941 wurde diese Zahl auf 25 Abschüsse heraufgesetzt. Im September 1941 stieg sie auf 30, im November 1941 weiter auf 40 Abschüsse. Im Mai 1942 wurde die Zahl auf 50 Abschüsse erhöht. Im Frühjahr 1943 wurde sie auf 75 Abschüsse angehoben und erreichte im November desselben Jahres ihre Spitze mit 100 geforderten, nachgewiesenen Feindabschüssen. Da diese Zahl nur von wenigen Piloten erreicht, der Verleihung hoher Orden jedoch eine moralsteigernde Wirkung zugesprochen wurde und sie somit erwünscht war, wurde die Zahl nötiger Abschüsse später wieder auf 75 gesenkt, um mehr Ritterkreuze verleihen zu können.
- Nachtjäger: Nachtjägerpiloten erhielten in den Jahren 1939 und 1940 das Ritterkreuz für 10 beziehungsweise 15 Abschüsse. 1942 wurde dieser Wert auf 20 festgelegt und änderte sich bis Kriegsende nicht mehr. Diese im Vergleich zu den Tagjägern relativ niedrige Zahl war dadurch begründet, dass es für einen Nachtjäger aufgrund der sehr schlechten Sichtbedingungen ungleich schwieriger war, ein feindliches Flugzeug finden, stellen und abschießen zu können.
- Zerstörer: Für Piloten von Zerstörern existierten keine genau festgelegten Abschusszahlen, welche automatisch zu einer Verleihung des Ritterkreuzes geführt hätten. Dies ist damit begründet, dass Zerstörer im Kriegsverlauf in zunehmendem Maße zur Unterstützung von Bodentruppen eingesetzt wurden und Luftkämpfe nach Möglichkeit vermieden. Bis zur Eingliederung der Zerstörerverbände in die Nachtjagd- und Schlachtfliegerverbände im Jahr 1943 erhielten deshalb nur insgesamt sechs Piloten für Feindabschüsse das Ritterkreuz zum Eisernen Kreuz verliehen.[3]

### Eichenlaub zum Ritterkreuz
Das Eichenlaub wurde bis zu Beginn des Ostfeldzuges für 40 Luftsiege verliehen. Danach stiegen die Verleihungskriterien von 60 über 80 auf dann 100 Abschüsse. Ab 1944 wurde es für reine Ostjäger ab etwa 125 Luftsiegen verliehen. Jagdflieger, die hauptsächlich im Westen und im Mittelmeerraum eingesetzt wurden, erhielten das Eichenlaub meist zwischen dem 60. und dem 70. Luftsieg.

### Schwerter zum Eichenlaub
Die Schwerter zum Eichenlaub wurden bis 1940/41 für etwa 70 Luftsiege verliehen. Ab 1942 stieg diese Zahl auf 100, 1943 dann auf 200 und ab 1944 auf 250 Luftsiege. Reine Ostjäger erhielten die Schwerter zum Eichenlaub meist zwischen dem 200. und dem 220. Luftsieg. Jagdflieger mit bisher gemischten Abschüssen (Ost- und Westfront) erhielten es meist bei 150 Abschüssen, reine Westjäger hingegen oft schon bei 100 Luftsiegen.

## Liste

### A
| Name                    | Dienstgrad    | Lebensdaten | Luftsiege | Feindflüge | Ritterkreuz       | Eichenlaub   | Schwerter | Brillanten | Bemerkungen | Bild |
| Horst Ademeit †         | Hauptmann     | 1912–1944   | 166       | > 600      | 16. April 1943    | 2. März 1944 |           |            | Am 7. August 1944 errang Ademeit seinen 166. Luftsieg über Dünaburg; anschließend kehrte er jedoch nicht mehr zu seiner Einheit zurück und gilt seitdem als vermisst. |      |
| Walter Adolph †         | Hauptmann     | 1913–1941   | 28        | 79         | 13. November 1940 |              |           |            | Galt seit 18. September 1941 nach einem Luftkampf über Ostende als vermisst. Vier Wochen später wurde seine Leiche an die belgische Küste angetrieben.                |      |
| Heinz-Wilhelm Ahnert †  | Oberfeldwebel | 1915–1942   | 57        | unbekannt  | 23. August 1942   |              |           |            | Am 23. August 1942 bei Koptewo (Russland) abgeschossen. Tod durch Aufschlagbrand. Das Ritterkreuz wurde postum verliehen.                                             |      |
| Egon Albrecht †         | Hauptmann     | 1918–1944   | > 25      | unbekannt  | 22. Mai 1943      |              |           |            | Am 25. August 1944 in der Normandie abgeschossen. Tod durch Aufschlagbrand.                                                                                           |      |
| Ernst Andres †          | Hauptmann     | 1921–1945   | > 25      | unbekannt  | 20. April 1944    |              |           |            | Am 11. Februar 1945 beim Flugplatz Gütersloh abgefangen und abgeschossen. Tod durch Aufschlagbrand.                                                                   |      |
| Hans-Heinz Augenstein † | Hauptmann     | 1921–1944   | 46        | unbekannt  | 9. Juni 1944      |              |           |            | Am 6. Dezember 1944 bei Münster-Handorf abgeschossen. Tod durch Aufschlagbrand. Augenstein erzielte alle seine Luftsiege als Nachtjäger.                              |      |

### B
| Name                       | Dienstgrad     | Lebensdaten | Luftsiege | Feindflüge | Ritterkreuz        | Eichenlaub       | Schwerter        | Brillanten | Bemerkungen | Bild |
| Sophus Baagoe †            | Oberleutnant   | 1915–1941   | 14        | unbekannt  | 14. Mai 1941       |                  |                  |            | Zuletzt in der V. Gruppe des Zerstörergeschwaders 26. Am 14. Mai 1941 bei einem Tieffliegerangriff auf Kreta durch Flakvolltreffer mit seinem Bordfunker Oberfeldwebel Bäcker gefallen. |      |
| Werner Baake               | Hauptmann      | 1918–1964   | 41        | 195        | 27. Juli 1944      |                  |                  |            | Nachtjägerpilot im Nachtjagdgeschwader 1. Am 15. Juli 1964 als Flugkapitän der Lufthansa bei Ansbach abgestürzt, nachdem mit der Maschine Boeing 720 Kunstflug durchgeführt worden war. |      |
| Herbert Backnick †         | Leutnant       | 1920–1944   | 80        | 343        | 27. Juli 1941      |                  |                  |            | Ab August 1944 III. Gruppe Jagdgeschwader 52. Am 7. August 1944 nach Lufteinsatz Notlandung. Bei dieser versagte die Steuerung, so dass Bachnick bei Myslowitz in einen Bahndamm stürzte. Tod durch Aufschlagbrand. |      |
| Johann Badum †             | Leutnant       | 1921–1943   | 54        | unbekannt  | 15. Oktober 1942   |                  |                  |            | Diente in der 6. Gruppe des Jagdgeschwaders 77. Am 11. Januar 1943 bei Tripolis im Luftkampf mit britischen Jägern tödlich abgeschossen. |      |
| Heinz Bär (Pritzl)         | Oberstleutnant | 1913–1957   | 220       | 1000       | 2. Juli 1941       | 14. August 1941  | 16. Februar 1942 |            | Er wurde 1945 in den neu aufgestellten Jagdverband 44 berufen, der die neuen Me 262-Düsenjäger einsetzte. Mit der Me 262 errang Bär 16 Luftsiege, damit wurde er der nach Luftsiegen zweiterfolgreichste Düsenjägerpilot des Kriegs. Bei einer Flugvorführung mit einer LF1 Zaunkönig verunglückte Bär am 28. April 1957 auf dem Flugplatz Braunschweig-Waggum tödlich.                                                                                         |      |
| Günther Bahr               | Oberfeldwebel  | 1921–2009   | 37        | 90         | 28. März 1945      |                  |                  |            | Ab August 1943 im Nachtjagdgeschwader 6. Schoss in der Nacht vom 21. auf den 22. Februar 1945 sieben viermotorige Bomber ab. |      |
| Wilhelm Balthasar †        | Major          | 1914–1941   | 54        | unbekannt  | 14. Juni 1940      | 2. Juli 1941     |                  |            | Balthasar meldete sich freiwillig zur Legion Condor, die für den Luftangriff auf Gernika verantwortlich ist. Am 3. Juli 1941, einen Tag nach der Verleihung des Eichenlaubes zum Ritterkreuz des Eisernen Kreuzes, wurde Balthasar während eines Luftkampfes über Aire-sur-la-Lys in Frankreich getötet, als die Tragflächen seiner Maschine beim Trudeln abbrachen. Er wurde in Flandern an der Seite seines im Ersten Weltkrieg gefallenen Vaters beigesetzt. |      |
| Herbert Bareuther †        | Leutnant       | 1914–1945   | 55        | unbekannt  | Eingabe            |                  |                  |            | Zuletzt Führer der 14. Staffel des Jagdgeschwaders 3. Am 30. April 1945 bei Tiefflugangriff im Raum Pasewalk-Anklam gefallen. |      |
| Gerhard Barkhorn           | Major          | 1919–1983   | 301       | 1104       | 23. August 1942    | 11. Januar 1943  | 2. März 1944     |            | Barkhorn hatte insgesamt 1104 Feindflüge und wurde achtmal abgeschossen. Nach dem Krieg trat er 1956 in die Bundeswehr ein und ging 1975 als Generalmajor und Stabschef der 4. taktischen Luftflotte innerhalb der NATO-Streitkräfte Mitteleuropas in Pension. Er starb 1983 bei einem Autounfall. |      |
| Heinrich Bartels †         | Oberfeldwebel  | 1918–1944   | 99        | > 500      | 13. November 1942  | eingereicht      |                  |            | Flog bei der IV. Gruppe des Jagdgeschwaders 27 an der Mittelmeerfront sowie der Reichsverteidigung. Galt seit dem 23. Dezember 1944 im Raum Bonn vermisst. Am 26. Januar 1968 wurde das Wrack seiner Me 109 G-10 mit den sterblichen Überresten von Bartels bei Villip in der Nähe von Bad Godesberg gefunden. |      |
| Franz Barten †             | Hauptmann      | 1912–1944   | 52        | 895        | 6. Dezember 1944   |                  |                  |            | Zuletzt in der 9. Staffel des Jagdgeschwaders 53. Am 4. August 1944 Luftkampf und Fallschirmaussprung über Reinsehlen. Am Fallschirm hängend kurz vor Bodenkontakt durch einen unbekannten Alliierten Soldaten in den Kopf geschossen. |      |
| Wilhelm Batz               | Major          | 1916–1988   | 237       | 445        | 26. März 1944      | 20. Juli 1944    | 21. April 1945   |            | Batz trat 1935 in die Luftwaffe ein und flog während des Krieges im JG 52. Am 17. August 1944 schoss er das 200. feindliche Flugzeug ab. Nach dem Krieg trat Batz der Luftwaffe der Bundeswehr bei. Dort erreichte er den Rang eines Majors. 1972 wurde er pensioniert. |      |
| Konrad Bauer               | Oberleutnant   | 1919–1990   | 68        | 416        | 31. Oktober 1944   | eingereicht      |                  |            | Bei Kriegsende Staffelkapitän der 5. Staffel des Jagdgeschwaders 300. Diente später bei der Bundesluftwaffe und stieg dort zum Hauptmann auf. Pensionierung Ende Dezember 1960. |      |
| Viktor Bauer               | Oberst         | 1915–1969   | 106       | > 400      | 30. Juli 1941      | 26. Juli 1942    |                  |            | Ende März 1945 geriet er in amerikanische Kriegsgefangenschaft, aus der er bereits im Juli 1945 wieder entlassen wurde. Flog zuletzt im Ergänzungsgeschwader 1 als Kommodore. |      |
| Ludwig Becker †            | Hauptmann      | 1911–1943   | 46        | unbekannt  | 1. Juli 1942       | 26. Februar 1943 |                  |            | Zuletzt Staffelkapitän der 12. Staffel des Nachtjagdgeschwaders 1. Seit 26. Februar 1943 nach einem Tageinsatz gegen amerikanische Bomber mit seinem Bordfunker Oberfeldwebel Staub vermisst. |      |
| Martin Becker              | Hauptmann      | 1916–2006   | 58        | 100        | 1. April 1944      | 20. März 1945    |                  |            | Führte zuletzt ab September 1944 bis Kriegsende die IV. Gruppe des Nachtjagdgeschwaders 6. Erzielte am 22. März 1944 sechs Abschüsse in einer Nacht sowie am 31. März 1944 und 14. März 1945 je neun. |      |
| Friedrich Beckh †          | Oberstleutnant | 1908–1942   | 48        | unbekannt  | 18. September 1941 |                  |                  |            | Nach dem Tode Mölders wurde Beckh am 3. Juni 1942 Kommodore des Geschwaders 51. Am 21. Juni 1942 musste er östlich von Charkow jenseits der sowjetischen Linien notlanden und gilt seitdem als vermisst. Möglicherweise geriet er in sowjetische Kriegsgefangenschaft und ist dort verstorben. |      |
| Franz-Josef Beerenbrock    | Leutnant       | 1920–2004   | 117       | > 400      | 6. Oktober 1941    |                  |                  |            | Alle Luftsiege an der Ostfront errungen. Flog zuletzt in der 10. Staffel des Jagdgeschwaders 51. Am 9. November 1942 Notlandung bei Welisch (Russland) mit mehreren Kühlertreffern. Geriet dann in Kriegsgefangenschaft und kehrte nach dem Krieg nach Deutschland zurück. |      |
| Wilhelm Beier              | Oberleutnant   | 1913–1977   | 36        | 250        | 11. Oktober 1941   |                  |                  |            | Befand sich bei Kriegsende in der Umschulung auf Me 262. |      |
| Hans Beißwenger †          | Oberleutnant   | 1916–1943   | 152       | > 500      |                    |                  |                  |            | Er fiel in Staraja Russa / Russland. |      |
| Helmut Belser †            | Hauptmann      | 1915–1942   | 36        | unbekannt  | 6. September 1942  |                  |                  |            | Angehöriger des Jagdgeschwaders 53 (Pik-As), wo er zuletzt Staffelkapitän war. Verunglückte am 19. Juni 1942 beim Start auf dem Flugplatz Castel-Benito bei Tripolis, als er mit dem Fahrgestell seiner Maschine in einer Sandmulde steckenblieb und sich überschlug. |      |
| Karl-Heinz Bendert         | Oberleutnant   | 1919–1983   | 54        | 610        | 30. Dezember 1942  |                  |                  |            | Flog ab August 1944 bis Kriegsende im Schuljagdgeschwader 104. |      |
| Helmut Bennemann           | Oberstleutnant | 1915–2007   | 92        | > 400      | 2. Oktober 1942    |                  |                  |            | Zuletzt Kommodore im Jagdgeschwader 53. |      |
| Anton Benning              | Leutnant       | 1918–2013   | 28        | 100        | 13. April 1945     |                  |                  |            | Bei Kriegsende Staffelkapitän der 1. Staffel im Jagdgeschwader 301 (Wilde Sau). |      |
| Helmut Bergmann †          | Hauptmann      | 1920–1944   | 36        | 135        | 8. Juli 1944       |                  |                  |            | Zuletzt Staffelkapitän der 8. Staffel im Nachtjagdgeschwader 4. Kehrte am 6. August 1944 von einem Einsatz im Invasionsraum mit seiner Besatzung Hauthal und Schopp nicht mehr zurück. Gilt seitdem als vermisst. |      |
| Heinz-Edgar Berres †       | Hauptmann      | 1920–1943   | 53        | 354        | 1. September 1943  |                  |                  |            | Zuletzt Staffelkapitän der 1. Staffel im Jagdgeschwader 77. Am 27. Juli 1943 flog er Geleitschutz für eine Ju-52 über der Straße von Messina, als er von etwa 50 britischen Jägern angegriffen wurde. Seitdem vermisst. |      |
| Otto Bertram               | Major          | 1916–1987   | 21        | 100        | 28. Oktober 1940   |                  |                  |            | Bei Kriegsende Führer von Schulverbänden und verschiedener Stabsstellungen. Flog zuvor als Kommandeur der III. Gruppe im Jagdgeschwader 2 bei der Luftschlacht um England. |      |
| Franz Beyer †              | Major          | 1918–1944   | 81        | unbekannt  | 30. August 1941    |                  |                  |            | Flog zuletzt in der IV. Gruppe des Jagdgeschwaders 3. Am 11. Februar 1944 Venlo von zwei Spitfires gejagt und dabei im Tiefflug einen Baum berührt. Tod durch Aufschlagbrand. |      |
| Hans-Joachim Birkner †     | Leutnant       | 1921–1944   | 117       | 284        | 27. Juli 1944      |                  |                  |            | Birkner verunglückte tödlich bei einem Startunfall (Motorschaden) in Krakau mit seiner Bf 109. |      |
| Joseph Bisping †           | Hauptmann      | 1913–1945   | unbekannt | unbekannt  | 22. Oktober 1941   |                  |                  |            | Am 13. Februar 1945 im Raum Berlin tödlich abgeschossen. |      |
| Emil Bitsch †              | Hauptmann      | 1916–1944   | 108       | unbekannt  | 29. August 1943    |                  |                  |            | Er kam in einem Luftkampf zwischen seiner Bf 109 und einer P-47 bei Volkel in Holland ums Leben. Flog zuvor bei der 8. Staffel im Jagdgeschwader 3. |      |
| Joachim Blechschmidt †     | Oberstleutnant | 1912–1943   | unbekannt | 400        | 17. März 1943      |                  |                  |            | Zuletzt Gruppenführer der I. Gruppe im Zerstörergeschwader 1. Seit 2. Juli 1943 im Raum Orjol nach Notlandung jenseits der eigenen Linien vermisst. |      |
| Erich Bloedorn             | Oberst         | 1902–1975   | ?         | ?          | 13. Oktober 1940   |                  |                  |            | Kommodore des Kampfgeschwaders 30. |      |
| Hans-Ekkehard Bob          | Major          | 1917–2013   | 60        | 700        | 7. März 1941       |                  |                  |            | Flog bei Kriegsende im Jagdverband 44 (Galland). |      |
| Ernst Börngen              | Major          | 1916–1989   | 45        | > 450      | 3. August 1944     |                  |                  |            | Zuletzt Kommandeur der I. Gruppe des Jagdgeschwaders 2. Rammte am 19. Mai 1944 bei Helmstedt einen viermotorigen Bomber, wurde dort schwer verwundet und verlor seinen rechten Arm. Danach fluguntauglich. |      |
| Wolfgang Böwing-Treuding † | Oberleutnant   | 1922–1943   | 46        | unbekannt  | 24. März 1943      |                  |                  |            | Zuletzt Staffelkapitän der 10. Staffel im Jagdgeschwader 51 an der Ostfront. Am 11. Februar 1943 von sowjetischer Erdabwehr tödlich abgeschossen. |      |
| Eckart-Wilhelm von Bonin   | Major          | 1914–1992   | 39        | 150        | 5. Februar 1944    |                  |                  |            | Diente bei Kriegsende beim Generalbevollmächtigten für Strahlflugzeuge. |      |
| Hubertus von Bonin †       | Major          | 1911–1943   | 77        | unbekannt  | 21. Dezember 1942  |                  |                  |            | Zuletzt Kommodore des Jagdgeschwaders 54. Am 15. Dezember 1943 bei Witebsk im Luftkampf tödlich abgeschossen. |      |
| Adolf Borchers             | Major          | 1913–1996   | 132       | 800        | 22. November 1943  |                  |                  |            | Zuletzt Kommandeur der III. Gruppe im Jagdgeschwader 52. Betrieb nach dem Krieg eine Skischule. |      |
| Walter Borchers †          | Oberstleutnant | 1916–1945   | 48        | unbekannt  | 27. Juli 1944      |                  |                  |            | Zuletzt Kommodore im Nachtjagdgeschwader 5. Am 5. März 1945 bei Leipzig vom Wingcommander Walter Gibb mit einer Mosquito tödlich abgeschossen. |      |
| Eberhard von Boremski      | Hauptmann      | 1914–1963   | 90        | 630        | 3. Mai 1942        |                  |                  |            | Flog zuletzt III. Gruppe im Einsatzjagdgeschwader 1. Verunglückte am 16. Dezember 1963 in Hamburg tödlich. |      |
| Karl Borris                | Major          | 1916–1981   | 43        | unbekannt  | 25. November 1944  |                  |                  |            | Flog zuletzt in der I. Gruppe des Jagdgeschwaders 26 als Kommandeur. |      |
| Kurt Brändle †             | Major          | 1912–1943   | 180       | > 700      | 1. Juli 1942       | 27. August 1942  |                  |            | Wurde von einem kanadischen Jagdpiloten westlich von Amsterdam über der Nordsee abgeschossen. Flog zuletzt als Kommandeur der II. Gruppe im Jagdgeschwader 3. |      |
| Paul Brandt †              | Leutnant       | 1915–1944   | 34        | 500        | 29. September 1944 |                  |                  |            | Zuletzt Staffelführer der 16. Staffel im Jagdgeschwader 54. Am 24. Dezember 1944 bei Münster aus unbekannten Gründen ab. |      |
| Walter Brandt              | Oberleutnant   | 1917–1977   | 57        | 527        | 24. März 1943      |                  |                  |            | Flog zuletzt als Staffelführer der 2. Staffel im Jagdgeschwader 3. |      |
| Joachim Brendel            | Hauptmann      | 1921–1974   | 189       | 950        | 22. November 1943  | 14. Januar 1945  |                  |            | Brendel schoss 88 Iljuschin Il-2 Sturmovik ab. Flog zuletzt als Kommandeur der III. Gruppe im Jagdgeschwader 51. |      |
| Heinz Bretnütz †           | Hauptmann      | 1914–1941   | 37        | 244        | 22. Oktober 1940   |                  |                  |            | Flog zuletzt bei der II. Gruppe im Jagdgeschwader 53. Am 22. Juni 1941 Notlandung nach schwerer Verwundung. Konnte erst spät geborgen werden. Verstarb am 27. Juni 1941 nach Amputation eines Beines. |      |
| Klaus Bretschneider †      | Oberleutnant   | 1920–1944   | 31        | unbekannt  | 18. November 1944  |                  |                  |            | Flog zuletzt in der 5. Staffel des Jagdgeschwaders 300 Wilde Sau. Am 24. Dezember 1944 durch Mustangs bei Oberaula-Hausen im Raum Kassel im Luftkampf gefallen. |      |
| Hugo Broch                 | Leutnant       | 1922        | 81        | 324        | 12. März 1945      |                  |                  |            | Zuletzt im Jagdgeschwader 54; dort in der 8. Staffel. |      |
| Jürgen Brocke †            | Leutnant       | 1922–1942   | 42        | 150        | 9. Dezember 1942   |                  |                  |            | Zuletzt in der 4. Staffel des Jagdgeschwaders 77. Am 14. September 1942 bei Woronesch (Russland) durch Flakvolltreffer gefallen. |      |
| Herbert Broennle †         | Leutnant       | 1920–1943   | 57        | 387        | 14. März 1943      |                  |                  |            | Zuletzt bei der 2. Staffel im Jagdgeschwader 53. Am 4. Juli 1943 nach Luftkampf wegen Motorschaden über Catania aus 300 Meter Höhe senkrecht abgestürzt und gefallen. |      |
| Albert Brunner †           | Oberfeldwebel  | 1918–1943   | 53        | 135        | 3. Juli 1943       |                  |                  |            | Einsatz bei der 6. Staffel im Jagdgeschwader 5. Am 7. Mai 1943 nach Luftkampf Notausstieg. Fallschirm konnte sich aufgrund der geringen Absprunghöhe nicht mehr öffnen. |      |
| Hermann Buchner            | Oberfeldwebel  | 1919–2005   | 58        | 625        | 20. Juli 1944      |                  |                  |            | Flog zuletzt bei der III. Gruppe im Jagdgeschwader 7. |      |
| Max Buchholz               | Major          | 1912–1996   | > 27      | 160        | 12. August 1941    |                  |                  |            | Diente bei Kriegsende im Jagdgeschwader 106. |      |
| Kurt Bühligen              | Oberstleutnant | 1917–1985   | 112       | 700        | 4. September 1941  | 2. März 1944     |                  |            | Zuletzt Kommodore der II. Gruppe im Jagdgeschwader 2. Kehrte 1950 aus der Kriegsgefangenschaft in die Heimat zurück. Starb 1985 in Nidda / Hessen |      |
| Harry von Bülow-Bothkamp   | Oberst         | 1897–1976   | 6         | unbekannt  | 22. August 1940    |                  |                  |            | Kommandierte ab November 1943 die 5. Jagd-Division und war Jagdfliegerführer 4. |      |
| Kurt Bundrock              | Oberfeldwebel  | 1917–1998   | keine     | > 120      | 30. Juni 1944      |                  |                  |            | Flog als Bordfunker im Zerstörergeschwader 1 und Nachtjagdgeschwader 1 und war an 49 Abschüssen beteiligt. |      |
| Johann Bunzek †            | Leutnant       | 1922–1943   | 75        | unbekannt  | 6. April 1944      |                  |                  |            | Flog bis zu seinem Tod in der 7. Staffel des Jagdgeschwaders 52 an der Ostfront. Dort am 11. Dezember 1943 über den Nikopol-Brückenkopf mit einem sowjetischen Jäger zusammengestoßen, wobei sein Flugzeug in der Luft explodierte. |      |
| Lutz-Wilhelm Burckhardt    | Hauptmann      | 1919–1993   | 58        | unbekannt  | 22. September 1942 |                  |                  |            | Flog bei Kriegsende im Jagdgeschwader 7. |      |

### C
| Name              | Dienstgrad     | Lebensdaten | Luftsiege | Feindflüge | Ritterkreuz        | Eichenlaub         | Schwerter | Brillanten | Bemerkungen | Bild |
| Horst Carganico † | Major          | 1917–1944   | > 60      | > 600      | 25. September 1941 |                    |           |            | Am 27. Mai 1944 bei einer Notlandung durch Berühren einer Hochspannungsleitung tödlich verunglückt.                                                                 |      |
| Georg Christl     | Oberstleutnant | 1917–1991   | 7         | unbekannt  | 18. März 1942      |                    |           |            | Zerstörte ferner sieben Panzer. |      |
| Erwin Clausen †   | Major          | 1911–1943   | 132       | 561        | 19. Mai 1942       | 23. Juli 1942      |           |            | Seit dem 4. Oktober 1943 nach einem Einsatz über der Nordsee vermisst.                                                                                              |      |
| Wilhelm Crinius   | Leutnant       | 1920–1997   | 114       | > 400      | 23. September 1942 | 23. September 1942 |           |            | Eichenlaubverleihung erfolgte zeitgleich mit Verleihung des Ritterkreuzes. Geriet am 13. Januar 1943 in Tunesien nach Notlandung in britische Kriegsgefangenschaft. |      |

### D
| Name                  | Dienstgrad     | Lebensdaten | Luftsiege | Feindflüge | Ritterkreuz        | Eichenlaub      | Schwerter | Brillanten | Bemerkungen | Bild |
| Paul-Heinrich Dähne † | Hauptmann      | 1921–1945   | > 100     | 600        | 6. April 1944      |                 |           |            | Am 24. April 1945 bei Warnemünde mit einer Heinkel He 162 tödlich abgestürzt. Tod durch Aufschlagbrand. |      |
| Walther Dahl          | Oberst         | 1916–1985   | 128       | > 600      | 11. März 1944      | 1. Februar 1945 |           |            | Am 26. Januar 1945 wurde Dahl von Reichsmarschall Hermann Göring zum Inspekteur der Tagjäger ernannt. |      |
| Kurt Dahlmann         | Major          | 1918–2017   | unbekannt | unbekannt  | 11. Juni 1944      | 24. Januar 1945 |           |            | Zeichnete sich mit seiner Fw 190 vor allem nach der alliierten Invasion in der Normandie aus. Flog in diesem Zusammenhang zahlreiche Angriffe gegen Brücken und Schleusen.                                                                                                  |      |
| Hugo Dahmer           | Hauptmann      | 1918–2006   | 57        | 307        | 1. August 1941     |                 |           |            | Nach schwerer Verwundung im Oktober 1943 nur noch Innendienst. Zuletzt Sachbearbeiter für R4M-Raketen. |      |
| Hans Dammers †        | Leutnant       | 1913–1944   | 113       | unbekannt  | 23. August 1942    |                 |           |            | Wurde am 13. März 1943 von einem abstürzenden sowjetischen Flugzeug gerammt. Daraufhin musste Dammers mit dem Fallschirm abspringen, blieb aber mit dem Fallschirm am Leitwerk hängen und stürzte mit der Maschine. Er erlag am 17. März 1944 seinen schweren Verletzungen. |      |
| Paul-Friedrich Darjes | Oberstleutnant | 1911–1989   | unbekannt | > 200      | 14. Oktober 1942   |                 |           |            | War zuletzt Kommodore im Zerstörergeschwader 1. |      |
| Rudi Dassow †         | Leutnant       | 1920–1944   | 22        | unbekannt  | 5. September 1944  |                 |           |            | Am 25. August 1944 bei Laon im Luftkampf gefallen und mit seiner Maschine bereits brennend abgestürzt. |      |
| Gustav Denk †         | Oberleutnant   | 1915–1943   | 67        | > 500      | 14. März 1943      |                 |           |            | Am 13. Februar 1943 bei einem Tiefangriff bei Krasnodar (Kaukasus) Flakvolltreffer erhalten und in der Luft explodiert. |      |
| Adolf Dickfeld        | Oberst         | 1910–2010   | 136       | unbekannt  | 19. März 1942      | 19. Mai 1942    |           |            | Diente ab Herbst 1943 im Innendienst des Reichsluftfahrtministeriums. |      |
| Ullrich Diesing †     | Generalmajor   | 1911–1945   | keine     | keine      | 6. September 1942  |                 |           |            | Starb am 17. April 1945 bei einem bei Boitzendorf durch einen Autounfall, dessen Umstände nicht ermittelbar waren. |      |
| Fritz Dinger †        | Oberleutnant   | 1915–1943   | 67        | unbekannt  | 23. Dezember 1944  |                 |           |            | Am 27. Juli 1943 in Süditalien durch einen Bombenangriff durch Splitter getötet. Zuletzt führte er die IV. Gruppe des Jagdgeschwaders 53. |      |
| Anton Döbele †        | Leutnant       | 1910–1943   | 94        | 458        | 26. März 1944      |                 |           |            | Wurde am 11. November 1943 auf der Rollbahn Smolensk-Witebsk bei einem Landeanflug von einem eigenen Jäger gerammt und stürzte tödlich ab. |      |
| Hans Döbrich          | Leutnant       | 1916–1984   | 65        | 248        | 19. September 1943 |                 |           |            | Wurde am 16. Juli 1943 von zwei sowjetischen Jägern abgeschossen und später schwerst verwundet geborgen. Danach keine Jagdeinsätze mehr. |      |
| Arnold Döring         | Leutnant       | 1918–2001   | 23        | 398        | 17. April 1945     |                 |           |            | Zerstörte ferner am Boden hunderte von Fahrzeugen, Eisenbahnen und andere Objekte. |      |
| Franz Dörr            | Hauptmann      | 1913–1972   | 128       | 437        | 19. August 1944    |                 |           |            | Bei Kriegsende Kommandeur der III. Gruppe des Jagdgeschwaders 5. |      |
| Kurt Dombacher        | Oberleutnant   | 1920–1993   | 68        | > 800      | 8. April 1945      |                 |           |            | Zuletzt Gruppenführer der I. Gruppe des Jagdgeschwaders 51. Vom 11. Mai 1945 bis 1950 sowjetische Kriegsgefangenschaft. |      |
| Hans Dortenmann       | Oberleutnant   | 1921–1973   | 38        | 150        | 20. April 1945     |                 |           |            | Ursprünglich Infanterist. Zuletzt eingesetzt bei der I. Gruppe des Jagdgeschwaders 26. |      |
| Johann Dreher †       | Hauptmann      | 1920–1945   | 2         | unbekannt  | 5. April 1944      |                 |           |            | Zuletzt Gruppenführer der IV. Gruppe des Nachtgeschwaders 3. Seit einem Einsatz am 4. März 1945 gegen England vermisst. Wurde in Fulford in der Grafschaft Somerset mit seiner Besatzung auf dem dortigen Friedhof begraben.                                                |      |
| Martin Drewes         | Major          | 1918–2013   | 52        | 235        | 27. Juli 1944      | 17. April 1945  |           |            | Ab März 1944 bis Kriegsende Kommandeur der III. Gruppe des Nachtgeschwaders 1. Lebte von 1949 bis zu seinem Tod in Brasilien (unter Beibehaltung der deutschen Staatsbürgerschaft).                                                                                         |      |
| Ernst-Georg Drünkler  | Hauptmann      | 1920–1997   | 45        | 102        | 20. März 1945      |                 |           |            | Ab 16. Februar 1944 bis Kriegsende führte er die I. Gruppe des Nachtjagdgeschwaders 5. |      |
| Ernst Düllberg        | Major          | 1913–1984   | 50        | 650        | 20. Juli 1944      |                 |           |            | Zuletzt Kommodore im Jagdgeschwader 76. |      |
| Peter Düttmann        | Leutnant       | 1923–2001   | > 152     | 398        | 9. Mai 1944        |                 |           |            | Wurde insgesamt 19-mal selbst abgeschossen. Erzielte am 7. Mai 1944 allein neun Abschüsse. |      |

### E
| Name                         | Dienstgrad    | Lebensdaten | Luftsiege | Feindflüge | Ritterkreuz        | Eichenlaub        | Schwerter   | Brillanten | Bemerkungen | Bild |
| Heinz Ebeling                | Oberleutnant  | 1918–1987   | 18        | 163        | 5. November 1940   |                   |             |            | Am 5. November 1940 Notausstieg über London. Anschließend britische Kriegsgefangenschaft.                                                                                          |      |
| Kurt Ebener                  | Oberleutnant  | 1920–1975   | 57        | 150        | 7. April 1943      |                   |             |            | Am 23. August 1944 schwer verwundet in US-amerikanische Kriegsgefangenschaft geraten.                                                                                              |      |
| Helmut Eberspächer           | Hauptmann     | 1915–2011   | 7         | > 170      | 16. Januar 1945    |                   |             |            | Zuletzt Einsatz im Nachtjagdgeschwader 20. Flog die schwierigsten Tag- und Nachteinsätze.                                                                                          |      |
| Reinhold Eckhardt †          | Oberleutnant  | 1918–1942   | 22        | unbekannt  | 30. August 1941    |                   |             |            | Am 30. Juli 1942 nach Luftkampf bei Brüssel nach Treffern ausgestiegen und mit dem Fallschirm am Leitwerk hängengeblieben. Tod durch Aufschlagbrand.                               |      |
| Franz Eckerle †              | Hauptmann     | 1912–1942   | 59        | unbekannt  | 18. September 1941 | 12. März 1942     |             |            | Ab 1940 über den Kanal im Jagdgeschwader 54 im Einsatz. Vor dem Krieg bekannter Kunstflieger. Am 14. Februar 1942 Notlandung bei Welikije Luki und seitdem vermisst.               |      |
| Georg-Peter Eder             | Major         | 1921–1986   | 78        | unbekannt  | 24. Juni 1944      | 25. November 1944 |             |            | Insgesamt 17-mal abgeschossen und 12-mal verwundet. Zuletzt Verbandsführer im Jagdgeschwader 7.                                                                                    |      |
| Walter Ehle †                | Major         | 1913–1943   | 36        | unbekannt  | 29. August 1943    |                   |             |            | Am 17. November 1943 bei Sint-Truiden wegen Ausfall der Flugplatzbeleuchtung mit seiner Besatzung tödlich abgestürzt. Diente zuletzt in der II. Gruppe des Nachtjagdgeschwaders 2. |      |
| Hans Ehlers †                | Major         | 1914–1944   | > 52      | unbekannt  | 14. Juli 1944      | eingereicht       |             |            | Am 27. Dezember 1944 im Luftkampf über der Eifel gefallen. |      |
| Rudolf Ehrenberger †         | Oberfeldwebel | 1915–1944   | 49        | unbekannt  | 6. April 1944      |                   |             |            | Nach Luftkampf über Jüterbog mit dem Fallschirm ausgestiegen. An diesem hängend erschossen.                                                                                        |      |
| Diethelm von Eichel-Streiber | Hauptmann     | 1914–1996   | 96        | 158        | 5. April 1944      |                   |             |            | Diente bei Kriegsende im Jagdverband 44. |      |
| Heinrich Ehrler †            | Major         | 1917–1945   | 204       | unbekannt  | 21. Oktober 1942   | 2. August 1943    | eingereicht |            | Am 6. April 1945 schoss er zwei B 17 ab und brachte eine dritte durch Rammen ebenfalls zum Absturz. Dabei stürzte er tödlich ab.                                                   |      |
| Franz Eisenach               | Major         | 1918–1998   | 129       | 319        | 10. Oktober 1944   |                   |             |            | Ab August 1944 bis Kriegsende Kommandeur der I. Gruppe des Jagdgeschwaders 54. |      |
| Walter Engel †               | Hauptmann     | 1919–1945   | 9         | unbekannt  | 28. Februar 1945   |                   |             |            | Bei Kriegsende Staffelkapitän der 3. Gruppe im Nachtjagdgeschwader 5. Soll im Mai 1945 tödlich verunglückt sein.                                                                   |      |
| Siegfried Engfer             | Oberleutnant  | 1915–1946   | 58        | 348        | 2. Oktober 1942    |                   |             |            | Ende 1943 als Jagdlehrer eingesetzt. Seit April 1946 auf der Fahrt von Wien nach München verschollen.                                                                              |      |
| Wolf Ettel †                 | Oberleutnant  | 1921–1943   | 124       | > 250      | 1. Juni 1943       | 31. August 1943   |             |            | Am 17. Juli 1943 bei Tiefangriff südlich Catania durch Flakvolltreffer gefallen.                                                                                                   |      |
| Heinz Ewald                  | Leutnant      | 1922–2002   | 84        | 396        | 20. April 1945     |                   |             |            | Zuletzt bei der 5. Staffel des Jagdgeschwaders 52. 50. Luftsieg am 29. Dezember 1944.                                                                                              |      |
| Wolfgang Ewald               | Major         | 1911–1995   | 78        | unbekannt  | 9. Dezember 1942   |                   |             |            | Am 14. Juli 1943 durch sowjetische Flak abgeschossen. Danach mehrjährige Kriegsgefangenschaft. Zuletzt Kommandeur der III. Gruppe des Jagdgeschwaders 3.                           |      |

### F
| Name                        | Dienstgrad    | Lebensdaten | Luftsiege | Feindflüge | Ritterkreuz      | Eichenlaub    | Schwerter | Brillanten | Bemerkungen | Bild |
| Wolfgang Falck              | Oberst        | 1910–2007   | 7         | 90         | 1. Oktober 1940  |               |           |            | Nach dem Krieg wurde er Geschäftsführer eines mittelständischen Unternehmens. 1961 erhielt er ein Angebot der US-amerikanischen Luftfahrtindustrie und wurde Deutschland-Repräsentant von North American Aviation und später von McDonnell Douglas. |      |
| Horst-Günther von Fassong † | Hauptmann     | 1919–1945   | 136       | unbekannt  | 27. Juli 1944    |               |           |            | Bei Neujahreinsatz am 1. Januar 1945 im Raum Maastricht vermisst. |      |
| Leopold Fellerer            | Hauptmann     | 1919–1968   | 41        | unbekannt  | 8. April 1944    |               |           |            | Zuletzt Kommandeur der II. Gruppe im Nachtjagdgeschwader 5. |      |
| Herbert Findeisen           | Hauptmann     | 1913–1963   | 67        | unbekannt  | 29. Februar 1944 |               |           |            | Von Februar bis Mai 1945 Kommandeur der II. Gruppe des Jagdgeschwaders 54 in Kurland. Verunglückte am 11. Mai 1963 bei einem Autounfall tödlich. |      |
| Günther Fink †              | Hauptmann     | 1918–1943   | 56        | unbekannt  | 14. März 1943    |               |           |            | Wird seit dem 15. Mai 1943 nach einem Einsatz gegen viermotorige Bomber südlich Helgoland vermisst. |      |
| Erwin Fleig                 | Leutnant      | 1912–1986   | 66        | 506        | 12. August 1941  |               |           |            | Musste am 29. Mai 1942 bei Szokoloje im Bereich des Ilmensees mit dem Fallschirm abspringen und geriet in sowjetische Kriegsgefangenschaft. |      |
| Otto Fönnekold †            | Oberleutnant  | 1920–1944   | 136       | > 600      | 26. März 1944    |               |           |            | Am 31. August 1944 im Luftkampf bei Siebenbürgen bei der Landung von amerikanischen Jägern abgeschossen und tödlich getroffen. |      |
| Josef Fözö                  | Major         | 1912–1979   | 27        | 370        | 2. Juli 1941     |               |           |            | Ehemaliger Jagdflieger der österreichischen Luftwaffe. Später Einsätze bei der Legion Condor. Am 11. Juli 1941 verunglückt er bei einem Start schwer. Danach hauptsächlich Stabsstellungen.                                                         |      |
| Heinz Forgatsch †           | Oberleutnant  | 1915–1941   | keine     | unbekannt  | 14. Juni 1941    |               |           |            | Stürzte am 23. September 1941 in Rechlin als Führer der Erprobungsstaffel 210 bei der Erprobung einer Me 210 tödlich ab. |      |
| Gustav Francsi              | Oberleutnant  | 1914–1961   | 56        | unbekannt  | 29. Oktober 1944 | eingereicht   |           |            | Einer der erfolgreichsten Nachtjäger im Nachtjagdgeschwader 100. Am 6. Oktober 1961 ertrank Francsi bei der Rettung seiner Braut aus der Brandung in spanischen Gewässern.                                                                          |      |
| Hans-Dieter Frank †         | Hauptmann     | 1919–1943   | 55        | unbekannt  | 20. Juni 1943    | 2. März 1944  |           |            | Zuletzt Kommandeur der I. Gruppe des Nachtjagdgeschwaders 1. Am 27. September 1943 über Hannover mit einem eigenen Nachtjäger zusammengestoßen. Fand beim Fallschirmabsprung den Tod.                                                               |      |
| Rudolf Frank †              | Leutnant      | 1920–1944   | 45        | 183        | 6. April 1944    | 20. Juli 1944 |           |            | Am 27. April 1944 von einer abstürzenden Lancaster getroffen und mit seiner Bf 110 abgestürzt. Tod durch Aufschlagbrand. Zuletzt in der I. Gruppe des Nachtjagdgeschwaders 3.                                                                       |      |
| Alfred Franke †             | Leutnant      | 1918–1942   | 59        | unbekannt  | 29. Oktober 1942 |               |           |            | Am 9. September 1942 nördlich von Stalingrad gefallen. Zuletzt Einsatz in der II. Gruppe des Jagdgeschwaders 53. |      |
| Ludwig Franzisket           | Major         | 1917–1988   | 43        | unbekannt  |                  |               |           |            | Ab Dezember 1944 bis Kriegsende Kommodore im Jagdgeschwader 27. |      |
| Wilhelm Freuwörth           | Oberfeldwebel | 1917–1970   | 58        | 254        | 5. Januar 1943   |               |           |            | Zuletzt Jagdlehrer. |      |
| Hugo Frey †                 | Hauptmann     | 1915–1944   | 32        | unbekannt  | 4. Mai 1944      |               |           |            | Am 6. März 1944 im Luftkampf bei Sleen in der Gemeinde Coevorden (Holland) nach dem Abschuss von 4 viermotorigen Bombern abgestürzt. |      |
| Siegfried Freytag           | Major         | 1919–2003   | 102       | unbekannt  | 3. Juli 1942     | eingereicht   |           |            | Einsatz erfolgte im Jagdgeschwader 77. Schicksal nach dem Krieg unbekannt. |      |
| Herbert Friebel †           | Leutnant      | 1915–1944   | 58        | unbekannt  | 24. Januar 1943  |               |           |            | Stürzte am 15. Mai 1944 bei der Verfolgung einer sowjetischen Maschine infolge Bodenberührung ab. Tod durch Aufschlagbrand. |      |
| Gerhard Friedrich †         | Major         | 1917–1945   | 30        | unbekannt  | 15. März 1945    |               |           |            | Erzielte am 16. März 1945 seinen letzten Luftsieg durch Abschuss einer Lancaster und stürzte bei der Explosion ihrer Bombenladung tödlich ab. |      |
| Gustav Frielinghaus         | Hauptmann     | 1912–1963   | 74        | > 500      | 5. Februar 1944  |               |           |            | Zuletzt Gruppenkommandeur im Einsatzjagdgeschwader 1. Verstarb am 11. September 1963 in Köln nach schwerer Krankheit. |      |
| Heinrich Füllgrabe †        | Oberleutnant  | 1916–1945   | > 65      | unbekannt  | 2. Oktober 1942  |               |           |            | Am 30. Januar 1945 bei Brieg (Schlesien) bei einem Tiefangriff auf sowjetische Panzer abgeschossen und aus 45 Meter Höhe brennend abgestürzt. |      |
| Wilhelm Fulda               | Hauptmann     | 1909–1977   | 1         | unbekannt  | 14. Juni 1941    |               |           |            | Zuletzt Kommandeur der I. Gruppe des Geschwaders 400 (Me 163). |      |
| Hans Fuß †                  | Leutnant      | 1920–1942   | 71        | unbekannt  | 23. August 1942  |               |           |            | Im Oktober 1942 bei Landeanflug wegen Motorausfalls abgestürzt und mehrere Überschläge. Dabei zog er sich schwere Verletzungen zu. Am 10. November 1942, nach Amputation eines Beines, in Berlin daran verstorben.                                  |      |

### G
| Name                        | Dienstgrad      | Lebensdaten | Luftsiege | Feindflüge | Ritterkreuz        | Eichenlaub         | Schwerter     | Brillanten         | Bemerkungen | Bild |
| Wilhelm Gänsler             | Oberfeldwebel   | 1919–1985   | 115       | > 150      | 27. Juli 1944      | eingereicht        |               |                    | Einer der erfolgreichsten Bordschützen im Nachtgeschwader 1 und 4. War an insgesamt 115 Nachtabschüssen maßgeblich beteiligt und diente unter Ludwig Becker und Schnaufer. |      |
| Otto Gaiser †               | Leutnant        | 1919–1944   | 74        | 380        | 9. Juni 1944       |                    |               |                    | Am 22. Januar 1944 bei Ljuban vermutlich durch sowjetische Bodenabwehr abgeschossen. Flog bis dahin bei der 10. Staffel des Jagdgeschwaders 51. |      |
| Adolf Galland               | Generalleutnant | 1912–1996   | 104       | 425        | 1. August 1940     | 25. September 1940 | 21. Juni 1941 | 28. Januar 1942    | Galland war Mitglied der Legion Condor. Die USAFE attestierte ihm „strong Neo-Nazi leanings“ („starke neonazistische Tendenzen“). Ab 1948 wurde Galland als Berater der argentinischen Luftwaffe unter dem damaligen Präsidenten Juan Perón engagiert. Sechs Jahre später kehrte er nach Deutschland zurück und wurde Industrieberater. |      |
| Wilhelm-Ferdinand Galland † | Major           | 1914–1943   | 55        | 186        | 18. Mai 1943       |                    |               |                    | Zuletzt Kommandeur der III. Gruppe des Jagdgeschwaders 26. Am 17. August 1943 im Raum Lüttich von Thunderbolts abgeschossen. |      |
| Bernd Gallowitsch           | Major           | 1918–1983   | 64        | 840        | 24. Januar 1942    |                    |               |                    | Flog zuletzt die Heinkel He 162 (Volksjäger) in der I. Gruppe des Jagdgeschwaders 1. |      |
| August Geiger †             | Hauptmann       | 1920–1943   | 53        | unbekannt  | 22. Mai 1943       | 2. März 1944       |               |                    | Flog seit Frühjahr 1941 beim Nachtgeschwader 1, später als Kommandeur der dortigen 7. Staffel. Am 29. September 1943 über der Zuidersee von einem britischen Fernnachtjäger abgeschossen. Geiger ertrank nach Fallschirmabsprung. |      |
| Kurt Geisler †              | Hauptmann       | 1914–1943   | unbekannt | > 300      | 24. Januar 1943    |                    |               |                    | Zuletzt Kommandeur der I. Gruppe des Schlachtgeschwaders 210. Am 7. September 1943 über Cambridge im Luftkampf gefallen. |      |
| Johannes Geismann           | Hauptmann       | 1920–1994   | unbekannt | unbekannt  | 21. Dezember 1942  |                    |               |                    | Versenkte als Angehöriger des Kampfgeschwaders 77 im Mittelmeerraum 98.000 BRT feindlichen Schiffsraum. Flog zuletzt bei der IV. Gruppe des Jagdgeschwaders 1. |      |
| Friedrich Geißhardt †       | Hauptmann       | 1919–1943   | 102       | 642        | 30. August 1941    | 23. Juni 1942      |               |                    | Am 5. April 1943 nach Luftkampf schwer verwundet. Konnte seine Maschine aber noch bauchlanden und starb einen Tag später, am 6. April 1943 an seinen Verwundungen in einem Lazarett. |      |
| Werner Gerth †              | Hauptmann       | 1923–1944   | 30        | unbekannt  | 29. Oktober 1944   |                    |               |                    | Rammte am 2. November 1944 bei Eisleben einen viermotorigen Bomber und sprang danach mit dem Fallschirm ab. Dieser öffnete sich jedoch nicht. |      |
| Paul Gildner †              | Oberleutnant    | 1914–1943   | 48        | unbekannt  | 9. Juli 1942       | 26. Februar 1943   |               |                    | Flog zuletzt in der IV. Gruppe im Nachtjagdgeschwader 1 und stürzte am 24. Februar 1943 wegen Motorbrand ohne Feindeinwirkung über Gilze-Rijn (Holland) tödlich ab. |      |
| Adolf Glunz                 | Oberleutnant    | 1916–2002   | 71        | 574        | 29. August 1943    | 24. Juni 1944      |               |                    | Flog bei Kriegsende im Jagdgeschwader 7. |      |
| Franz Götz                  | Major           | 1913–1980   | 63        | 766        | 4. September 1942  |                    |               |                    | Zuletzt Kommodore im Jagdgeschwader 26. |      |
| Hans Götz †                 | Hauptmann       | 1919–1943   | 82        | > 600      | 23. Dezember 1942  |                    |               |                    | Staffelkapitän in der II. Gruppe des Jagdgeschwaders 54. Am 4. August 1943 stürzte Götz bei einem Angriff auf eine IL-2 in Rückenlage bei Karatschew in ein Waldstück ab. Tod durch Aufschlagbrand. |      |
| Heinz Golinski †            | Feldwebel       | 1919–1942   | 47        | > 150      | 30. Dezember 1942  |                    |               |                    | Flog zuletzt in der III. Gruppe des Jagdgeschwaders 53. Seit dem 16. Oktober 1942 nach einem Luftkampf südlich von Malta vermisst. |      |
| Gordon M. Gollob            | Oberst          | 1912–1987   | 150       | 340        | 18. September 1941 | 26. Oktober 1941   | 24. Juni 1942 | 30. August 1942    | Erreichte als erster Jagdflieger 150 Luftsiege. |      |
| Kurt Goltzsch †             | Oberleutnant    | 1912–1944   | 43        | 130        | 5. Februar 1944    |                    |               |                    | Im November 1943 über den Kanal von Spitfires abgeschossen. Bei dem Absturz zog er sich schwerste Wirbelsäulenverletzungen zu, die zu einer Querschnittslähmung führten. An dieser am 26. September 1944 in einem Lazarett verstorben. |      |
| Heinz Gossow                | Oberfeldwebel   | 1917–1988   | 9         | unbekannt  | 28. Oktober 1944   |                    |               |                    | Vernichtete ferner 2 Panzerzüge. Flog zuletzt im Jagdgeschwader 7. |      |
| Walter Grabmann             | Generalmajor    | 1905–1992   | 18        | 237        | 14. September 1940 |                    |               |                    | Die letzten Kriegstage war er Kommandeur der 15. Flieger-Division, dessen Posten er bis 7. Juli 1945 innehatte. |      |
| Hermann Graf                | Oberst          | 1912–1988   | 212       | 830        | 24. Januar 1942    | 17. Mai 1942       | 19. Mai 1942  | 16. September 1942 | Erreichte als erster Jagdflieger 200 Luftsiege. Graf erlangte seinen 212. Luftsieg, indem er mangels Munition die gegnerische Maschine rammte und sich schwer verletzt mit dem Fallschirm rettete. |      |
| Hartmann Grasser            | Major           | 1914–1986   | 103       | 700        | 4. September 1941  | 31. August 1943    |               |                    | Er wurde nach dem Krieg an die Sowjets ausgeliefert und kam in ein sowjetisches Gefangenenlager. Grassers Ansichten über den Militärdienst hatten sich grundlegend geändert, als er von Russland zurückkehrte. Er schwor sich, niemals mehr eine Uniform anzuziehen. Er ging 1949 nach Indien, um Zivilpiloten auszubilden. Im darauffolgenden Jahr wurde er Berater der syrischen Luftwaffe im Verteidigungsministerium in Damaskus. Das war das Ende seiner Fliegerlaufbahn. |      |
| Berthold Graßmuck †         | Oberfeldwebel   | 1917–1942   | 65        | unbekannt  | 19. September 1942 |                    |               |                    | Flog in der 2. Gruppe des Jagdgeschwaders 52. Am 6. August 1942 bei Pitomnik (Stalingrad) infolge Motortreffers sowjetischer Flak tödlich abgestürzt. Tod durch Aufschlagbrand. |      |
| Karl Gratz                  | Leutnant        | 1919–2002   | 138       | > 900      | 1. Juli 1942       |                    |               |                    | Flog zuletzt in der III. Gruppe des Jagdgeschwaders 52. |      |
| Hermann Greiner             | Hauptmann       | 1920–2014   | 46        | 126        | 27. Juli 1944      | 17. April 1945     |               |                    | Ab Februar 1945 bis Kriegsende Kommandeur der IV. Gruppe des Nachtjagdgeschwaders 1. |      |
| Heinz Grimm †               | Leutnant        | 1920–1943   | 26        | unbekannt  | 5. Februar 1944    |                    |               |                    | Zuletzt in der II. Gruppe des Nachtjagdgeschwaders 1. Am 9. Oktober 1943 wurde seine Bf 110 im Luftkampf von der eigenen Flak abgeschossen. Beim Fallschirmabsprung zog er sich dann schwere Verletzungen zu, an dessen Folgen er am 13. Oktober 1943 verstarb. |      |
| Alfred Grislawski           | Hauptmann       | 1919–2003   | 133       | > 800      | 1. Juli 1942       | 11. April 1944     |               |                    | Diente bei Kriegsende in der III. Gruppe des Jagdgeschwaders 53. |      |
| Helmut Grollmus †           | Leutnant        | 1918–1944   | 75        | unbekannt  | 6. Oktober 1944    |                    |               |                    | Flog ab 1942 bei der II. Gruppe des Jagdgeschwaders 54. Am 19. Juni 1944 nördlich Viipuri (Finnland) gefallen. |      |
| Fritz Gromotka              | Leutnant        | 1915–1979   | 27        | 438        | 28. Januar 1945    |                    |               |                    | Zuletzt Staffelkapitän im Jagdgeschwader 27. Mehrmals selbst verwundet und fünfmal mit dem Fallschirm abgesprungen. |      |
| Alfred Groß                 | Leutnant        | 1919–1947   | 52        | 175        | April 1945         |                    |               |                    | Für von August 1944 bis Kriegsende die 5. Staffel im Jagdgeschwader 26. Verstarb am 19. August 1947 in Tönning. |      |
| Erich Groth †               | Major           | 1907–1941   | 12        | unbekannt  | 1. Oktober 1940    |                    |               |                    | Zuletzt Kommodore im Zerstörergeschwader 76. Am 11. August 1941 bei Stavanger im Blindflug abgestürzt. |      |
| Hans Grünberg               | Oberleutnant    | 1917–1998   | 82        | > 550      | 8. Juli 1944       |                    |               |                    | Zunächst Staffelkapitän in der I. Gruppe des Jagdgeschwaders 7. Erzielte auf der Me 262 fünf Abschüsse. Zuletzt erfolgte sein Einsatz im Jagdverband 44. |      |

### H
| Name                     | Dienstgrad         | Lebensdaten | Luftsiege | Feindflüge     | Ritterkreuz        | Eichenlaub        | Schwerter       | Brillanten      | Bemerkungen | Bild |
| Friedrich Haas †         | Leutnant           | 1924–1945   | 74        | 385            | April 1945         |                   |                 |                 | Flog seit April 1943 im Jagdgeschwader 52. Am 9. April 1945 von sowjetischen Jägern über Wien abgeschossen. Der Fallschirmabsprung gelang, jedoch zog sich Haas hier tödliche Verletzungen zu. |      |
| Horst Haase †            | Major              | 1921–1944   | 82        | > 500          | 24. Oktober 1944   |                   |                 |                 | Ab August 1944 Kommandeur der I. Gruppe im Jagdgeschwader 3. Am 26. November 1944 bei einem Alarmstart bei Erkelenz mit seinem Rottenflieger zusammengestoßen und tödlich abgestürzt. |      |
| Wilhelm Hachfeld †       | Hauptmann          | 1914–1942   | 11        | 650            | 29. Oktober 1942   |                   |                 |                 | Zuletzt Kommandeur der III. Gruppe des Zerstörergeschwaders 2. Am 2. Dezember 1942 in Bizerta beim Start mit einer Maschine im Landeanflug kollidiert. Danach Überschlag, wodurch sich die mitgeführte Bombenlast entzündete. |      |
| August Hachtel           | Oberleutnant       | 1916–1985   | 2         | unbekannt      | 6. Januar 1942     |                   |                 |                 | 1944 im Jagdgeschwader 40, wo er mit der Me 262 seinen beiden Luftsiege errang. Bei Kriegsende Staffelführer einer He 162 Staffel. |      |
| Anton Hackl              | Major              | 1915–1984   | 192       | > 1000         | 25. Mai 1942       | 7. August 1942    | 9. Juli 1944    |                 | Wurde im September 1945 aus britischer Kriegsgefangenschaft entlassen. |      |
| Heinrich Hackler †       | Leutnant           | 1918–1945   | > 56      | unbekannt      | 19. August 1944    |                   |                 |                 | Ab Januar 1945 Staffelkapitän der 11. Staffel des Jagdgeschwaders 77. Seit dem Neujahreinsatz bei dem Unternehmen Bodenplatte im Raum Antwerpen vermisst. |      |
| Heinz-Martin Hadeball    | Hauptmann          | 1921–1996   | 30        | 350            | 27. Juli 1944      |                   |                 |                 | Zuletzt im Nachtjagdgeschwader 10 eingesetzt. |      |
| Ludwig Häfner †          | Leutnant           | 1921–1942   | 52        | unbekannt      | 21. Dezember 1942  |                   |                 |                 | Flog in der 6. Staffel des Jagdgeschwaders 3 an der Ostfront. Am 10. November 1942 80 km östlich von Stalingrad bei Tiefangriff von sowjetischer Flak abgeschossen. |      |
| Anton Hafner †           | Oberleutnant       | 1918–1944   | 204       | 795            | 23. August 1942    | 11. April 1944    |                 |                 | Während eines Luftkampfes am 17. Oktober 1944 hatte er mit seiner Bf 109 bei Gumbinnen Baumberührung und stürzte tödlich ab. |      |
| Johannes Hager           | Hauptmann          | 1920–1993   | 47        | unbekannt      | 12. März 1945      |                   |                 |                 | Diente zuletzt bei der II. Gruppe des Nachtjagdgeschwaders 1. Erzielte am 21. Februar 1945 acht Luftsiege innerhalb von 17 Minuten. |      |
| Hans Hahn                | Major              | 1914–1982   | 108       | 560            | 24. September 1940 | 14. August 1941   |                 |                 | Musste am 26. Januar 1943 wegen Motorschaden bei Demjansk auf sowjetischer Seite notlanden und geriet dort in Kriegsgefangenschaft. 1950 kehrte er in die Bundesrepublik zurück. |      |
| Hans Hahn †              | Leutnant           | 1919–1941   | 12        | unbekannt      | 9. Juli 1941       |                   |                 |                 | Alle Nachtabschüsse im Nachtjagdgeschwader 2. Erfolgreichster Nachtjäger über England. Am 11. Oktober 1941 mit einem englischen Flugzeug zusammengestoßen und abgestürzt. |      |
| Hans von Hahn            | Major              | 1914–1957   | > 34      | > 300          | 9. Juli 1941       |                   |                 |                 | War ab April 1945 Jagdführer Italien und geriet bei Kriegsende in US-amerikanische Kriegsgefangenschaft. Verstarb am 5. November 1957 in seiner Geburtsstadt Frankfurt am Main. |      |
| Josef Haiböck            | Hauptmann          | 1917–2002   | 77        | 604            | 9. Juni 1944       |                   |                 |                 | Zuletzt Kommandeur der I. Gruppe des Jagdgeschwaders 3 in der Reichsverteidigung. Am 25. Februar 1944 Bruchlandung und schwere Verwundung. Lag bis Januar 1945 im Lazarett. Danach keine Einsätze mehr. |      |
| Karl Hammerl †           | Oberfeldwebel      | 1918–1943   | > 63      | unbekannt      | 19. September 1942 |                   |                 |                 | Flog in der 1. Staffel des Jagdgeschwaders 52 an der Ostfront. Gilt seit 2. März 1943 nach einer Notlandung jenseits der sowjetischen Linien als vermisst. |      |
| Erich Handke             | Oberfeldwebel      | 1920–1987   | 59        | 129            | 27. Juli 1944      |                   |                 |                 | Diente zuletzt bei der III. Gruppe des Nachtjagdgeschwaders 1 bei Martin Drewes. |      |
| Wolfgang Hankamer †      | Hauptmann          | 1920–1945   | keine     | unbekannt      | 5. November 1944   |                   |                 |                 | Am 14. Januar 1945 bei Kyritz im Einsatz gegen US-amerikanischen Bomber abgestürzt. Zuletzt Staffelkapitän der I. Gruppe im Jagdgeschwader 301. |      |
| Günther Hannak           | Hauptmann          | 1921–1995   | 47        | > 300          | 1. Juli 1942       |                   |                 |                 | Staffelkapitän der 7. Staffel im Jagdgeschwader 27. Musste am 5. Mai 1943 bei Malta infolge Motorproblemen notwassern und geriet in britische Kriegsgefangenschaft. |      |
| Horst Hannig †           | Oberleutnant       | 1921–1943   | 98        | > 300          | 9. Mai 1942        | 3. Januar 1944    |                 |                 | Zuletzt Staffelführer der 2. Staffel im Jagdgeschwader 2 am Kanal. Am 15. Mai 1943 bei Caen im Luftkampf mit Spitfires schwer verwundet. Danach Notausstieg. Hannig konnte aufgrund seiner Verletzungen den Fallschirm nicht ziehen und stürzte tödlich ab. |      |
| Jürgen Harder †          | Major              | 1918–1945   | 64        | unbekannt      | 5. Dezember 1943   | 14. Februar 1945  |                 |                 | Zuletzt Kommodore im Jagdgeschwader 11. Stürzte am 11. Februar 1945 über Strausberg bei Berlin wegen Sauerstoffmangel tödlich ab. |      |
| Erich Hartmann           | Major              | 1922–1993   | 352       | > 800          | 29. Oktober 1943   | 2. März 1944      | 4. Juli 1944    | 25. August 1944 | Erreichte als erster Jagdflieger 300 Luftsiege. Mit 352 Abschüssen der erfolgreichste Jagdflieger der Militärluftfahrt. Nach mehr als zehnjähriger Internierung in verschiedenen Lagern in Sibirien wurde er 1955 zusammen mit den letzten deutschen Kriegsgefangenen im Zuge der Initiative von Konrad Adenauer entlassen. Von 1956 bis 1970 diente er bei der Bundeswehr (zuletzt als Oberst), die er wegen seiner kritischen Haltung zum Starfighter vorzeitig verließ. |      |
| Helmut Haugk             | Hauptmann          | 1914–1992   | 18        | 435            | 21. Dezember 1942  |                   |                 |                 | Von August 1944 bis Kriegsende Kommodore des Jagdgeschwaders 102. Zerstörte auch drei Flugzeuge am Boden und 40 Panzer. |      |
| Werner Haugk †           | Leutnant           | 1912–1944   | 8         | 9              | 8. August 1944     |                   |                 |                 | Flog seit Herbst 1943 in der Staffel seines Bruders Helmut Haugk (siehe oben). Zuvor Einsatz ab 1939 im Zerstörergeschwader 76. 100.000 BRT Schiffsraum und einen Zerstörer versenkt. Am 18. Oktober 1944 bei Aalborg (Dänemark) in einer Schulmaschine vom Typ Bf 109G-6 von Mustang der Royal Air Force abgeschossen. |      |
| Alfred Heckmann          | Oberleutnant       | 1914–1993   | 71        | 600            | 19. September 1942 |                   |                 |                 | Flog bei Kriegsende im Jagdgeschwader 44 (Galland). Unter seinen Luftsiegen befanden sich 4 viermotorige Bomber. Einen dieser Bomber brachte er mittels Rammstoß zum Absturz. |      |
| Anton Heinemann          | Leutnant           | 1921–2017   | unbekannt | 28. April 1945 |                    |                   |                 |                 | Bordfunker von Gerhard Raht in der I. Gruppe des Nachtjagdgeschwaders 2. Er war an insgesamt 56 Nachtabschüssen beteiligt. |      |
| Engelbert Heiner †       | Oberfeldwebel      | 1914–1945   | > 11      | > 165          | 9. Dezember 1942   |                   |                 |                 | Flog zuletzt in der 9. Staffel des Kampfgeschwaders 27. |      |
| Otto Heinrich †          | Oberfeldwebel      | 1920–1944   | unbekannt | unbekannt      | 20. Juli 1944      |                   |                 |                 | Kam ursprünglich aus der Zerstörerwaffe und diente zuletzt in der IV. Gruppe des Schlachtgeschwaders 10. Am 22. Mai 1944 aus unbekannten Gründen tödlich abgestürzt. |      |
| Richard Heller †         | Leutnant           | 1913–1945   | 17        | unbekannt      | 21. August 1941    |                   |                 |                 | Staffelkapitän der 2. Staffel im Jagdgeschwader 10. Stürzte am 5. April 1945 bei Wülfingerode bei einem Tiefangriff tödlich ab. |      |
| Horst Henning †          | Hauptmann          | 1917–1944   | 4         | unbekannt      | 22. Mai 1942       |                   |                 |                 | Kam im Sommer 1944 zur Nachtjagd und flog dort beim Nachtjagdgeschwader 3. Am 7. Oktober 1944 nach dem Start mit einer Ju 88G-1 abgestürzt. |      |
| Wilhelm Herget           | Major              | 1910–1974   | 72        | > 700          | 20. Juni 1943      | 11. April 1944    |                 |                 | Flog zuletzt im Jagdverband 44 (Galland). Insgesamt 57 Nachtabschüsse, davon einer mit einer Me 262. |      |
| Rolf Hermichen           | Major              | 1918–2014   | 64        | 629            | 26. März 1944      | 19. Februar 1945  |                 |                 | Ab Mai 1944 bis Kriegsende im Jagdgeschwader 104. Hier gelang ihm der Abschuss von vier viermotorigen Bombern an einem einzigen Tag. |      |
| Hajo Herrmann            | Oberst             | 1913–2010   | 9         | > 320          | 13. Oktober 1940   | 2. August 1943    | 23. Januar 1944 |                 | Begann den Krieg als Bomberpilot, später Initiator des Wilde-Sau-Nachtjagdverfahren. Flog selbst Nachtjagdeinsätze und schoss 9 Bomber ab. Mehr als zehn Jahre Kriegsgefangenschaft in der Sowjetunion. Wurde in der Nachkriegszeit Rechtsanwalt in Düsseldorf und machte sich als Verteidiger von Holocaustleugnern und Rechtsextremisten einen Namen. |      |
| Hans-Joachim Heyer †     | Leutnant           | 1922–1942   | 53        | unbekannt      | 25. November 1942  |                   |                 |                 | Flog ab Juni 1941 bei der III. Gruppe des Jagdgeschwaders 54 im Ostfeldzug. Am 9. November 1942 bei Leningrad mit einem sowjetischen Jäger zusammengestoßen. Fallschirmabsprung wurde noch beobachtet. Seitdem vermisst. |      |
| Otto Hintze              | Hauptmann          | 1914–1999   | 1         | > 400          | 24. November 1940  |                   |                 |                 | In der Luftschlacht um England führte er die 3. Staffel der Ergänzungsgruppe 210 (Bf 109). Am 29. Oktober 1940 musste er nach Luftkampf über England abspringen und geriet in Kriegsgefangenschaft. |      |
| Ernst-Erich Hirschfeld † | Oberleutnant       | 1918–1944   | 24        | unbekannt      | 24. Oktober 1944   |                   |                 |                 | Einer der erfolgreichsten Angehöriger des Jagdgeschwaders 300 (Wilde Sau). Zuletzt dort Staffelführer der 5. Staffel. Am 28. Juli 1944 über Erfurt im Luftkampf durch Ellenbogendurchschuss schwer verwundet. Danach Absprung mit dem Fallschirm, der sich nicht öffnete. |      |
| Heinz-Horst Hißbach †    | Hauptmann          | 1916–1945   | 34        | > 200          | 15. April 1945     |                   |                 |                 | Flog ab November 1944 als Kommandeur der II. Gruppe im Nachtjagdgeschwader 2. Am 14. April 1945 bei Gelnhausen bei einem Nachtangriff auf eine amerikanische Kolonne durch Flak abgeschossen. |      |
| Walter Hoeckner †        | Major              | 1914–1944   | 68        | > 500          | 6. April 1944      |                   |                 |                 | Zuletzt Kommandeur der I. Gruppe des Jagdgeschwaders 4. Am 25. August 1944 in Ziegenhain beim Start durch Überschlag tödlich verunglückt. |      |
| Heinrich Höfemeister †   | Hauptmann          | 1913–1943   | 96        | 490            | 7. August 1943     |                   |                 |                 | Flog zuletzt in der I. Gruppe des Jagdgeschwaders 51. Am 7. August 1943 bei Karatschwe (Russland) von sowjetischer Flak tödlich abgeschossen. |      |
| Anton Hörwick †          | Oberfeldwebel      | 1912–1945   | keine     | 350            | 19. Februar 1945   |                   |                 |                 | Flog zuletzt im Nachtschlachtgeschwader 30. Am 19. Februar 1945 im Raum Posen durch sowjetische Jäger abgeschossen. |      |
| Gerhard Hoffmann †       | Leutnant           | 1919–1945   | 125       | unbekannt      | 17. April 1945     |                   |                 |                 | Flog zuletzt in der 4. Staffel des Jagdgeschwaders 52. Am 17. April 1945 von einem Flug von Görlitz nicht zurückgekehrt und seitdem vermisst. |      |
| Heinrich Hoffmann †      | Oberfeldwebel d.R. | 1911–1941   | 63        | 258            | 12. August 1941    | 19. Oktober 1941  |                 |                 | Erster Unteroffizier, der das Eichenlaub erhielt; erster Soldat, dem das Eichenlaub postum verliehen wurde. Am 3. Oktober 1941 bei Shatalowka (Russland) von einer IL-2 tödlich abgeschossen. |      |
| Reinhold Hoffmann †      | Leutnant           | 1921–1944   | 66        | unbekannt      | 28. Januar 1945    |                   |                 |                 | Einsatz erfolgte in der III. Gruppe des Jagdgeschwaders 54. Musste am 24. Mai 1944 bei Friesack notlanden und überschlug sich dabei, wobei er den Tod fand. |      |
| Werner Hoffmann          | Major              | 1918–2011   | 52        | 190            | 15. Mai 1944       | eingereicht       |                 |                 | War zuletzt Kommandeur der I. Gruppe im Nachtjagdgeschwader 5. |      |
| Wilhelm Hofmann †        | Oberleutnant       | 1921–1945   | 44        | unbekannt      | 24. Oktober 1944   |                   |                 |                 | Am 26. März 1945 bei Bissel versehentlich durch deutsche Jagdmaschine im Luftkampf abgeschossen. |      |
| Erich Hohagen            | Oberleutnant       | 1915–1990   | 55        | > 500          | 5. Oktober 1941    |                   |                 |                 | Bei Kriegsende Gruppenkommandeur im Jagdverband 44. |      |
| Gerhard Homuth †         | Major              | 1914–1943   | 63        | > 450          | 14. Juni 1941      |                   |                 |                 | Zuletzt Kommandeur der I. Gruppe im Jagdgeschwader 54. Gilt seit dem 3. August 1943 im Raum Orjol nach Feindflug als vermisst. |      |
| Dietrich Adolf Hrabak    | Oberst             | 1914–1995   | 125       | 820            | 21. Oktober 1940   | 25. November 1943 |                 |                 | Wurde 1966 Sonderbeauftragter für die F-104 Starfighter im Bundesministerium für Verteidigung. Er ging als Generalmajor am 30. September 1970 in Pension. |      |
| Franz Hrdlicka †         | Hauptmann          | 1920–1945   | 96        | > 500          | 9. August 1944     | 23. März 1945     |                 |                 | Am 25. März 1945 im Luftkampf bei Betzenrod gefallen. |      |
| Ekhard Hübner †          | Leutnant           | 1920–1942   | 47        | unbekannt      | 3. Mai 1942        |                   |                 |                 | Zuletzt bei der III. Gruppe im Jagdgeschwader 3 an der Ostfront. Seit dem 28. März 1942 am Ilmensee vermisst. |      |
| Wilhelm Hübner †         | Leutnant           | 1919–1945   | 62        | unbekannt      | 28. Februar 1945   |                   |                 |                 | Flog im Jagdgeschwader 51. Am 7. April 1945 durch Flakvolltreffer bei Neukuhren gefallen. |      |
| Herbert Huppertz †       | Major              | 1919–1944   | 68        | unbekannt      | 30. August 1941    | 24. Juni 1944     |                 |                 | Am 8. Juni 1944 über Caen im Luftkampf gefallen. |      |
| Werner Husemann          | Major              | 1919–2014   | 32        | > 250          | 24. Oktober 1944   |                   |                 |                 | Ab Januar 1944 bis Kriegsende Kommandeur der I. Gruppe des Nachtjagdgeschwaders 3. |      |
| Joachim-Friedrich Huth   | Generalleutnant    | 1896–1962   | keine     | keine          | 11. September 1940 |                   |                 |                 | Zuletzt Kommandierender General der 7. Jagd-Division, später des I. Jagd-Korps. |      |
| Wolfdieter Huy           | Hauptmann          | 1917–2003   | 40        | > 500          | 5. Juli 1941       | 17. März 1942     |                 |                 | Ursprünglich Marineoffizier. Ab Juli 1939 Übertritt zur Luftwaffe und dort Einsatz in der III. Gruppe des Jagdgeschwaders 77. Wurde am 29. Oktober 1942 in Nordafrika von einer Spitfire abgeschossen und geriet in britische Kriegsgefangenschaft. |      |

### I
| Name             | Dienstgrad    | Lebensdaten | Luftsiege | Feindflüge | Ritterkreuz        | Eichenlaub    | Schwerter      | Brillanten | Bemerkungen | Bild |
| Max-Josef Ibel   | Generalmajor  | 1896–1981   | keine     | keine      | 22. August 1942    |               |                |            | Ibel wurde das Ritterkreuz für die Führung des Jagdgeschwaders im Westfeldzug verliehen. Von September 1943 bis Februar 1945 Kommandeur der 2. Jagd-Division. Bei Kriegsende Inspizient für Strahleneinsatz beim Bevollmächtigten für den Strahleneinsatz. |      |
| Herbert Ihlefeld | Oberst        | 1914–1995   | 130       | > 1000     | 13. September 1940 | 27. Juni 1941 | 24. April 1942 |            | Ab Mai 1942 bis Kriegsende Kommodore verschiedener Geschwader. Zuletzt im Jagdgeschwader 1. |      |
| Iro Ilk †        | Oberleutnant  | 1919–1944   | > 4       | unbekannt  | 21. Oktober 1942   |               |                |            | Am 25. September 1942 nach Luftkampf über Moers bereits brennend abgestürzt. |      |
| Eduard Isken     | Oberfeldwebel | 1918–1997   | 56        | > 946      | 14. Januar 1945    |               |                |            | Flog seit 1940 bei der III. Gruppe des Jagdgeschwaders 77 und ab Oktober 1944 bei der 13. Staffel des Jagdgeschwaders 53 im Mittelmeerraum sowie in der Reichsverteidigung. Von seinen 56 Luftsiegen waren 17 viermotorige Bomber.                         |      |

### J
| Name                        | Dienstgrad      | Lebensdaten | Luftsiege            | Feindflüge | Ritterkreuz        | Eichenlaub     | Schwerter | Brillanten | Bemerkungen | Bild |
| Hans-Joachim Jabs           | Oberstleutnant  | 1917–2003   | 48                   | 710        | 1. Oktober 1940    | 24. März 1944  |           |            | Ab März 1944 bis Kriegsende Kommodore im Nachtjagdgeschwader 1. |      |
| Ewald Janssen               | Oberstleutnant  | 1913–1985   | keine                | > 400      | 31. Oktober 1944   |                |           |            | Zuletzt Kommodore im Schlachtgeschwader 4. |      |
| Peter Jenne †               | Hauptmann       | 1920–1945   | > 17                 | unbekannt  | 2. Februar 1945    |                |           |            | Jenne fiel am 2. März 1945 bei Belzig (Brandenburg). Ferner zerstörte er 12 Panzer, 10 Geschütze und 8 Salvengeschütze am Boden.                                                               |      |
| Josef Jennewein †           | Leutnant        | 1919–1943   | 86                   | 271        | 5. Dezember 1943   |                |           |            | Jennewein wurde vor dem Kriege 1939 in Zakopane Weltmeister in der alpinen Kombination. Am 27. Juli 1943 jenseits der Front bei Orjol nach Luftkampf notgelandet und seitdem vermisst.         |      |
| Karl-Ludwig Johanssen       | Leutnant        | 1921–2009   | 3                    | 68         | 20. März 1945      |                |           |            | Zuletzt Einsatz in der I. Gruppe des Nachtjagdgeschwaders 6. |      |
| Wilhelm Johnen              | Hauptmann       | 1921–2002   | 34                   | > 200      | 31. Oktober 1944   |                |           |            | Musste am 28. April 1944 mit seiner Bf 110 in der Schweiz notlanden, konnte aber nach Deutschland zurückkehren. Zuletzt in der III. Gruppe des Nachtjagdgeschwaders 6 deren Kommandeur er war. |      |
| Hermann-Friedrich Joppien † | Hauptmann       | 1912–1941   | 70                   | unbekannt  | 16. September 1940 | 23. April 1941 |           |            | Am 25. August 1941 bei Brjansk aus unbekannten Gründen aus Steilkurve kommend abgestürzt. Tod durch Aufschlagbrand.                                                                            |      |
| Günther Josten              | Oberleutnant    | 1921–2009   | 161                  | 420        | 5. Februar 1944    | 28. März 1945  |           |            | Zuletzt Kommandeur der IV. Gruppe des Jagdgeschwaders 51. |      |
| Werner Junck                | Generalleutnant | 1895–1976   | 5 (Erster Weltkrieg) | keine      | 9. Juni 1944       |                |           |            | Verleihung des Ritterkreuzes als Kommandierender General des II. Jagd-Korps. |      |
| Heinrich Jung †             | Hauptmann       | 1912–1943   | 68                   | unbekannt  | 12. November 1943  |                |           |            | Am 30. Juli 1943 bei Mga (Russland) im Luftkampf gefallen. |      |

### K
| Name                     | Dienstgrad      | Lebensdaten | Luftsiege | Feindflüge | Ritterkreuz        | Eichenlaub        | Schwerter         | Brillanten | Bemerkungen | Bild |
| Erbo Graf von Kageneck † | Oberleutnant    | 1918–1942   | 67        | unbekannt  | 30. Juli 1941      | 26. Oktober 1941  |                   |            | Am 24. Dezember 1941 erlitt er über Nordafrika einen Bauchschuss. Sein Gegner in diesem Luftkampf war Clive Caldwell, der mit 28 Abschüssen erfolgreichste australische Jagdflieger des Zweiten Weltkriegs.                                            |      |
| Herbert Kaiser           | Leutnant        | 1916–2003   | 68        | 1000       | 14. März 1943      |                   |                   |            | Am 9. August 1944 bei einem Fallschirmabsprung schwer verletzt. Ab März 1945 bis Kriegsende im Jagdverband 44 (Galland). |      |
| Peter Kalden             | Oberleutnant    | 1923–1996   | 84        | 538        | 6. Dezember 1944   |                   |                   |            | Am 11. März 1945 bei Danzig durch sowjetische Flak abgeschossen und anschließende Kriegsgefangenschaft. |      |
| Rolf Kaldrack †          | Hauptmann       | 1913–1942   | 21        | unbekannt  | 2. November 1940   | 9. Februar 1942   |                   |            | Kaldrack wurde am 3. Februar 1942 von einer bereits abgeschossenen MIG-1 bei Toropez (Russland) erfasst und stürzte ebenfalls tödlich ab. |      |
| Herbert Kaminski         | Major           | 1909–1971   | 7         | > 300      | 6. August 1941     |                   |                   |            | Bis August 1944 im Zerstörergeschwader 76. Danach bis Kriegsende mit der Führung einer Flugzeugführerschule betraut. |      |
| Josef Kammhuber          | Generalleutnant | 1896–1986   | keine     | keine      | 9. Juli 1941       |                   |                   |            | War zuletzt Oberbefehlshaber der Luftflotte 5 in Norwegen. |      |
| Fritz Karch              | Hauptmann       | 1920–2001   | 47        | 270        | 17. April 1945     |                   |                   |            | Von Februar 1945 bis Kriegsende Kommandeur der II. Gruppe im Jagdgeschwader 2. |      |
| Lothar Keller †          | Hauptmann       | 1914–1941   | 20        | unbekannt  | 9. Juli 1941       |                   |                   |            | Zuletzt Kommandeur der II. Gruppe im Jagdgeschwader 3. Am 26. Juni 1941 bei Wlodzimierz (Polen) mit einem Fieseler Storch bei einem Erkundungsflug mit einem anderen Flugzeug zusammengestoßen und tödlich abgestürzt.                                 |      |
| Heinz Kemethmüller       | Oberleutnant    | 1914–1984   | 89        | 463        | 2. Oktober 1942    | eingereicht       |                   |            | Führte von April 1944 bis Kriegsende die 4. Staffel des Jagdgeschwaders 26. Wurde insgesamt siebenmal verwundet. |      |
| Karl Kempf †             | Leutnant        | 1920–1944   | 65        | 445        | 4. Februar 1942    |                   |                   |            | Flog zuletzt in der 2. Staffel im Jagdgeschwader 26. Am 3. September 1944 bei Bael (Belgien) beim Startvorgang von Mustangs aufgelauert und tödlich abgeschossen.                                                                                      |      |
| Karl Kennel              | Major           | 1914–1999   | 34        | 957        | 19. September 1943 | 25. November 1944 |                   |            | Fungierte u. a. als Kommandeur der I. Gruppe des Schlachtgeschwader 152 und danach der II. Gruppe des Schlachtgeschwaders 2. Diese Gruppe stellte für Hans-Ulrich Rudel den Jagdschutz dar.                                                            |      |
| Johannes Kiel †          | Hauptmann       | 1912–1944   | > 62      | unbekannt  | 18. März 1942      |                   |                   |            | Zuletzt Kommandeur der III. Gruppe des Zerstörergeschwaders 76 in der Reichsverteidigung. Am 29. Januar 1944 im Luftkampf bei Kirchheimbolanden tödlich abgestürzt.                                                                                    |      |
| Willy Kientsch †         | Oberleutnant    | 1921–1944   | 52        | unbekannt  | 22. November 1943  | 29. Juli 1944     |                   |            | Am 29. Januar 1944 bei Würden infolge Bodenberührung durch dichte Wolken abgestürzt. Tod durch Aufschlagbrand. |      |
| Rüdiger von Kirchmayr    | Hauptmann       | 1921–1994   | 46        | 392        | 25. März 1943      |                   |                   |            | Diente bei Kriegsende im Jagdverband 44 (Galland). |      |
| Joachim Kirschner †      | Hauptmann       | 1920–1943   | 188       | 600        | 23. Dezember 1942  | 2. August 1943    |                   |            | Zuletzt Kommandeur der IV. Gruppe des Jagdgeschwaders 27. Am 17. Dezember 1943 bei Metkovic (Kroatien) nach Luftkampf mit Spitfires mit Fallschirm abgesprungen. Nach Landung von Partisanen der 29. Kommunistischen Brigade erschossen.               |      |
| Otto Kittel †            | Oberleutnant    | 1917–1945   | 267       | 583        | 29. Oktober 1943   | 14. April 1944    | 25. November 1944 |            | Er wurde am 14. Februar 1945 gegen 12 Uhr mittags beim Angriff auf einen sowjetischen Fliegerverband über Dzukste in Lettland abgeschossen und kam dabei ums Leben. Kurz zuvor erzielte er noch seinen 267. Abschuss.                                  |      |
| Alfons Klein             | Oberleutnant    | 1921–1992   | 39        | 480        | April 1945         |                   |                   |            | Bei Kriegsende Staffelkapitän der 10. Staffel im Jagdgeschwader 11. |      |
| Rudolf Klemm             | Major           | 1918–1989   | 42        | 293        | 18. November 1944  |                   |                   |            | Zuletzt Kommandeur der III. Gruppe im Jagdgeschwader 54. Infolge Verwundung im Februar 1945 ein Auge erblindet. Dadurch fluguntauglich. |      |
| Heinrich Klöpper †       | Oberleutnant    | 1918–1943   | 94        | unbekannt  | 4. September 1942  |                   |                   |            | Seit 29. November 1943 als Staffelkapitän der 7. Staffel des Jagdgeschwaders 1 nach Luftkampf über Zuiderzee (Holland) vermisst. |      |
| Reinhold Knacke †        | Hauptmann       | 1919–1943   | 44        | unbekannt  | 1. Juli 1942       | 5. Februar 1943   |                   |            | Zuletzt Staffelkapitän der III. Gruppe im Nachtjagdgeschwader 1. Am 3. Februar 1943 nach Luftkampf über Holland abgestürzt. Tod durch Aufschlagbrand.                                                                                                  |      |
| Kurt Knappe †            | Oberfeldwebel   | 1918–1943   | 54        | unbekannt  | 3. November 1942   |                   |                   |            | Flog zuletzt bei der 7. Staffel im Jagdgeschwader 2 am Ärmelkanal. Am 3. September 1943 im Luftkampf mit Spitfires tödlich abgeschossen. |      |
| Heinz Knoke              | Hauptmann       | 1921–1993   | 33        | > 400      | 27. April 1945     |                   |                   |            | Zuletzt Kommandeur der III. Gruppe im Jagdgeschwader 1. |      |
| Gerhard Koall †          | Hauptmann       | 1912–1945   | 37        | unbekannt  | 27. April 1945     |                   |                   |            | Zuletzt Kommandeur der 4. Staffel im Jagdgeschwader 3. |      |
| Josef Kociok †           | Leutnant        | 1918–1943   | 33        | 200        | 31. Juli 1943      |                   |                   |            | Letzter Einsatz im Nachtjagdgeschwader 1 an der Ostfront. Am 26. September 1943 bei Kertsch mit einer bereits abgeschossenen sowjetischen Maschine in der Luft zusammengestoßen. Danach Notausstieg mit dem Fallschirm, der sich jedoch nicht öffnete. |      |
| Armin Köhler             | Major           | 1912–2000   | 69        | 515        | 7. Februar 1945    |                   |                   |            | Führte ab August 1944 bis Kriegsende die III. Gruppe des Jagdgeschwaders 77. |      |
| Otto Köhnke              | Major           | 1912–1998   | unbekannt | unbekannt  | 1. August 1942     |                   |                   |            | Flog zuletzt bei der II. Gruppe im Kampfgeschwader 54. Nach schwerer Verwundung, die zum Verlust eines Beines geführt hatte, diente Köhnke in verschiedenen Schulen und Stäben. Im März 1945 kommandierte er das Rammkommando Elbe.                    |      |
| Hans-Heinrich König †    | Hauptmann       | 1921–1944   | 24        | unbekannt  | 2. September 1944  |                   |                   |            | Führte ab April 1944 die I. Gruppe des Jagdgeschwaders 11. Verlor am 24. Mai 1944 bei Kaltenkirchen im Luftkampf die linke Tragfläche seines Flugzeuges. Tod durch Aufschlagbrand.                                                                     |      |
| Gerhard Köppen †         | Leutnant        | 1918–1942   | 85        | unbekannt  | 18. Dezember 1941  | 2. Februar 1942   |                   |            | Flog zuletzt in der 7. Staffel im Jagdgeschwader 52 an der Ostfront. Am 5. Mai 1942 über den Asowschen Meer im Luftkampf abgeschossen. Seitdem vermisst.                                                                                               |      |
| Friedrich Körner         | Oberleutnant    | 1921–1998   | 36        | 250        | 6. September 1942  |                   |                   |            | Am 4. Juli 1942 bei El Alamein im Luftkampf von einer Hawker Hurricane abgeschossen und anschließend britische Kriegsgefangenschaft. |      |
| Alfons Köster †          | Hauptmann       | 1919–1945   | > 25      | > 200      | 29. Oktober 1942   |                   |                   |            | Am 7. Januar 1945 in der IV. Gruppe des Nachtjagdgeschwaders 3 im Nebel das Dach eines Bauernhauses gestreift und bei Varel tödlich abgestürzt. |      |
| Hans Kolbow †            | Oberleutnant    | 1914–1941   | 27        | unbekannt  | 27. Juli 1941      |                   |                   |            | Am 16. Juli 1941 durch sowjetische Erdabwehr im Tiefflug abgeschossen. Aufgrund der geringen Absprunghöhe aus seiner Maschine (20 Meter) öffnete sich sein Fallschirm nicht mehr.                                                                      |      |
| Reinhard Kollak          | Stabsfeldwebel  | 1915–1980   | 49        | 250        | 29. August 1943    |                   |                   |            | Ab Januar 1942 bis Kriegsende in der III. Gruppe des Nachtjagdgeschwaders 4. |      |
| Dietrich Kornblum †      | Hauptmann       | 1922–1944   | >1        | unbekannt  | 9. Juni 1944       |                   |                   |            | Zuletzt Nachtjäger in der 9. Staffel im Nachtjagdgeschwader 2. Am 27. November 1944 bei der Insel Juist durch Explosion eines von ihm abgeschossenen Minenleger-Bombers mit diesem tödlich abgestürzt.                                                 |      |
| Berthold Korts †         | Leutnant        | 1912–1943   | 113       | unbekannt  | 29. August 1943    |                   |                   |            | Flog zuletzt in der 9. Staffel im Jagdgeschwader 52 an der Ostfront. Am 29. August 1943 Richtung Charkow zu einem Feindflug gestartet. Seitdem vermisst.                                                                                               |      |
| Robert Kowalewski        | Oberst          | 1914–1996   | unbekannt | unbekannt  | 24. November 1940  |                   |                   |            | Zuletzt Kommodore im Kampfgeschwader 76 mit Arado 234 ausgerüstet. |      |
| Heinrich Krafft †        | Hauptmann       | 1914–1942   | 78        | > 300      | 14. Dezember 1942  |                   |                   |            | Flog zuletzt in der 1. Staffel des Jagdgeschwaders 51. Am 14. Dezember 1942 bei Bjeloi von Flak abgeschossen. Nach der Notlandung wurde Krafft von sowjetischen Soldaten erschlagen.                                                                   |      |
| Josef Kraft              | Hauptmann       | 1921–1994   | 56        | 145        | 30. September 1944 | 17. April 1945    |                   |            | Zuletzt Staffelkapitän im Nachtjagdgeschwader 1. |      |
| Karl-Heinz Krahl †       | Hauptmann       | 1914–1942   | 24        | unbekannt  | 13. November 1940  |                   |                   |            | Zuletzt Kommandeur der II. Gruppe im Jagdgeschwader 3. Am 14. April 1942 über Malta von der gegnerischen Flak im Tiefangriff tödlich abgeschossen. |      |
| Hans Krause              | Hauptmann       | 1920–2006   | 28        | unbekannt  | 2. Oktober 1944    |                   |                   |            | Ab Dezember 1944 bis Kriegsende Kommandeur der I. Gruppe im Nachtjagdgeschwader 4. |      |
| Hans-Joachim Kroschinski | Leutnant        | 1920–1995   | 76        | unbekannt  | 17. April 1945     |                   |                   |            | Zuletzt in der I. Gruppe im Jagdgeschwader 54. Am 21. Dezember 1944 im Luftkampf schwerst verwundet. Verlor das Augenlicht sowie das rechte Bein. Danach ausgemustert.                                                                                 |      |
| Walter Krupinski         | Hauptmann       | 1920–2000   | 197       | 1100       | 29. Oktober 1942   | 2. März 1944      |                   |            | Walter Krupinski wurde im Dezember 1952 als Berater in das Amt Blank berufen. Hier begann seine zweite militärische Karriere in der Luftwaffe der Bundeswehr.                                                                                          |      |
| Walter Kubisch †         | Leutnant        | 1918–1944   | keine     | > 250      | 31. Dezember 1943  |                   |                   |            | Als Bordfunker an 80 Nachtabschüssen und 8 Tagabschüssen im Zerstörergeschwader 76 beteiligt. Stürzte am 5. Oktober 1944 mit seinem Flugzeugführer Helmut Lent in Paderborn tödlich ab und starb am 6. Oktober 1944 an den erlittenen Verletzungen.    |      |
| Herbert Kutscha          | Hauptmann       | 1917–2003   | 47        | 900        | 24. September 1942 |                   |                   |            | Zuletzt ab Februar 1945 bis Kriegsende Kommandeur der II. Gruppe im Jagdgeschwader 11. |      |

### L
| Name                                 | Dienstgrad     | Lebensdaten | Luftsiege  | Feindflüge | Ritterkreuz        | Eichenlaub        | Schwerter        | Brillanten    | Bemerkungen | Bild |
| August Lambert †                     | Oberleutnant   | 1916–1945   | 116        | ~ 350      | 14. Mai 1944       |                   |                  |               | Lambert hatte etwa 350 Feindflüge und 116 Abschüsse, alle an der Ostfront, und gilt damit, gemessen an den Abschüssen, als der erfolgreichste Pilot der deutschen Schlachtgeschwader. |      |
| Emil Lang †                          | Hauptmann      | 1909–1944   | 173        | 403        | 22. November 1943  | 11. April 1944    |                  |               | 18 Abschüsse an einem Tag. |      |
| Heinz Lange                          | Major          | 1917–2006   | 70         | 628        | 18. November 1944  |                   |                  |               | Ab April 1945 letzter Kommodore im Jagdgeschwader 51 (Mölders). |      |
| Karl-Heinz Langer                    | Major          | 1914–1955   | 30         | 486        | 20. April 1945     |                   |                  |               | Flog zuletzt im Jagdgeschwader 3 (Udet). |      |
| Erwin Laskowski                      | Oberfeldwebel  | 1914–1983   | 46         | unbekannt  | April 1945         |                   |                  |               | Von 1942 bis 1944 Einsatz bei der I. Gruppe im Jagdgeschwader 51. Danach bis Kriegsende in der 8. Staffel des Jagdgeschwaders 11. |      |
| Kurt Lasse †                         | Oberleutnant   | 1918–1941   | 39         | unbekannt  | 3. Mai 1942        |                   |                  |               | Zuletzt Staffelkapitän der 9. Staffel des Jagdgeschwaders 77. Am 8. Oktober 1941 über der Landenge von Perekop mit seinem Rottenflieger zusammengestoßen und tödlich abgestürzt. Das Ritterkreuz bekam Lasse postum verliehen. |      |
| Fritz Lau                            | Hauptmann      | 1911–2003   | 28         | 76         | April 1945         |                   |                  |               | Flog bei Kriegsende als Staffelkapitän in der 4. Staffel des Jagdgeschwaders 51. 28 Nachtabschüsse. |      |
| Heinz Leber †                        | Leutnant       | 1920–1943   | 54         | 428        | 29. Februar 1944   |                   |                  |               | Flog bei der I. Gruppe des Jagdgeschwaders 51 an der Ostfront. Später längere Zeit Jagdlehrer. Am 1. Juni 1943 bei Orjol von sowjetischer Flak tödlich abgeschossen. |      |
| Alois Lechner †                      | Major          | 1911–1944   | 43         | unbekannt  | 5. Februar 1944    |                   |                  |               | Zuletzt in der I. Gruppe des Nachtjagdgeschwaders 100 an der Ostfront. Am 23. Februar 1944 durch Partisanenflak bei Mogilew zur Notlandung gezwungen. Seitdem vermisst. |      |
| Karl-Heinz Leesmann †                | Major          | 1915–1943   | 37         | unbekannt  | 23. Juli 1941      |                   |                  |               | Zuletzt Kommandeur der III. Gruppe des Jagdgeschwaders 1 bei der Reichsverteidigung. Am 25. Juli 1943 bei einem Lufteinsatz über der Nordsee vermisst. Später vor Büsum tot angeschwemmt. |      |
| Erich Leie †                         | Oberstleutnant | 1916–1945   | 118        | 500        | 1. August 1941     | eingereicht       |                  |               | Zuletzt Kommodore im Jagdgeschwader 77. Am 7. März 1945 im Luftkampf mit einer JaK-9 bei Schwarzwasser zusammengestoßen. Notausstieg in 60 Meter Höhe; der Fallschirm konnte sich jedoch nicht mehr rechtzeitig öffnen. |      |
| Siegfried Lemke                      | Hauptmann      | 1921–1995   | 96         | 325        | 14. Juni 1944      | eingereicht       |                  |               | Ab Juli 1944 bis Kriegsende Kommandeur der III. Gruppe des Jagdgeschwaders 2. Einer der erfolgreichsten Westjäger. |      |
| Wilhelm Lemke †                      | Hauptmann      | 1920–1943   | 131        | 700        | 12. September 1942 | 25. November 1943 |                  |               | Flog zuletzt als Kommandeur der II. Gruppe des Jagdgeschwaders 3. Am 4. Dezember 1943 bei Nijmegen im Luftkampf gefallen. |      |
| Helmut Lent †                        | Oberst         | 1918–1944   | 110        | 507        | 30. August 1941    | 6. Juni 1942      | 2. August 1943   | 31. Juli 1944 | Die Beförderung zum Oberst erfolgte postum. Zum Zeitpunkt seines Todes war Helmut Lent der nach Luftsiegen erfolgreichste Nachtjäger mit insgesamt 110 Luftsiegen, davon 102 Nachtabschüssen. |      |
| Richard Leppla                       | Major          | 1914–1988   | 68         | ~ 500      | 27. Juli 1941      |                   |                  |               | Flog zuletzt als Kommodore im Jagdgeschwader 6. |      |
| Hans Liebherr                        | Oberfeldwebel  | 1919–1968   | keine      | 710        | 27. Juli 1944      |                   |                  |               | War als Bordfunker von Wilhelm Herget an 47 Nachtabschüssen und 11 Tagabschüssen beteiligt. Sein Einsatz erfolgte dabei im Nachtjagdgeschwader 3, 1 und 4. |      |
| Frank Liesendahl †                   | Hauptmann      | 1915–1942   | unbekannt  | 142        | 4. September 1942  |                   |                  |               | Kehrte am 17. Juli 1942 von einem Angriff auf einen Frachter vor Brixham nicht mehr zurück und gilt seitdem als vermisst. |      |
| Arnold Lignitz †                     | Hauptmann      | 1913–1941   | 25         | unbekannt  | 5. November 1940   |                   |                  |               | Flog zuletzt als Kommodore in der III. Gruppe des Jagdgeschwaders 54 an der Ostfront. Am 30. September 1941 bei Leningrad abgeschossen. Soll dann in einem Leningrader Gefängnis gestorben sein. Schicksal bis heute nicht geklärt. |      |
| Anton Lindner                        | Oberleutnant   | 1917–1994   | 73         | 650        | 8. April 1944      |                   |                  |               | Ab Januar 1945 dann Staffelkapitän der 14. Staffel im Jagdgeschwader 51 bei der Reichsverteidigung. |      |
| Lothar Linke †                       | Oberleutnant   | 1909–1943   | 27         | > 100      | 19. September 1943 |                   |                  |               | Ab Februar 1943 Staffelkapitän der 12. Staffel im Nachtjagdgeschwader 1. Am 14. Mai 1943 Notausstieg wegen Motorbrand. Dabei schlug er gegen das Leitwerk des Flugzeuges und stürzte tödlich ab. |      |
| Rudi Linz †                          | Leutnant       | 1917–1945   | 70         | unbekannt  | 12. März 1945      |                   |                  |               | Am 9. Februar 1945 bei Meistad (Norwegen) im Luftkampf gefallen. Linz bekam das Ritterkreuz postum verliehen. |      |
| Helmut Lipfert                       | Hauptmann      | 1916–1990   | 203        | 700        | 5. April 1944      | 17. April 1945    |                  |               | Hauptmann der Reserve Lipfert wurde am 17. April 1945 als 837. Soldat das Eichenlaub zum Ritterkreuz verliehen. |      |
| Egmont Prinz zur Lippe-Weissenfeld † | Major          | 1918–1944   | 51         | unbekannt  | 16. April 1942     | 2. August 1943    |                  |               | Ab Februar 1944 Kommodore im Nachtjagdgeschwader 5. Am 12. März 1944 in den Ardennen infolge Bodenberührung tödlich abgestürzt. |      |
| Wolfgang Lippert †                   | Hauptmann      | 1911–1941   | 29         | unbekannt  | 24. September 1940 |                   |                  |               | Zuletzt Kommandeur der II. Gruppe des Jagdgeschwaders 27 in Nordafrika. Dort musste er am 23. November 1941 nach einem Luftkampf notaussteigen. Bei dem Fallschirmabsprung brach er sich unglücklich beide Beine und geriet in britische Kriegsgefangenschaft. Dort mussten ihm in einem Lazarett beide Beine amputiert werden, an dessen Folgen er am 3. Dezember 1941 verstarb. |      |
| Stefan Litjens                       | Oberfeldwebel  | 1913–2002   | 38         | 444        | 21. Juni 1943      |                   |                  |               | Zuletzt Einsatz in der 4. Staffel des Jagdgeschwaders 52. Nach einer Verwundung am linken Auge am 23. März 1944 war er fluguntauglich. |      |
| Gerhard Loos †                       | Oberleutnant   | 1916–1944   | 92         | unbekannt  | 5. Februar 1944    |                   |                  |               | Zuletzt Staffelkapitän der 8. Staffel des Jagdgeschwaders 54. Am 6. März 1944 Notabsprung mit Fallschirm nach Luftkampf im Raum Oldenburg. Nach dem Absprung trieb Loos auf eine Hochspannungsleitung zu. Er löste deshalb in 20 Meter Höhe den Fallschirm und starb beim Aufprall.                                                                                               |      |
| Walter Loos                          | Oberfeldwebel  | 1923–2004   | 38         | 66         | 20. April 1945     |                   |                  |               | Diente bei Kriegsende im Geschwaderstab des Jagdgeschwaders 301 (Wilde Sau). Wurde selbst neunmal abgeschossen. |      |
| Fritz Losigkeit                      | Major          | 1913–1994   | 68         | ~750       | 28. April 1945     |                   |                  |               | Zuletzt Kommodore im Jagdgeschwader 77. |      |
| Werner Lucas †                       | Hauptmann      | 1917–1943   | 106        | unbekannt  | 19. September 1942 |                   |                  |               | Zuletzt Staffelkapitän der 4. Staffel des Jagdgeschwaders 3 an der Westfront. Dort am 24. Oktober 1943 über Leiden (Holland) von einer Spitfire tödlich abgeschossen. |      |
| Hermann Lücke †                      | Oberleutnant   | 1920–1943   | 81         | unbekannt  | 6. April 1944      |                   |                  |               | Zuletzt III. Gruppe im Jagdgeschwader 51. Am 23. Oktober 1943 nach Luftkampf in Mosyr beim Start mit einer anderen Bf 109 zusammengestoßen und abgestürzt. Am 8. November 1943 an den erlittenen Verbrennungen gestorben. |      |
| Fritz Lüddecke †                     | Oberfeldwebel  | 1920–1944   | 51         | < 600      | 18. November 1944  |                   |                  |               | Flog seit 1943 in der Stabstaffel des Jagdgeschwaders 51 an der Ostfront. Am 10. August 1944 bei Wilkowischken (Ostpreußen) durch sowjetische Flak tödlich abgeschossen. |      |
| Herbert Lütje                        | Oberstleutnant | 1918–1967   | 53         | 150        | 1. Juni 1943       | 17. April 1945    |                  |               | Zuletzt Kommodore im Nachtjagdgeschwader 6. In der Nacht vom 13. auf den 14. März 1943 erzielte er sechs viermotorige Bomberabschüsse. |      |
| Günther Lützow †                     | Hauptmann      | 1912–1945   | 118        | 300        | 18. September 1940 | 20. Juli 1941     | 11. Oktober 1941 |               | Lützow kehrte von einem Einsatz mit der Me 262 des Jagdverbandes 44 (JV 44) gegen amerikanische Bomber im Raum Donauwörth nicht zurück. |      |
| Johannes Lutter                      | Hauptmann      | 1912–2004   | 12         | 400        | 5. Oktober 1941    |                   |                  |               | Flog zuletzt im Schlachtgeschwader 4 in Tunis und Italien. Bei der Ritterkreuzverleihung bereits 15 Panzer und 30 Flugzeuge am Boden zerstört. |      |
| Martin Lutz †                        | Hauptmann      | 1913–1940   | bekannt 01 | unbekannt  | 1. Oktober 1940    |                   |                  |               | Am 27. September 1940 im Luftkampf zusammen mit seinem Bordkameraden Anton Schön bei Bristol durch englische Jäger abgeschossen. Zuvor war er Staffelkapitän der 1./ZG 1 und Kapitän der 1. Staffel der Erprobungsgruppe 210. |      |

### M
| Name                       | Dienstgrad     | Lebensdaten | Luftsiege | Feindflüge | Ritterkreuz        | Eichenlaub         | Schwerter     | Brillanten        | Bemerkungen | Bild |
| Werner Machold             | Hauptmann      | 1913–1968   | 32        | unbekannt  | 5. September 1940  |                    |               |                   | Musste am 6. Juni 1941 mit Kühlerschaden bei Swanage (England) notlanden und geriet in britische Gefangenschaft. Gehörte seit 1939 zum Jagdgeschwader 2 (Richthofen). |      |
| Anton Mader                | Oberstleutnant | 1913–1984   | 86        | unbekannt  | 23. Juli 1942      |                    |               |                   | Zuletzt Kommodore des Jagdgeschwaders 54. |      |
| Wilhelm Makrocki †         | Major          | 1905–1941   | 9         | unbekannt  | 6. Oktober 1940    |                    |               |                   | Seit dem 21. Mai 1941 bei einem Flug über Kreta verschollen. |      |
| Günther Frhr. von Maltzahn | Oberst         | 1910–1953   | 68        | 497        | 30. Dezember 1940  | 24. Juli 1941      |               |                   | Zuletzt Jagdfliegerführer in Italien. |      |
| Heinz Marquart             | Oberfeldwebel  | 1922–2003   | 121       | 320        | 18. November 1944  |                    |               |                   | Erzielte 12 Luftsiege an einem Tag. Zuletzt eingesetzt in der IV. Gruppe des Jagdgeschwaders 51. |      |
| Hans-Joachim Marseille †   | Hauptmann      | 1919–1942   | 158       | 382        | 22. Februar 1942   | 6. Juni 1942       | 18. Juni 1942 | 2. September 1942 | Am 1. September 1942 gelangen ihm an einem einzigen Tag 17 bestätigte Abschüsse in drei Einsätzen. |      |
| Wolfgang Martin †          | Oberfeldwebel  | 1916–1944   | 2         | > 600      | 30. Dezember 1942  |                    |               |                   | Rammte am 13. Mai 1944 mit seiner Me 410 einen B-17-Bomber, nachdem er seiner Besatzung den Befehl gegeben hatte, abzuspringen. Möglich ist auch ein Abschuss durch eine Mustang, die als Begleitschutz der B-17 fungierte. |      |
| Karl-Heinrich Matern †     | Hauptmann      | 1919–1943   | 12        | unbekannt  | 9. Oktober 1943    |                    |               |                   | Wurde am 8. Oktober 1943 westlich von Brest von einer Spitfire des 453. Squadrons tödlich abgeschossen. Bis dahin flog er als Kommandeur der II. Gruppe des Zerstörergeschwaders 1. |      |
| Walter Matoni              | Major          | 1917–1988   | 34        | > 400      | 16. Dezember 1944  |                    |               |                   | Flog in der II. Gruppe des Jagdgeschwaders 2, bis er im Februar 1945 nach einem schweren Absturz nicht mehr flugtauglich wurde. |      |
| Egon Mayer †               | Oberstleutnant | 1917–1944   | 102       | 353        | 1. August 1941     | 16. April 1943     | 2. März 1944  |                   | Mayer wurde viermal abgeschossen. |      |
| Hans-Karl Mayer †          | Hauptmann      | 1911–1940   | 39        | unbekannt  | 3. September 1940  |                    |               |                   | Seit dem 17. Oktober 1940 bei einem Werkstattflug über den Ärmelkanal vermisst. Später tot an die englische Küste angetrieben. Flog bis zu seinem Tod in der I. Gruppe des Jagdgeschwaders 53. |      |
| Wilhelm Mayer †            | Leutnant       | 1917–1945   | 27        | 124        | 12. März 1945      |                    |               |                   | Am 4. Januar 1945 im Luftkampf mit Spitfires im Emsland gefallen. Mayer wurde das Ritterkreuz postum verliehen. |      |
| Maximilian Mayerl          | Hauptmann      | 1917–2010   | 76        | 647        | 14. Dezember 1943  |                    |               |                   | Zuletzt Kommandeur der I. Gruppe des Ergänzung-Jagd-Geschwaders 1. |      |
| Helmut Meckel †            | Oberleutnant   | 1917–1943   | 25        | unbekannt  | 12. August 1941    |                    |               |                   | Am 8. Mai 1943 in Tunis beim Start seiner Bf 108 tödlich verunglückt. |      |
| Johann-Hermann Meier †     | Leutnant       | 1921–1944   | 78        | unbekannt  | 16. Dezember 1944  |                    |               |                   | Führte zuletzt die I. Gruppe des Jagdgeschwaders 26. Am 14. März 1944 in Florennes beim Start von einer anderen Maschine überrollt und durch Luftschraubenschlag getötet. Meier wurde das Ritterkreuz postum verliehen. |      |
| Julius Meimberg (Jule)     | Major          | 1917–2012   | 59        | 250        | 24. Oktober 1944   |                    |               |                   | Von April 1944 bis Kriegsende Kommandeur der II. Gruppe des Jagdgeschwaders 53. |      |
| Ludwig Meister             | Hauptmann      | 1919–2011   | 41        | 120        | 9. Juni 1944       |                    |               |                   | Von Dezember 1944 bis Kriegsende Kommandeur der III. Gruppe des Nachtjagdgeschwaders 4. |      |
| Hans-Hermann Merker        | Hauptmann      | 1921–1988   | keine     | 360        | 9. Juni 1944       |                    |               |                   | Ab April 1945 bis Kriegsende Kommandeur der III. Gruppe im Nachtjagdgeschwader 2. |      |
| Helmut Mertens             | Hauptmann      | 1917–1984   | 97        | > 750      | 4. September 1942  |                    |               |                   | Ab September 1944 Kommandeur der Jagdgruppe Süd. |      |
| Manfred Meurer †           | Hauptmann      | 1919–1944   | 65        | 130        | 16. April 1943     | 2. August 1943     |               |                   | Starb am 21. Januar 1944 bei Magdeburg bei einem Zusammenstoß seiner He 219 mit einem viermotorigen Bomber. |      |
| Eduard Meyer †             | Leutnant       | 1919–1942   | 22        | unbekannt  | 20. Dezember 1941  |                    |               |                   | Am 31. März 1942 bei Welisch (Russland) von einem eigenen Flieger gerammt und tödlich abgestürzt. |      |
| Georg Michalek             | Major          | 1913–1992   | 59        | unbekannt  | 4. November 1941   |                    |               |                   | Ab Oktober 1942 Kommodore im Jagdgeschwader 108. |      |
| Gerhard Michalski          | Oberstleutnant | 1921–1946   | 73        | 652        | 4. September 1942  | 25. November 1944  |               |                   | Verunglückte am 22. Februar 1946 mit einem Lastkraftwagen tödlich. Im Krieg war er zuletzt Kommodore im Jagdgeschwader 4. |      |
| Rudolf Miethig †           | Hauptmann      | 1921–1943   | 101       | unbekannt  | 29. Oktober 1942   |                    |               |                   | Zuletzt Führer der 3. Staffel des Jagdgeschwaders 52. Am 10. Juni 1943 über dem Kuban-Brückenkopf zusammen mit seinem 101. Luftsieg, den er mittels Rammstoß zum Absturz gebracht hatte, tödlich abgestürzt. |      |
| Klaus Mietusch †           | Major          | 1918–1944   | 75        | 452        | 26. März 1944      | 18. November 1944  |               |                   | Am 17. September 1944 beim Landeanflug bei Aldekerk von einer Mustang überrascht und tödlich abgeschossen. Das Eichenlaub zum Ritterkreuz wurde ihm postum verliehen. |      |
| Wilhelm Mink †             | Oberfeldwebel  | 1912–1945   | 72        | unbekannt  | 19. März 1942      |                    |               |                   | Am 12. März 1945 bei einem Kurierflug bei Hadersleben von zwei britischen Jägern tödlich abgeschossen. |      |
| Helmut Missner †           | Oberfeldwebel  | 1921–1944   | 82        | unbekannt  | 10. Oktober 1944   |                    |               |                   | Stürzte am 12. September 1944 infolge Höhenkrankheit aus 6500 Meter Höhe in Sagan ab. Zuletzt Einsatz bei der I. Gruppe der Ergänzungstruppe-Ost als Jagdlehrer. |      |
| Ernst-Wilhelm Modrow       | Hauptmann      | 1908–1990   | 34        | 109        | 19. August 1944    |                    |               |                   | Führte bei Kriegsende die 1. Staffel des Nachtjagdgeschwaders 1. |      |
| Werner Mölders †           | Oberst         | 1913–1941   | 115       | > 300      | 29. Mai 1940       | 21. September 1940 | 22. Juni 1941 | 15. Juli 1941     | In den ersten Tagen des Überfalls auf die Sowjetunion gelangen Mölders sieben Luftsiege, woraufhin ihm als zweitem Soldaten der Wehrmacht nach Adolf Galland, die Schwerter zum Ritterkreuz mit Eichenlaub verliehen wurden. |      |
| Wilhelm Moritz             | Major          | 1913–2010   | 44        | > 500      | 18. Juli 1944      |                    |               |                   | Zuletzt Kommandeur der II. Gruppe des Jagdgeschwaders 4. |      |
| August Mors †              | Leutnant       | 1921–1944   | 60        |            | 20. Oktober 1944   |                    |               |                   | Musste am 6. August 1944 abspringen und blieb mit Fallschirm am Baum hängen. Erlag am 8. August 1944 seinen erlittenen Verletzungen. Mors wurde das Ritterkreuz postum verliehen. |      |
| Friedrich-Karl Müller      | Major          | 1911–1987   | 30        | 52         | 27. Juli 1944      |                    |               |                   | Zuletzt im Nachtjagdgeschwader 11 (Wilde Sau). Aufgrund seiner markanten Nasenform, erhielt er den Spitznamen Nasen-Müller. |      |
| Friedrich-Karl Müller †    | Oberstleutnant | 1916–1944   | 140       | < 600      | 19. September 1942 | 23. September 1942 |               |                   | Er verunglückte tödlich mit seiner Bf 109 bei einem Landeanflug. |      |
| Rudolf Müller              | Oberfeldwebel  | 1920–1943   | 94        | unbekannt  | 19. Juni 1942      |                    |               |                   | Flog in der 6. Staffel des Jagdgeschwaders 5, als er am 19. April 1943 bei Murmansk auf einen zugefrorenen See notlanden musste. Geriet dann in sowjetische Kriegsgefangenschaft und wurde letztmals 1947 im dortigen Gefängnis von deutschen Mitinsassen gesehen. Seitdem verschollen. R. Müller: 1943-04-19 POW, +1943-10-21 prisoner-of-war camp 58, Temnikov, Mordovia. |      |
| Joachim Müncheberg †       | Oberstleutnant | 1918–1943   | 135       | 500        | 14. September 1940 | 7. Mai 1941        | 15. Juni 1942 |                   | Auf seinem 500. Feindflug am 23. März 1943 stürzte seine Messerschmitt Bf 109 G6 südwestlich Al Miknasi/Tunesien durch die Trümmer einer von ihm abgeschossenen Spitfire ab. Dabei fand Joachim Müncheberg den Tod. |      |
| Leopold Münster †          | Leutnant       | 1920–1944   | 95        | unbekannt  | 31. Dezember 1942  | 12. Mai 1944       |               |                   | Rammte am 8. Mai 1944 über Hildesheim einen viermotorigen Bomber und stürzte ab. Tod durch Aufschlagbrand. |      |
| Hubert Mütherich †         | Oberleutnant   | 1912–1941   | 43        | unbekannt  | 6. August 1941     |                    |               |                   | Am 9. September 1941 bei einer Notlandung bei Leningrad mit Maschine überschlagen. |      |
| Karl Munz                  | Leutnant       | 1915–1992   | 60        | > 600      | eingereicht        |                    |               |                   | „Fuchs“ wurde zur Ritterkreuzverleihung wenige Tage vor Kriegsende eingegeben. Keine Verleihung mehr. Diente von 1940 bis Kriegsende im Jagdgeschwader 52, später 7. |      |

### N
| Name                    | Dienstgrad    | Lebensdaten | Luftsiege | Feindflüge | Ritterkreuz       | Eichenlaub         | Schwerter          | Brillanten       | Bemerkungen | Bild |
| Heinz Nacke             | Oberst        | 1909–1984   | 12        | unbekannt  | 2. November 1940  |                    |                    |                  | Zuletzt Kommodore des Zerstörergeschwaders 101. |      |
| Johannes Naumann        | Major         | 1917–2010   | 34        | 450        | 9. November 1944  |                    |                    |                  | Kam noch im April 1945 als Kommandeur zum Jagdgeschwader 7. |      |
| Willi Nemitz †          | Leutnant      | 1910–1943   | 81        | ~500       | 24. März 1943     |                    |                    |                  | Am 11. April 1943 im Luftkampf bei Anapa (Kaukasus) von sowjetischen Jägern abgeschossen. Die Maschine bohrte sich beim Aufschlag senkrecht vier Meter in den Boden.                                                                                    |      |
| Hermann Neuhoff         | Leutnant      | 1918–2006   | 40        | 452        | 16. Juni 1942     |                    |                    |                  | Am 10. April 1942 über Malta durch eigene Maschine abgeschossen. Anschließend britische Kriegsgefangenschaft. |      |
| Helmut Neumann          | Leutnant      | 1921–1992   | 62        | 162        | 12. März 1945     |                    |                    |                  | Zuletzt Staffelführer der 14. Staffel des Jagdgeschwaders 5. |      |
| Klaus Neumann           | Leutnant      | 1923–2000   | 37        | ~200       | 9. Dezember 1944  |                    |                    |                  | Zuletzt ab Februar 1945 im Jagdverband 44 (Galland). In diesem 5 Abschüsse mit der Me 262. |      |
| Erhard Nippa            | Oberleutnant  | 1922–2003   | keine     | 300        | 26. März 1944     |                    |                    |                  | Zuletzt im Schlachtgeschwader 10. Dort zahlreiche Jabo- und Tiefangriffe auf Erdziele. |      |
| Herbert Nölter †        | Hauptmann     | 1921–1945   | unbekannt | unbekannt  | 5. September 1944 |                    |                    |                  | Zuletzt Kommandeur der II. Gruppe des Jagdgeschwaders 301. Im April 1945 bei Halberstadt abgeschossen. Am 13. Mai 1945 an den erlittenen Verletzungen gestorben.                                                                                        |      |
| Karl-Gottfried Nordmann | Oberst        | 1915–1982   | 78        | > 800      | 1. August 1941    | 16. September 1941 |                    |                  | Zuletzt Jagdfliegerführer Ostpreußen. |      |
| Jakob Norz †            | Leutnant      | 1920–1944   | 117       | 332        | 26. März 1944     |                    |                    |                  | Stürzte am 16. September 1944 infolge Motorschadens bei Kirkenes tödlich ab. Sein Einsatz erfolgte bei der 11. Staffel im Jagdgeschwader 5. |      |
| Walter Nowotny †        | Major         | 1920–1944   | 258       | 500        | 4. September 1942 | 4. September 1943  | 22. September 1943 | 19. Oktober 1943 | Seit 1938 war er Mitglied der NSDAP. Er war der erste Jagdflieger, der 250 Luftsiege erreichte (in 421 Einsätzen) und erhielt dafür die Brillanten zum Ritterkreuz mit Eichenlaub und Schwertern. Kommodore des ersten Strahljägergeschwaders weltweit. |      |
| Carlos Nugent           | Oberfeldwebel | 1921–2000   | 120       | > 500      | 23. März 1944     |                    |                    |                  | Zuletzt Gruppenführer der 8. Staffel des Jagdgeschwaders 52. Nach einer schweren Verwundung keine weiteren Flugeinsätze mehr. |      |

### O
| Name                     | Dienstgrad   | Lebensdaten | Luftsiege                    | Feindflüge | Ritterkreuz       | Eichenlaub       | Schwerter     | Brillanten | Bemerkungen | Bild |
| Friedrich Obleser        | Oberleutnant | 1923–2004   | 120                          | 500        | 23. März 1944     |                  |               |            | Obleser stieg nach dem Krieg in der Bundeswehr zum Generalleutnant auf und war vom 1. Oktober 1978 bis 31. März 1983 Inspekteur der Luftwaffe. |      |
| Walter Oesau †           | Oberst       | 1913–1944   | 133                          | 300        | 20. August 1940   | 6. Februar 1941  | 15. Juli 1941 |            | Am 11. Mai 1944 führte er seine Einheit gegen einen Bomberpulk nach Belgien. Er wurde über der Eifel von mehreren amerikanischen P-38 „Lightnings“ verfolgt und abgeschossen. Acht Abschüsse erzielte Oesau in Spanien.                                                               |      |
| Walter Ohlrogge          | Leutnant     | 1909–2003   | 83                           | > 400      | 4. November 1941  | 4. November 1941 |               |            | Einer der ältesten Jagdflieger der Luftwaffe. Diente nach einer schweren Verwundung bei Kriegsende im Jagdgeschwader 7. |      |
| Robert Olejnik           | Major        | 1911–1988   | 41                           | 680        | 27. Juli 1941     |                  |               |            | 3 Abschüsse mit der Me 163 (Raketenjäger). |      |
| Emil Omert †             | Hauptmann    | 1918–1944   | 70                           | 700        | 19. März 1942     |                  |               |            | Musste am 24. April 1944 bei Ploesti (Rumänien) nach einem Luftkampf abspringen und wurde, am Fallschirm hängend, erschossen. |      |
| Theo Osterkamp           | Generalmajor | 1892–1975   | 6 (+ 32 im Ersten Weltkrieg) | unbekannt  | 22. August 1940   |                  |               |            | Nach einem Zerwürfnis mit dem Oberkommando der Wehrmacht wurde der hochdekorierte Offizier beider Weltkriege am 21. Dezember 1944 entlassen und arbeitete bis 1945 als Forstmeister in Niedersachsen. Nach dem Krieg war er bis zu seiner Pensionierung 1966 als Geschäftsmann tätig. |      |
| Max-Hellmuth Ostermann † | Oberleutnant | 1917–1942   | 102                          | > 300      | 4. September 1941 | 10. März 1942    | 17. Mai 1942  |            | Ostermann wurde am 9. August 1942 von neun sowjetischen Jägern im Luftkampf gejagt und jenseits der Front bei Amossowo abgeschossen. |      |

### P
| Name                  | Dienstgrad     | Lebensdaten | Luftsiege | Feindflüge | Ritterkreuz        | Eichenlaub      | Schwerter     | Brillanten | Bemerkungen | Bild |
| Dr. Horst Patuschka † | Hauptmann      | 1912–1943   | 23        | unbekannt  | 10. Mai 1943       |                 |               |            | Führte 1942 die II. Gruppe des Nachtjagdgeschwaders 2. Ab Oktober 1942 Kommandeur der dortigen II. Gruppe. Am 6. März 1943 von einem Einsatz in Tunesien nicht mehr zurückgekehrt und seitdem vermisst. Alles Nachtabschüsse.                                                                                           |      |
| Hans Peterburs †      | Oberfeldwebel  | 1912–1944   | > 18      | unbekannt  | 25. November 1942  |                 |               |            | Am 11. Januar 1944 bei Salerno von englischen Jäger abgeschossen. Flog zuletzt in der II. Gruppe des Schlachtgeschwaders 4 im Mittelmeerraum. Anmerkung: Der U.S.A.A.F. Jagdflieger Joseph A. Peterburs, der ebenfalls Einsätze während des Zweiten Weltkrieges flog, ist ein Cousin zweiten Grades von Hans Peterburs. |      |
| Viktor Petermann      | Leutnant       | 1916–2001   | 64        | unbekannt  | 29. Februar 1944   |                 |               |            | Durch einen Flaktreffer verlor er den linken Arm. Nach der Genesung 1945 schoss er mit Armprothese noch vier weitere Gegner ab. Diente bei Kriegsende im Jagdgeschwader 7. |      |
| Kurd Peters           | Major          | 1914–1957   | unbekannt | unbekannt  | 29. Oktober 1944   |                 |               |            | Führte ab Dezember 1944 vertretungsweise als Kommodore das Jagdgeschwader 300. |      |
| Rudolf Pflanz †       | Hauptmann      | 1914–1942   | 52        | unbekannt  | 1. August 1941     |                 |               |            | Am 31. Juli 1942 bei Berck-sur-Mer (Frankreich) im Luftkampf mit Spitfires gefallen. |      |
| Hans Philipp †        | Oberstleutnant | 1917–1943   | 206       | unbekannt  | 22. Oktober 1940   | 24. August 1941 | 12. März 1942 |            | Am 8. Oktober 1943 wurde er über Bremen, bei einem Bomberangriff, abgeschossen. Philipp konnte aus seiner Maschine aussteigen, aber sein Fallschirm öffnete sich nicht. |      |
| Wilhelm Philipp       | Oberfeldwebel  | 1916–1986   | 81        | > 500      | 26. März 1944      |                 |               |            | Diente zuletzt in der IV. Gruppe des Jagdgeschwaders 54 bei der Reichsverteidigung. Wurde am 29. Dezember 1944 schwer verwundet. |      |
| Johann Pichler        | Leutnant       | 1912–1995   | 75        | ~ 365      | 7. September 1944  |                 |               |            | Diente in der III. Gruppe des Jagdgeschwaders 77. Am 30. August 1944 verwundet und im Lazarett liegend in sowjetische Kriegsgefangenschaft geraten. |      |
| Anton-Rudolf Piffer † | Leutnant       | 1918–1944   | 26        | unbekannt  | 14. September 1940 |                 |               |            | Am 17. Juni 1944 im Luftkampf bei La Cordonniere (Frankreich) gefallen. Postum zum Leutnant befördert und das Ritterkreuz verliehen bekommen. |      |
| Rolf Pingel           | Major          | 1913–2000   | 26        | > 350      | 14. September 1940 |                 |               |            | Musste am 10. Juli 1941 bei Dover eine Bruchlandung nach Motortreffer hinlegen. Geriet anschließend in britische Kriegsgefangenschaft. |      |
| Josef Pöhs †          | Oberleutnant   | 1912–1943   | 43        | 225        | 6. August 1941     |                 |               |            | In Bad Zwischenhahn bei der Erprobung der Messerschmitt Me 163 verunglückt. |      |
| Alexander Preinfalk † | Oberfeldwebel  | 1920–1944   | 78        | unbekannt  | 14. Oktober 1942   |                 |               |            | Am 12. Dezember 1944 bei Bruchsal durch Thunderbolts abgeschossen und beim Fallschirmsprung aus niedriger Höhe getötet. |      |
| Josef Priller         | Oberstleutnant | 1915–1961   | 101       | > 900      | 19. Oktober 1940   | 2. Juli 1944    |               |            | Priller und sein Flügelmann Heinz Wodarczyk flogen den einzigen dokumentierten Einsatz der Luftwaffe am D-Day gegen die alliierten Truppen am Invasionsstrand. War zuletzt Inspekteur der Jagdflieger-West. Nach dem Krieg studierte er Brauwesen und wurde Direktor der Augsburger Privatbrauerei Riegele.             |      |
| Emil Pusch            | Oberfeldwebel  | 1922        | 83        | unbekannt  | 9. November 1944   |                 |               |            | Schwindler, gilt daher nicht mehr als rechtmäßiger Ritterkreuzträger; verschwunden |      |
| Herbert Puschmann †   | Hauptmann      | 1920–1944   | 54        | ~ 650      | 5. April 1944      |                 |               |            | Am 3. Februar bei Civitaveccia vom Heckschützen eines Mitchell-Bombers tödlich abgeschossen. |      |
| Dietrich Puttfarken † | Major          | 1920–1944   |           | 5          | > 250              | 7. Oktober 1942 |               |            | Zuletzt im Kampfgeschwader 51. Seit einem Einsatz gegen Cambridge mit seiner Me 410 vermisst. |      |
| Erich Putzka †        | Major          | 1912–1944   | keine     | < 200      | 9. Dezember 1942   |                 |               |            | Zuletzt im Stab der III. Gruppe des Jagdgeschwaders 11 kommandiert. Wird seit 23. Dezember 1944 südlich Lüttich vermisst. |      |

### Q
| Name                 | Dienstgrad    | Lebensdaten | Luftsiege | Feindflüge | Ritterkreuz       | Eichenlaub | Schwerter | Brillanten | Bemerkungen | Bild |
| Klaus Quaet-Faslem † | Major         | 1913–1944   | 49        | unbekannt  | 9. Juni 1944      |            |           |            | Am 30. Januar 1944 bei Braunschweig im Elmgebirge Bodenberührung und Aufschlagbrand. |      |
| Werner Quast         | Oberfeldwebel | 1920–1962   | 84        | unbekannt  | 31. Dezember 1943 |            |           |            | Seit 1941 in der IV. Gruppe des Jagdgeschwader 52 an der Ostfront. Am 7. August 1943 an der Schwarzmeerküste von einer sowjetischen IL-2 gerammt. Fallschirmabsprung und bis 1949 sowjetische Kriegsgefangenschaft. Am 12. Juli 1962 bei Mittenwald mit einem Hubschrauber tödlich abgestürzt. |      |

### R
| Name                       | Dienstgrad     | Lebensdaten | Luftsiege | Feindflüge | Ritterkreuz        | Eichenlaub       | Schwerter          | Brillanten | Bemerkungen | Bild |
| Rudolf Rademacher          | Leutnant       | 1913–1953   | 126       | > 500      | 3. September 1944  |                  |                    |            | Ab Januar 1945 bei der 11. Staffel im Jagdgeschwader 7. Erzielte mit der Me 262 bis Ende Februar 1945 acht Abschüsse. Starb am 13. Juni 1953 bei einem Segelflugzeugabsturz in Lüneburg.                                                                              |      |
| Waldemar Radener           | Oberleutnant   | 1921–1957   | 36        | unbekannt  | 12. März 1945      |                  |                    |            | Flog in der II. Gruppe des Jagdgeschwaders 300 (Wilde Sau) und rammte am 11. Mai 1944 eine Liberator. Am 8. Januar 1957 bei Schongau mit einer Trainer tödlich abgestürzt.                                                                                            |      |
| Günther Radusch            | Oberst         | 1912–1988   | 64        | 140        | 29. August 1943    | 6. April 1944    |                    |            | Zuletzt Kommodore im Nachtjagdgeschwader 3. Erzielte in einer einzigen Nacht sieben Abschüsse. |      |
| Gerhard Raht               | Hauptmann      | 1920–1970   | 58        | 171        | 24. Juni 1944      | 15. April 1945   |                    |            | Zuletzt Kommandeur der I. Gruppe im Nachtjagdgeschwader 2. Erzielte in einer Nacht sechs Abschüsse. |      |
| Günther Rall               | Major          | 1918–2009   | 275       | 621        | 13. September 1942 | 26. Oktober 1942 | 12. September 1943 |            | In den letzten Kriegsmonaten war er Kommodore des JG 300, ehe er bei der Kapitulation in Kriegsgefangenschaft geriet, aus der er bereits im August 1945 entlassen wurde. Ab 1956 diente er in der Bundesluftwaffe, als deren Inspekteur er dann 1971 bis 1974 wirkte. |      |
| Karl Rammelt               | Major          | 1914–2009   | 46        | 450        | 24. Oktober 1944   |                  |                    |            | Zuletzt Staffelkapitän der 4. Staffel des Jagdgeschwaders 51 in Nordafrika, Italien und Balkan. Am 24. Dezember 1944 im Luftkampf schwer verwundet und danach fluguntauglich.                                                                                         |      |
| Alfred Rauch               | Leutnant       | 1917–1991   | 60        | unbekannt  | 9. April 1945      |                  |                    |            | Zuletzt Jagdlehrer. Flog zuvor in der II. Gruppe des Jagdgeschwaders 51 in Sowjetunion und Nordafrika. |      |
| Hubert Rauh                | Major          | 1913–2005   | 31        | 150        | 28. April 1945     |                  |                    |            | Ab Juni 1944 bis Kriegsende Kommandeur der II. Gruppe des Nachtjagdgeschwaders 4. |      |
| Karl-Wolfgang Redlich †    | Major          | 1914–1944   | 43        | unbekannt  | 9. Juli 1941       |                  |                    |            | Zuletzt Kommandeur der I. Gruppe des Jagdgeschwaders 27. Am 29. Mai 1944 im Luftkampf bei St. Pölten gefallen. |      |
| Ernst-Wilhelm Reinert      | Hauptmann      | 1919–2007   | 174       | > 700      | 1. Juli 1942       | 6. Oktober 1942  | 1. Februar 1945    |            | Ab Januar 1945 bis Kriegsende Kommandeur der IV. Gruppe des Jagdgeschwaders 27. |      |
| Hans Remmer †              | Hauptmann      | 1920–1944   | 26        | unbekannt  | 30. Juni 1944      |                  |                    |            | Zuletzt Staffelkapitän der 1. Staffel im Jagdgeschwader 27. Am 2. April 1944 bei Fallschirmabsprung bei Graz gefallen. Das Ritterkreuz wurde ihm postum verliehen. |      |
| Anton Resch                | Oberleutnant   | 1921–1975   | 91        | 210        | 7. April 1945      |                  |                    |            | Bei Kriegsende Staffelkapitän der 3. Staffel des Jagdgeschwaders 52. Anschließend sowjetische Kriegsgefangenschaft. |      |
| Rudolf Resch †             | Major          | 1914–1943   | 93        | unbekannt  | 6. September 1942  |                  |                    |            | Ab März 1943 Kommandeur der IV. Gruppe des Jagdgeschwaders 51 an der Ostfront. Am 11. Juli 1943 bei Orjol gefallen. |      |
| Willi Reschke              | Oberfeldwebel  | 1922–2017   | 27        | unbekannt  | 20. April 1945     |                  |                    |            | Er gehört zu den wenigen Piloten, welche in der Endphase des Krieges die Focke-Wulf Ta 152 im Einsatz flogen. 20 seiner 27 Abschüsse waren viermotorige Bomber. |      |
| Ralph von Rettberg         | Oberst         | 1911–2004   | 8         | 200        | 14. Juni 1941      |                  |                    |            | Flog bis September 1943 im Zerstörergeschwader 26 im Mittelmeerraum. Danach bis Kriegsende verschiedene Stabsstellungen. |      |
| Johannes Richter           | Oberfeldwebel  | 1917–2008   | 1         | unbekannt  | 27. März 1945      |                  |                    |            | Seit 1939 als Bordfunker von Rudolf Schönert an 67 Nachtabschüssen beteiligt. Flog in allen bekannten Nachtjagdgeschwadern. |      |
| Gustav Rödel               | Oberst         | 1915–1995   | 98        | 980        | 22. Juni 1941      | 20. Juni 1943    |                    |            | Führte ab Dezember 1944 die 2. Jagd-Division der Luftwaffe. 12 viermotorige Bomber abgeschossen. |      |
| Hans Roehrig †             | Hauptmann      | 1919–1943   | 75        | unbekannt  | 2. Oktober 1942    |                  |                    |            | Seit 7. Juli 1943 bei Catania nach Luftkampf vermisst. Flog bis zu diesem Zeitpunkt in der I. Gruppe des Jagdgeschwaders 53. |      |
| Heinz Rökker               | Hauptmann      | 1920–2018   | 64        | 170        | 27. Juli 1944      | 12. März 1945    |                    |            | Bei Kriegsende Staffelkapitän der 2. Staffel im Nachtjagdgeschwader 2. |      |
| Wilhelm-Richard Rössiger † | Oberleutnant   | 1913–1940   | keine     | unbekannt  | 1. Oktober 1942    |                  |                    |            | Am 27. September 1940 bei Luftkampf über den Kanal abgeschossen. |      |
| Detlev Rohwer †            | Hauptmann      | 1917–1944   | 38        | unbekannt  | 5. Oktober 1941    |                  |                    |            | Nach einem Luftkampf am 29. März 1944 notgelandet. Dort wurde das Wrack von angreifenden Lightnings erneut angegriffen, wobei Rohwer schwer verwundet wurde. Nach Beinamputation am 30. April 1944 in einem Lazarett verstorben.                                      |      |
| Herbert Rollwage           | Oberleutnant   | 1916–1980   | 102       | unbekannt  | 6. April 1944      |                  |                    |            | Zuletzt in der 5. Staffel des Jagdgeschwaders 53. Gilt mit dem Abschuss von 44 viermotorigen Bombern als Pilot mit dem höchsten Abschüssen. |      |
| Oskar Romm                 | Oberleutnant   | 1919–1993   | 92        | unbekannt  | 29. Februar 1944   | eingereicht      |                    |            | Flog zuletzt als Kommandeur der IV. Gruppe im Jagdgeschwader 3. Am 23. April 1945 bei Absturz schwer verwundet. |      |
| Theodor Rossiwall          | Oberstleutnant | 1915–1979   | 17        | < 400      | 6. August 1941     |                  |                    |            | Diente ab März 1944 in verschiedenen Stabsstellungen der Luftwaffe. |      |
| Edmund Roßmann             | Leutnant       | 1918–2005   | 93        | 640        | 19. März 1942      |                  |                    |            | Zuletzt in der 7. Staffel des Jagdgeschwaders 52. Am 9. Juli 1943 bei Orjol in sowjetische Kriegsgefangenschaft geraten, als er einem notgelandeten deutschen Piloten zu Hilfe kommen wollte. Kehrte im Oktober 1949 nach Deutschland zurück.                         |      |
| Walter Rubendörffer †      | Hauptmann      | 1910–1940   | keine     | unbekannt  | 19. August 1940    |                  |                    |            | Am 16. August 1940 im Luftkampf bei Croydon tödlich abgeschossen. Zuletzt eingesetzt in der Erprobungsgruppe 210. Das Ritterkreuz wurde Rubensdörffer postum verliehen.                                                                                               |      |
| Erich Rudorffer            | Major          | 1917–2016   | 222       | > 1000     | 1. Mai 1941        | 11. April 1944   | 26. Januar 1945    |            | Genannt „Jäger von Libau“ Er arbeitete später für Pan Am und ab den 1980er Jahren für die Lufthansa. |      |
| Günther Rübell             | Hauptmann      | 1921–1985   | 47        | unbekannt  | 14. März 1943      |                  |                    |            | Zuletzt Kommandeur der I. Gruppe des Jagdgeschwaders 104. |      |
| Helmut Rüffler             | Oberfeldwebel  | 1918–2001   | 98        | 690        | 23. Dezember 1942  |                  |                    |            | Bei Kriegsende Staffelführer der 9. Staffel im Jagdgeschwader 51. |      |
| Franz Ruhl †               | Oberleutnant   | 1922–1944   | 34–64     | unbekannt  | 27. Juli 1944      |                  |                    |            | Zuletzt Staffelführer der 4. Staffel des Jagdgeschwaders 3. Seit 24. Dezember 1944 bei Lüttich vermisst. |      |
| Friedrich Rumpelhardt      | Leutnant       | 1920–2011   | keine     | 130        | 27. Juli 1944      | eingereicht      |                    |            | 4. Erfolgreichster Bordfunker der Nachtjagd. War an 100 Nachtabschüssen beteiligt. |      |
| Friedrich Rupp †           | Leutnant       | 1917–1943   | 52        | unbekannt  | 24. Januar 1943    |                  |                    |            | Flog zuletzt bei der 7. Staffel im Jagdgeschwader 54 an der Ostfront, später Reichsverteidigung. Am 15. Mai 1943 südwestlich von Helgoland nach Luftkampf in das Meer gestürzt. Am 19. Juni 1943 beigesetzt.                                                          |      |

### S
| Name                                  | Dienstgrad      | Lebensdaten | Luftsiege | Feindflüge | Ritterkreuz        | Eichenlaub         | Schwerter       | Brillanten       | Bemerkungen | Bild |
| Heinz Sachsenberg                     | Leutnant        | 1922–1951   | 104       | 520        | 9. Juni 1944       |                    |                 |                  | Sachsenberg wurde am 23. August 1944 im Luftkampf schwerst verwundet, kam nach längerem Lazarettaufenthalt zum Jagdverband 44 (Galland), wo er bis Kriegsende verblieb. Am 17. Juni 1951 an den Folgen seiner Verwundung gestorben. |      |
| Karl Sattig †                         | Hauptmann       | 1915–1942   | 53        | unbekannt  | 19. September 1942 |                    |                 |                  | Flog zuletzt als Staffelkapitän der 6. Staffel im Jagdgeschwader 54. Seit 10. August 1942 bei Rshew vermisst. Vermutlich in sowjetischer Kriegsgefangenschaft gestorben. |      |
| Heinrich Prinz zu Sayn-Wittgenstein † | Major           | 1916–1944   | 83        | unbekannt  | 2. Oktober 1942    | 31. August 1943    | 23. Januar 1944 |                  | Sayn-Wittgenstein flog zu Beginn des Krieges Bombenangriffe und ließ sich aus Ablehnung des Bombenkrieges zu den Nachtjagdfliegern versetzen. Er soll sich mit Attentatsplänen gegen Adolf Hitler getragen und unter anderem vorgehabt haben, sich bei der Verleihung der Schwerter zum Ritterkreuz mit Hitler in die Luft zu sprengen. Nachdem er am 21. Januar 1944 abgeschossen worden war, konnte ihm die Schwerter erst postum verliehen werden. |      |
| Günther Schack                        | Hauptmann       | 1917–2003   | 174       | 780        | 29. Oktober 1943   | 20. April 1944     |                 |                  | Im Dezember 1944 stieg er zum Kommandeur der I. Gruppe im Jagdgeschwader 51 auf und wurde nach deren Auflösung ab 1. Mai 1945 Kommandeur der IV. Gruppe des Jagdgeschwaders 3. Er wurde insgesamt fünfzehnmal abgeschossen. |      |
| Johann Schalk                         | Oberst          | 1903–1987   | 21        | unbekannt  | 5. September 1940  |                    |                 |                  | Von August 1941 bis August 1943 Kommodore im Nachtjagdgeschwader 3. |      |
| Franz Schall †                        | Hauptmann       | 1918–1945   | 137       | 550        | 10. Oktober 1944   |                    |                 |                  | Zuletzt Staffelkapitän der 10. Staffel im Jagdgeschwader 7. 14 Luftsiege mit der Me 262. Am 10. April 1945 bei einer Notlandung in Parchim in einen Bombentrichter gerollt. Dabei explodierte seine Me 262. |      |
| Günther Scheel †                      | Leutnant        | 1921–1943   | 71        | 70         | 5. Dezember 1943   |                    |                 |                  | Flog in der 3. Staffel des Jagdgeschwaders 54 an der Ostfront. Am 16. Juli 1943 rammt Scheel im Luftkampf eine JaK-9 und stürzte mit dieser bei Orjol jenseits der sowjetischen Linien mit Aufschlagbarand ab. |      |
| Rudolf Scheffel                       | Hauptmann       | 1915–1983   | 7         | 295        | 29. Oktober 1942   |                    |                 |                  | Diente bei Kriegsende an der Schießschule in Værløse. Vernichtete ferner 50 Panzer. |      |
| Gerhard Scheibe †                     | Oberfeldwebel   | 1917–1944   | keine     | unbekannt  | 10. Dezember 1943  |                    |                 |                  | Bordfunker von Manfred Meurer, mit dem er an 60 Nachtabschüssen beteiligt war. Am 21. Januar 1944 im Luftkampf gefallen. |      |
| Wolfgang Schellmann †                 | Oberstleutnant  | 1911–1941   | 26        | 150        | 18. September 1940 |                    |                 |                  | Ab 3. November 1940 Kommodore im Jagdgeschwader 27. Am 22. Juni 1941 bei Grodno abgestürzt. Danach sowjetische Kriegsgefangenschaft. Durch überlieferte Berichte am 24. Juni 1941 durch Angehörige der GPU erschossen. |      |
| Wolfgang Schenck                      | Oberstleutnant  | 1913–2010   | 18        | unbekannt  | 14. August 1941    | 30. Oktober 1942   |                 |                  | Bei Kriegsende als Inspizient für Strahlflugzeuge eingesetzt. |      |
| Georg Schentke †                      | Oberleutnant    | 1919–1942   | > 87      | unbekannt  | 4. September 1941  |                    |                 |                  | Musste am 25. Dezember 1942 als Angehöriger der Platzschutzstaffel Pitomnik (Stalingrad) über den bereits geschlossenen Kessel mit dem Fallschirm nach Luftkampf aussteigen. Seitdem gilt er als vermisst. |      |
| Karl-Heinz Scherfling †               | Oberfeldwebel   | 1918–1944   | 33        | unbekannt  | 8. April 1944      |                    |                 |                  | Flog ab Sommer 1942 bei der IV. Gruppe im Nachtjagdgeschwader 1. Am 21. Juli 1944 bei Moll (Belgien) von einem britischen Nachtjäger tödlich abgeschossen. |      |
| Hans-Georg Schierholz                 | Oberfeldwebel   | 1921–1996   | keine     | 250        | 29. Oktober 1944   |                    |                 |                  | Bordfunker von Rudolf Frank und nach dessen Tod von Werner Husemann. An 57 Nachtabschüssen beteiligt. |      |
| Franz Schieß †                        | Hauptmann       | 1921–1943   | 67        | 540        | 21. Juni 1943      |                    |                 |                  | Zuletzt Staffelkapitän der 8. Staffel im Jagdgeschwader 53. Seit 2. September 1943 nach Luftkampf bei Ischia über dem Meer vermisst. |      |
| Wilhelm Schilling                     | Oberleutnant    | 1915–2000   | 50        | 538        | 10. Oktober 1942   |                    |                 |                  | Bei Kriegsende Staffelkapitän im Jagdgeschwader 1. |      |
| Hans Schleef †                        | Oberleutnant    | 1920–1944   | 98        | 200        | 9. Mai 1942        |                    |                 |                  | Zuletzt Staffelkapitän der 16. Staffel im Jagdgeschwader 4. Am 31. Dezember 1944 bei Bergzabern gefallen. |      |
| Hermann Schleinhege                   | Leutnant        | 1916–2014   | 96        | unbekannt  | 19. Februar 1945   |                    |                 |                  | Bei Kriegsende Staffelkapitän der 8. Staffel im Jagdgeschwader 54. |      |
| Joachim Schlichting                   | Major           | 1914–1982   | 8         | > 100      | 14. Dezember 1940  |                    |                 |                  | Zuletzt Kommandeur der III. Gruppe im Jagdgeschwader 27. Musste am 6. September 1940 nach „Laderfresser“ und seinem Abschuss durch fünf Spitfires mit dem Fallschirm über der Themse abspringen. Geriet dann schwer verwundet in britische Kriegsgefangenschaft. |      |
| Johann Schmid †                       | Major           | 1911–1941   | 41        | 137        | 21. August 1941    |                    |                 |                  | Zuletzt Staffelkapitän der 8. Staffel im Jagdgeschwader 26. Am 6. November 1941 nördlich von Calais vermutlich durch Wasserberührung abgestürzt. Seitdem vermisst. |      |
| Josef Schmid                          | Generalleutnant | 1901–1956   | keine     | keine      | 10. Juni 1943      |                    |                 |                  | Zuletzt Befehlshaber des Luftwaffen-Kommandos West. Am 27. April 1945 in britische Kriegsgefangenschaft geraten. |      |
| Dietrich Schmidt                      | Hauptmann       | 1919–2002   | 39        | 171        | 27. Juli 1944      |                    |                 |                  | Ab Dezember 1944 bis Kriegsende Staffelkapitän der 7. Staffel des Nachtjagdgeschwaders 1. |      |
| Erich Schmidt †                       | Oberleutnant    | 1914–1941   | 47        | unbekannt  | 27. Juli 1941      |                    |                 |                  | Am 31. August 1941 bei Dubno von sowjetischer Flak abgeschossen. Fallschirmabsprung wurde noch beobachtet. Seitdem vermisst. |      |
| Heinz Schmidt †                       | Hauptmann       | 1920–1943   | 173       | 700        | 23. August 1942    | 16. September 1942 |                 |                  | Wurde am 5. September 1943 bei Makó irrtümlich von einem ungarischen Jäger tödlich abgeschossen. |      |
| Rudolf Schmidt †                      | Oberfeldwebel   | 1918–1942   | 51        | unbekannt  | 30. August 1941    |                    |                 |                  | Flog zuletzt in der 7. Staffel im Jagdgeschwader 77. Seit 6. April 1942 nach Feindflug an der Ostfront vermisst. Keine weiteren Umstände ermittelbar. |      |
| Winfrid Schmidt                       | Hauptmann       | 1915–2009   | 19        | 150        | 18. September 1941 |                    |                 |                  | Nach schwerer Verwundung nach Luftkampf fluguntauglich. Bei Kriegsende in Stabsstellung tätig. |      |
| Heinz-Wolfgang Schnaufer              | Major           | 1922–1950   | 121       | 164        | 31. Dezember 1943  | 24. Juni 1944      | 30. Juli 1944   | 16. Oktober 1944 | Schnaufer absolvierte 2300 Starts und 1133 Flugstunden. Mit 121 Bomberabschüsse auf 164 Feindflügen war er der nach Abschüssen erfolgreichste Nachtjagdflieger des Zweiten Weltkriegs. |      |
| Wolfgang Schneeweis †                 | Hauptmann       | 1919–1943   | 17        | unbekannt  | 15. November 1943  |                    |                 |                  | Ab Ende 1942 Einsatz im Nachtjagdschwarm des Luftflottenkommandos 5 an der Ostfront. Am 28. Juli 1943 bei Witebsk vermisst. |      |
| Karl-Heinz Schnell                    | Major           | 1915–2013   | 72        | > 500      | 1. August 1941     |                    |                 |                  | Flog bei Kriegsende im Jagdverband 44 (Galland). |      |
| Siegfried Schnell †                   | Major           | 1916–1944   | 72        | > 500      | 1. August 1941     |                    |                 |                  | Flog bei Kriegsende im Jagdverband 44 (Galland). |      |
| Karl Schnörrer                        | Leutnant        | 1919–1979   | 46        | 536        | 22. März 1945      |                    |                 |                  | Zuletzt Staffelkapitän der 11. Staffel im Jagdgeschwader 7. Im Luftkampf am 30. März 1945 über Hamburg mit seiner Me 262 abgeschossen. Nach Notausstieg musste das linke Bein im Lazarett amputiert werden. |      |
| Herbert Schob                         | Hauptmann       | 1915–1981   | 28        | > 500      | 9. Juni 1944       |                    |                 |                  | Flog bei Kriegsende im Jagdgeschwader 300 (Wilde Sau). |      |
| Rudolf Schönert                       | Oberleutnant    | 1912–1988   | 64        | unbekannt  | 25. Juli 1942      | 11. April 1944     |                 |                  | Zuletzt Kommodore im Nachtjagdgeschwader 5. |      |
| Hellmut Schönfelder                   | Oberfeldwebel   | 1914–2003   | 56        | unbekannt  | 31. März 1945      |                    |                 |                  | Diente zuletzt von 1943 bis Kriegsende in der Stabsstaffel des Jagdgeschwaders 51, bei der er 172 Jabo-Angriffe flog. |      |
| Gerhard Schöpfel                      | Major           | 1912–2003   | 40        | 700        | 11. September 1940 |                    |                 |                  | Zuletzt Kommodore im Jagdgeschwader 6. Von 1945 bis 1949 in sowjetischer Kriegsgefangenschaft. |      |
| Herbert Schramm †                     | Hauptmann       | 1913–1943   | 42        | 480        | 6. August 1941     | 1. Februar 1945    |                 |                  | Am 1. Dezember 1943 bei Eupen (Belgien) im Luftkampf mit Thunderbolts abgeschossen. Bei dem folgenden Notausstieg öffnete sich sein Fallschirm nicht. |      |
| Werner Schroer                        | Major           | 1918–1985   | 114       | 197        | 20. Oktober 1942   | 2. August 1943     | 16. April 1945  |                  | Zuletzt ab Februar 1945 Kommodore im Jagdgeschwader 3. |      |
| Fritz Schröter                        | Major           | 1916–2007   | 7         | > 400      | 24. September 1942 |                    |                 |                  | Zuletzt Kommandeur der I. Gruppe im Schlachtgeschwader 4. |      |
| Walter Schuck                         | Oberleutnant    | 1920–2015   | 206       | unbekannt  | 8. April 1944      | 30. September 1944 |                 |                  | Insgesamt errang er 206 Luftsiege, 30 weitere wurden ihm nicht bestätigt. Anmerkung: Walter Schucks letzter Einsatz (mit Me 262) war am 10. April 1945, auf welchem er selbst – nachdem er vier Boeing B-17 abgeschossen hatte – durch den U.S.A.A.F. Jagdflieger Joseph A. Peterburs abgeschossen wurde (siehe auch Anmerkung zu Hans Peterburs). |      |
| Leo Schuhmacher                       | Leutnant        | 1914–1997   | 23        | ~ 250      | 1. März 1945       |                    |                 |                  | Flog bei Kriegsende im Jagdverband 44 (Galland). |      |
| Franz Schulte †                       | Feldwebel       | 1915–1942   | 46        | 520        | 24. September 1942 |                    |                 |                  | Das Ritterkreuz wurde Schulte postum verliehen. Flog zuletzt in der 6. Staffel des Jagdgeschwaders 77. |      |
| Helmuth Schulte                       | Hauptmann       | 1915–1982   | 25        | ~ 180      | 17. April 1945     |                    |                 |                  | Nachtflugjäger. Zuletzt Kommandeur der II. Gruppe im Nachtjagdgeschwader 5. |      |
| Otto Schultz                          | Hauptmann       | 1920–2013   | 73        | > 800      | 14. März 1943      |                    |                 |                  | Zuletzt Staffelkapitän der 6. Staffel im Jagdgeschwader 51. |      |
| Otto Schulz †                         | Oberleutnant    | 1911–1942   | 51        | ~ 400      | 22. Februar 1942   |                    |                 |                  | Flog zuletzt im Jagdgeschwader 27. Seit 17. Juni 1942 nach Luftkampf bei Sidi Rezegh (Libyen) vermisst. |      |
| Fritz Schultze-Dickow                 | Major           | 1913–1993   | 3         | 500        | 7. März 1942       |                    |                 |                  | Bei Kriegsende Gruppenkommandeur im Zerstörergeschwader 101. |      |
| Karl-August Schumacher                | Generalmajor    | 1896–1967   | 2         | 160        | 21. Juli 1940      |                    |                 |                  | Ab 30. Januar 1945 Chef des NS-Führungsstabes im Oberkommando der Luftwaffe im Reichsluftfahrtministerium. |      |
| Heinz Schumann †                      | Major           | 1914–1943   | 18        | unbekannt  | 18. März 1943      |                    |                 |                  | Zuletzt Kommodore im Schlachtkampfgeschwader 10. Am 8. November 1943 bei Charleroi im Luftkampf mit Spitfires gefallen. |      |
| Franz Schwaiger †                     | Leutnant        | 1918–1944   | 67        | unbekannt  | 29. Oktober 1942   |                    |                 |                  | Zuletzt Staffelkapitän der 1. Staffel im Jagdgeschwader 3. Am 24. April 1944 Notlandung wegen Benzinmangel bei Rain am Lech. Nach Ausstieg durch Bordwaffenbeschuss eines unbekannten feindlichen Jägers getötet. |      |
| Günther Seeger                        | Oberleutnant    | 1918–2013   | 56        | 504        | 26. März 1944      |                    |                 |                  | Zuletzt Staffelkapitän der 7. Staffel im Jagdgeschwader 53. |      |
| Georg Seelmann                        | Oberleutnant    | 1917–1989   | 39        | 550        | 6. Oktober 1941    |                    |                 |                  | Diente ab Mai 1943 bei diversen Schulverbänden. |      |
| Johannes Seifert †                    | Oberstleutnant  | 1915–1943   | 57        | 439        | 7. Juni 1942       |                    |                 |                  | Zuletzt Kommandeur der II. Gruppe im Jagdgeschwader 26. Am 25. November 1943 von einer von ihm abgeschossenen Lightning gerammt und mit dieser bei Béthune tödlich abgestürzt. |      |
| Heinz Seiffert †                      | Oberleutnant    | 1920–1945   | unbekannt | unbekannt  | 31. Dezember 1943  |                    |                 |                  | Flog zuletzt in der 12. Staffel des Jagdgeschwaders 54 an der Westfront. Am 13. Januar 1945 nach Luftkampf und Fallschirmabsprung gefallen, da sich dieser aufgrund zu geringer Absprunghöhe nicht mehr öffnete. |      |
| Reinhard Seiler                       | Major           | 1909–1989   | 109       | > 200      | 20. Dezember 1941  | 2. März 1944       |                 |                  | Nach schwerer Verwundung fluguntauglich Führte ab August 1944 bis Kriegsende als Kommodore das Jagdgeschwader 104. |      |
| Waldemar Semelka †                    | Leutnant        | 1920–1942   | 65        | > 240      | 4. September 1942  |                    |                 |                  | Das Ritterkreuz wurde ihm postum verliehen. Flog zuletzt in der 4. Staffel des Jagdgeschwaders 52. Sei 21. August 1942 bei Stalingrad nach Luftkampf vermisst. |      |
| Paul Semrau †                         | Major           | 1919–1945   | 46        | unbekannt  | 7. Oktober 1942    | 17. April 1945     |                 |                  | Zuletzt Kommodore im Nachtjagdgeschwader 2. Am 8. Februar 1945 bei der Landung in Twente von Spitfires tödlich abgeschossen. |      |
| Fritz Sengschmitt †                   | Oberleutnant    | 1919–1944   | unbekannt | unbekannt  | 24. September 1942 |                    |                 |                  | Zuletzt Staffelkapitän der 2. Staffel im Zerstörergeschwader 26. Am 11. Januar 1944 bei Elbingerode im Luftkampf gefallen. |      |
| Heinrich Setz †                       | Major           | 1915–1943   | 138       | 274        | 31. Dezember 1941  | 23. Juni 1942      |                 |                  | Setz stieß bei seinem 274 Feindflug am 13. März 1943 in Frankreich mit einer Spitfire zusammen und verunglückte tödlich. |      |
| Peter Siegler †                       | Feldwebel       | 1920–1942   | 48        | unbekannt  | 3. November 1942   |                    |                 |                  | Siegler wurde das Ritterkreuz postum verliehen. Am 24. September 1942 über den Dockanlagen von Leningrad als Angehöriger der 3. Staffel im Jagdgeschwader 54 gefallen. |      |
| Rudolf Siegmund †                     | Hauptmann       | 1915–1943   | 28        | unbekannt  | 2. August 1943     |                    |                 |                  | Zuletzt Kommandeur der III. Gruppe im Nachtjagdgeschwader 3. Am 3. Oktober 1943 über Kassel von eigener Flak tödlich abgeschossen. |      |
| Siegfried Simsch †                    | Hauptmann       | 1913–1944   | ~ 54      | unbekannt  | 1. Juli 1942       |                    |                 |                  | Zuletzt Kommandeur der I. Gruppe im Jagdgeschwader 11. Am 8. Juni 1944 bei Rennes im Luftkampf mit Mustangs gefallen. |      |
| Kurt Sochatzy                         | Oberleutnant    | 1915–1996   | 38        | 180        | 12. August 1941    |                    |                 |                  | Musste am 3. August 1941 über Kiew mit dem Fallschirm aussteigen. Geriet anschließend in sowjetische Kriegsgefangenschaft, aus der er 1949 wieder entlassen wurde. Flog zuletzt als Staffelkapitän der 7. Staffel im Jagdgeschwader 3. |      |
| Gerhard Sommer †                      | Hauptmann       | 1919–1944   | 20        | unbekannt  | 19. August 1944    |                    |                 |                  | Das Ritterkreuz wurde ihm postum verliehen. |      |
| Wolfgang Späte                        | Major           | 1911–1997   | 99        | > 600      | 5. Oktober 1941    | 23. April 1942     |                 |                  | Flog zuletzt als Verbandsführer im Jagdgeschwader 7. |      |
| Günther Specht †                      | Oberstleutnant  | 1914–1945   | 32        | unbekannt  | 8. April 1944      | eingereicht        |                 |                  | Zuletzt Kommodore im Jagdgeschwader 11. Am 1. Januar 1945 bei Brüssel durch Flakvolltreffer gefallen. |      |
| Wilhelm Spies †                       | Major           | 1913–1942   | 20        | unbekannt  | 14. Juni 1941      | 5. April 1942      |                 |                  | Zuletzt Kommandeur im Zerstörergeschwader 26. Am 27. Januar 1942 bei einem Tiefangriff bei Suchinitschi (Sowjetunion) gefallen. |      |
| Gustav Sprick†                        | Oberleutnant    | 1917–1941   | 31        | 192        | 1. Oktober 1940    |                    |                 |                  | Am 28. Juni 1941 bei Holque (Frankreich) im Luftkampf mit Spitfires tödlich abgeschossen. |      |
| Hans-Arnold Stahlschmidt †            | Oberleutnant    | 1920–1942   | 59        | > 400      | 20. August 1942    | 3. Januar 1944     |                 |                  | Kurz vor seinem 22. Geburtstag wurde Hans-Arnold Stahlschmidt am 7. September 1942 nach über 400 Feindflügen, bei einem Einsatz südlich von El Alamein als vermisst gemeldet. |      |
| Hermann Staiger                       | Major           | 1915–1964   | 63        | 400        | 16. Juli 1941      |                    |                 |                  | Ab Februar 1945 bis Kriegsende im Jagdgeschwader 7 eingesetzt. |      |
| Gerhard Stamp                         | Major           | 1920–1998   | 4         | 300        | 24. März 1943      |                    |                 |                  | Ab November 1944 im Sonderkommando Me 262 zur Erprobung der Eignung der Maschine für den Einsatz als Nachtjäger. |      |
| Hans Stechmann                        | Oberfeldwebel   | 1918–1994   | 33        | 400        | 4. September 1941  |                    |                 |                  | Ab Mai 1944 Einflieger bei den Dornier-Werken. |      |
| Karl Steffen †                        | Oberfeldwebel   | 1918–1943   | 59        | unbekannt  | 1. Juli 1942       |                    |                 |                  | Flog zuletzt in der 9. Staffel des Jagdgeschwaders 52 an der Ostfront. Am 8. August 1943 südwestlich Belgorod jenseits der deutschen Linien notgelandet und seitdem vermisst. |      |
| Leopold Steinbatz †                   | Leutnant        | 1918–1942   | 99        | unbekannt  | 14. Februar 1942   | 2. Juni 1942       | 23. Juni 1942   |                  | Nach seinem Tod wurde er am 23. Juli 1942 mit Wirkung zum 1. Juni 1942 postum zum Leutnant befördert und ihm die Schwerter zum Ritterkreuz des Eisernen Kreuzes verliehen. Er war der einzige Wehrmachtangehörige aus dem Mannschafts- und Unteroffiziersstand, der diese Auszeichnung erhielt. |      |
| Günther Steinhausen †                 | Leutnant        | 1917–1942   | 40        | unbekannt  | 3. November 1942   |                    |                 |                  | Flog zuletzt in der 1. Staffel im Jagdgeschwader 27. Am 6. September 1942 bei El Alamein nach Luftkampf abgestürzt und seitdem vermisst. |      |
| Johannes Steinhoff                    | Oberst          | 1913–1994   | 176       | 900        | 30. August 1941    | 2. September 1942  | 28. Juli 1944   |                  | Bei einem Start am 18. April 1945 in München-Riem verunglückte er mit seiner Me 262 und wurde schwer verletzt, schwere Verbrennungsnarben im Gesicht zeichneten ihn sein Leben lang. |      |
| Wilhelm Steinmann                     | Major           | 1912–1966   | 44        | 180        | 28. März 1945      |                    |                 |                  | Befand sich bei Kriegsende in der Umschulung zur Me 262 der E-Gruppe Bär. Dabei konnte er 4 Luftsiege erzielen. |      |
| Heinrich Sterr †                      | Oberleutnant    | 1919–1944   | 130       | unbekannt  | 5. Dezember 1943   | eingereicht        |                 |                  | Am 26. November 1944 beim Landeanflug auf dem Flugplatz Vörden tödlich abgeschossen. Zuletzt in der IV. Gruppe im Jagdgeschwader 54. |      |
| Bruno Stolle                          | Hauptmann       | 1915–2004   | 35        | 271        | 17. März 1943      |                    |                 |                  | Zuletzt Kommandeur des Erprobungskommando Ta 152. |      |
| Max Stotz †                           | Hauptmann       | 1912–1943   | 189       | > 500      | 19. Juni 1942      | 30. Oktober 1942   |                 |                  | Stotz wird seit dem 19. August 1943 vermisst. |      |
| Friedrich-Wilhelm Strakeljahn †       | Hauptmann       | 1914–1944   | > 9       | unbekannt  | 19. August 1943    |                    |                 |                  | Zuletzt Kommandeur der II. Gruppe im Schlachtgeschwader 4. Am 6. Juli 1944 bei Dünaburg gefallen. |      |
| Hubert Straßl †                       | Oberfeldwebel   | 1918–1943   | 67        | 221        | 12. November 1943  |                    |                 |                  | Am 8. Juli 1943 bei Poniri von sowjetischen Jägern abgeschossen. Danach Notausstieg mit dem Fallschirm, der sich wegen der geringen Absprunghöhe nicht mehr rechtzeitig öffnete. |      |
| Werner Streib                         | Oberst          | 1911–1986   | 66        | unbekannt  | 6. Oktober 1940    | 26. Februar 1943   | 11. März 1944   |                  | Nach dem Zweiten Weltkrieg trat Streib der Bundeswehr bei. Sein letzter Rang in der Bundeswehr war der eines Brigadegenerals. |      |
| Hans Strelow †                        | Leutnant        | 1922–1944   | 68        | > 200      | 18. März 1942      | 24. März 1942      |                 |                  | Jüngster Eichenlaubträger. Seit 22. Mai 1942 bei Nowsil (Sowjetunion) jenseits der deutschen Linien notgelanden und seitdem vermisst. |      |
| Karl-Heinz Stricker †                 | Hauptmann       | 1913–1941   | keine     | unbekannt  | 2. Oktober 1942    |                    |                 |                  | Zuletzt Kommandeur der I. Gruppe im Schnellkampfgeschwader 210 an der Ostfront. Am 13. September 1941 bei Akulitschi tödlich abgestürzt. |      |
| Heinz Strüning †                      | Hauptmann       | 1912–1944   | 56        | 280        | 29. Oktober 1942   | 20. Juli 1944      |                 |                  | Zuletzt Staffelkapitän der 9. Staffel im Nachtjagdgeschwader 1. Am 24. Dezember 1944 von einem britischen Nachtjäger tödlich abgeschossen. |      |
| Werner Stumpf †                       | Oberfeldwebel   | 1916–1942   | 47        | > 400      | 13. August 1942    |                    |                 |                  | Flog zuletzt in der III. Gruppe im Jagdgeschwader 53. Am 13. Oktober 1942 in Nordafrika durch Flakvolltreffer gefallen. |      |
| Heinrich Sturm †                      | Hauptmann       | 1920–1944   | 157       | unbekannt  | 26. März 1944      |                    |                 |                  | Zuletzt Staffelkapitän der 4. Staffel im Jagdgeschwader 52. Am 22. Dezember 1944 beim Start in Csór (Ungarn) mit dem Fahrwerk an einem Kraftwagen hängengeblieben, wobei sich das Flugzeug überschlug. |      |
| Ernst Süß †                           | Oberleutnant    | 1912–1943   | 70        | unbekannt  | 4. September 1942  |                    |                 |                  | Zuletzt Staffelkapitän der 9. Staffel im Jagdgeschwader 11. Am 20. Dezember 1943 bei Wardenburg nach Luftkampf mit Fallschirm ausgestiegen und am Schirm hängend erschossen. |      |
| Paul Szameitat †                      | Hauptmann       | 1919–1944   | 29        | unbekannt  | 6. April 1944      |                    |                 |                  | Zuletzt Kommandeur der I. Gruppe im Nachtjagdgeschwader 3. Am 2. Januar 1944 bei Bückeburg Notlandung nach Luftkampf, wobei sich das Flugzeug überschlug und die gesamte Besatzung den Tod fand. |      |

### T
| Name                 | Dienstgrad    | Lebensdaten | Luftsiege | Feindflüge | Ritterkreuz       | Eichenlaub         | Schwerter | Brillanten | Bemerkungen | Bild |
| Otto Tange †         | Oberleutnant  | 1915–1943   | 68        | 426        | 19. März 1942     |                    |           |            | Am 30. Juli 1943 durch Flakvolltreffer in ein sowjetisches Dorf gestürzt. |      |
| Kurt Tanzer          | Leutnant      | 1920–1960   | 143       | 723        | 5. Dezember 1943  |                    |           |            | Stürzte am 25. Juni mit einer T-33 über den Balearen tödlich ab. |      |
| Fritz Tegtmeier      | Oberleutnant  | 1917–1999   | 146       | 700        | 28. März 1944     | eingereicht        |           |            | Zuletzt Staffelkapitän beim Jagdgeschwader 77 bei der Reichsverteidigung eingesetzt. |      |
| Waldemar Teige †     | Oberfeldwebel | 1913–1942   | > 11      | 240        | 7. Juni 1942      |                    |           |            | Am 3. Oktober 1942 nach Feindflug über Leningrad vermisst. |      |
| Alfred Teumer †      | Hauptmann     | 1918–1944   | 76        | > 300      | 19. August 1944   |                    |           |            | Am 4. Oktober 1944 bei der Landung mit seiner Me 262 auf dem Flugplatz Hesepe wegen plötzlichem Triebwerksversagen tödlich abgestürzt. |      |
| Edwin Thiel †        | Hauptmann     | 1913–1944   | 76        | unbekannt  | 16. April 1943    |                    |           |            | Flakvolltreffer am 14. Juli 1944 bei Kobryn. |      |
| Werner Thierfelder † | Hauptmann     | 1915–1944   | 27        | unbekannt  | 10. Oktober 1941  |                    |           |            | Am 18. Juli 1944 nach Luftkampf mit Me 262 bei Landsberg am Lech Notausstieg mit Fallschirm. Dieser öffnete sich nicht. |      |
| Gerhard Thyben       | Oberleutnant  | 1922–2006   | 157       | 385        | 6. Dezember 1944  | 8. April 1945      |           |            | Ab April 1944 im Jagdgeschwader 77. Dort zuletzt Staffelkapitän. Zählte zu den erfolgreichsten Nachwuchspiloten der Jagdwaffe. |      |
| Eckehard Tichy †     | Hauptmann     | 1922–1944   | 25        | unbekannt  | 27. Januar 1945   |                    |           |            | Rammte am 16. August 1944 bei Hannoversch-Münden einen viermotorigen Bomber und stürzte mit diesen ab. |      |
| Horst Tietzen †      | Hauptmann     | 1912–1940   | 27        | unbekannt  | 20. August 1940   |                    |           |            | Kehrte am 18. August 1940 von einem Einsatz über den Kanal nicht zurück. Wurde später tot bei Calais angeschwemmt. |      |
| Günther Tonne †      | Major         | 1916–1943   | > 15      | > 300      | 5. Oktober 1941   | 24. Oktober 1944   |           |            | Am 15. Juli 1943 beim Start von Reggio wegen Motorproblemen tödlich abgestürzt. |      |
| Wolfgang Tonne †     | Hauptmann     | 1918–1943   | 122       | 641        | 6. September 1942 | 24. September 1942 |           |            | Am 20. April 1943 aus einer Steilkurve kommend beim Landeanflug mit ausgefahrenen Fahrwerk aus unbekannten Gründen abgestürzt. |      |
| Eduard Tratt †       | Major         | 1919–1944   | 38        | 350        | 12. April 1942    | 26. März 1944      |           |            | Am 22. Februar 1944 bei Nordhausen nach Luftkampf abgeschossen und gefallen. |      |
| Johannes Trautloft   | Oberst        | 1912–1995   | 57 (58)   | > 300      | 27. Juli 1941     |                    |           |            | Trautloft stieg nach dem Krieg in der Bundesluftwaffe bis zum Generalleutnant auf. Er war 1961 stellvertretender Inspekteur der Bundesluftwaffe und Chef des Stabes. Bei seinem Ausscheiden 1970 war er Kommandierender General des Luftwaffengruppenkommandos Süd. |      |
| Rudolf Trenkel       | Hauptmann     | 1918–2001   | 118       | > 500      | 19. August 1943   |                    |           |            | Musste im Oktober 1944 innerhalb von 10 Tagen fünfmal mit dem Fallschirm aus seinem getroffenen Flugzeug abspringen. Geriet bei Kriegsende in sowjetische Kriegsgefangenschaft.                                                                                     |      |

### U
| Name         | Dienstgrad | Lebensdaten | Luftsiege | Feindflüge | Ritterkreuz       | Eichenlaub    | Schwerter | Brillanten | Bemerkungen | Bild |
| Kurt Ubben † | Major      | 1911–1944   | 110       | unbekannt  | 4. September 1941 | 12. März 1942 |           |            | Am 27. Juli 1944 im Luftkampf in Frankreich gefallen, als sich sein Fallschirm wegen zu geringer Absprunghöhe nicht mehr öffnete. |      |
| Willy Unger  | Leutnant   | 1920–2005   | 22        | 34         | 23. Oktober 1944  |               |           |            | Erfolgreichster Sturmflieger im Jagdgeschwader 3 Udet. Von seinen 22 Luftsiegen waren 19 viermotorige Bomber.                     |      |

### V
| Name                 | Dienstgrad    | Lebensdaten | Luftsiege | Feindflüge | Ritterkreuz        | Eichenlaub     | Schwerter | Brillanten | Bemerkungen | Bild |
| Bernhard Vechtel     | Major         | 1920–1975   | 108       | 860        | 27. Juli 1944      |                |           |            | An Dezember 1944 Staffelkapitän in der 14. Gruppe des Jagdgeschwaders 51. |      |
| Helmut Viedebantt †  | Major         | 1918–1945   | > 3       | unbekannt  | 30. Dezember 1942  |                |           |            | Am 1. Mai 1945 bei Wusterhausen auf einen Versorgungsflug nach Berlin tödlich abgestürzt, da sich der Fallschirm an der Versorgungsbombe zu früh öffnete und in den Propeller geriet. |      |
| Heinz Vinke †        | Oberfeldwebel | 1920–1944   | 54        | unbekannt  | 19. September 1943 | 25. April 1944 |           |            | Am 26. Februar 1944 bei einem Seenoteinsatz über der Nordsee von Spitfires abgeschossen und seitdem vermisst.                                                                         |      |
| Gerhard Vogt †       | Oberleutnant  | 1919–1945   | 48        | 174        | 25. November 1944  |                |           |            | Am 14. Januar 1945 bei Wittingen gefallen. |      |
| Friedrich Vollbracht | Oberst        | 1887–1968   | 2         | unbekannt  | 13. Oktober 1940   |                |           |            | Diente ab September 1942 in verschiedenen Stabstellungen im Oberkommando der Luftwaffe.                                                                                               |      |

### W
| Name                        | Dienstgrad     | Lebensdaten | Luftsiege | Feindflüge | Ritterkreuz        | Eichenlaub        | Schwerter         | Brillanten | Bemerkungen | Bild |
| Friedrich Wachowiak †       | Leutnant       | 1920–1944   | > 120     | unbekannt  | 5. April 1942      | eingereicht       |                   |            | Flog zuletzt in der III. Gruppe des Jagdgeschwaders 3 an der Westfront. Dort am 16. Juli 1944 an der Invasionsfront gefallen. |      |
| Edmund Wagner †             | Oberfeldwebel  | 1914–1941   | 57        | unbekannt  | 17. November 1941  |                   |                   |            | Flog zuletzt bei der 9. Staffel im Jagdgeschwader 51 an der Ostfront. Dort am 13. November 1941 bei Pafmutowka gefallen. |      |
| Rudolf Wagner †             | Leutnant       | 1921–1943   | 81        | unbekannt  | 26. März 1944      |                   |                   |            | Ab Sommer 1943 Staffelführer der 12. Gruppe des Jagdgeschwaders 51. Seit 11. Dezember 1943 nach einem Luftkampf über Shitomir vermisst. |      |
| Hans Waldmann †             | Oberleutnant   | 1922–1945   | 80        | 527        | 5. Februar 1944    | 1. März 1945      |                   |            | Zuletzt Staffelführer der 3. Staffel im Jagdgeschwader 7. Am 18. März 1945 bei Kaltenkirchen im Nebel mit einer anderen Me 262 zusammengestoßen und tödlich abgestürzt. |      |
| Joachim Wandel †            | Hauptmann      | 1914–1942   | 75        | unbekannt  | 21. August 1942    |                   |                   |            | Zuletzt Staffelkapitän der 5. Staffel im Jagdgeschwader 54. Am 7. Oktober 1942 im Luftkampf mit sowjetischen Jägern bei Ostaschkow senkrecht abgestürzt und gefallen. |      |
| Karl-Heinz Weber †          | Hauptmann      | 1922–1944   | 136       | > 500      | 12. November 1943  | 20. Juli 1944     |                   |            | Zuletzt Kommandeur der II. Gruppe des Jagdgeschwaders 1. Seit 7. Juni 1944 nach Luftkampf südlich von Rouen vermisst. |      |
| Alfred Wehmeyer †           | Oberleutnant   | 1919–1942   | 18        | > 200      | 4. September 1942  |                   |                   |            | Am 1. Juni 1942 durch Flakvolltreffer bei Tobruk gefallen. |      |
| Hans Weik                   | Hauptmann      | 1922–2001   | 36        | 100        | 27. Juli 1944      |                   |                   |            | Befand sich bei Kriegsende zur Umschulung Me 262. |      |
| Helmut Weinreich †          | Oberstleutnant | 1917–1943   | > 1       | 320        | 22. Januar 1943    |                   |                   |            | Am 18. November 1943 wurde seine Fw 190 im Luftkampf stark beschädigt. Diese explodierte dann bei der Landung über dem Flugplatz Frankfurt-Rhein Main aus unbekannten Gründen. Flog zuletzt als Kommodore im Jagdgeschwader 301. |      |
| Ernst Weismann †            | Oberleutnant   | 1922–1942   | 69        | 258        | 21. August 1942    |                   |                   |            | Eingesetzt bei der 12. Staffel der II. Gruppe im Jagdgeschwader 51 an der Ostfront. Am 13. August 1942 nördlich Rshew auf sowjetischer Seite mit dem Fallschirm aus beschädigter Maschine abgesprungen und seitdem vermisst. |      |
| Robert Weis †               | Hauptmann      | 1920–1944   | 121       |            | unbekannt          | 26. März 1944     | 12. März 1945     |            | Zuletzt Kommandeur der III. Gruppe im Jagdgeschwader 54. Am 29. Dezember 1944 im Luftkampf mit Spitfires bei Lingen (Ems) gefallen. |      |
| Theodor Weissenberger       | Major          | 1914–1950   | 208       | > 500      | 13. November 1942  | 2. August 1943    |                   |            | Zuletzt Kommodore im Jagdgeschwader 7. Weissenberger starb am 10. Juni 1950 bei einem Rennunfall auf dem Nürburgring. |      |
| Erich Weißflog              | Oberleutnant   | 1919–1999   | keine     | unbekannt  | 30. Juni 1944      |                   |                   |            | Als Bordfunker von Joachim Jabs an 48 Abschüssen beteiligt. Zuletzt eingesetzt im Nachtjagdgeschwader 1. |      |
| Kurt Welter                 | Oberleutnant   | 1916–1949   | 63        | unbekannt  | 18. Oktober 1944   | 18. März 1945     |                   |            | Mit der Me 262 errang Welter 25 Luftsiege, damit wurde er der nach Luftsiegen erfolgreichste Düsenjägerpilot des Krieges. |      |
| Peter Werfft                | Hauptmann      | 1904–1970   | 26        | unbekannt  | 22. Februar 1945   |                   |                   |            | War zuletzt Kommandeur der III. Gruppe des Jagdgeschwaders 27. Insgesamt sechsmal verwundet und galt als ältester Jagdflieger im Fronteinsatz. |      |
| Heinz Wernicke †            | Leutnant       | 1920–1944   | 117       | unbekannt  | 30. September 1944 |                   |                   |            | Zuletzt Staffelführer der 1. Staffel im Jagdgeschwader 54. Am 27. Dezember 1944 bei Doblen (Kurland) im Luftkampf von eigenem Rottenflieger gerammt und tödlich abgestürzt. |      |
| Ulrich Wernitz              | Leutnant       | 1921–1980   | 101       | 240        | 1. November 1944   |                   |                   |            | Kam Anfang Februar 1945 als Staffelführer zur 3. Staffel des Jagdgeschwader 54, welches er bis Kriegsende führte. |      |
| Franz von Werra †           | Hauptmann      | 1914–1941   | 21        | unbekannt  | 14. Dezember 1940  |                   |                   |            | Musste am 5. September 1940 nach Luftkampf bei Marsden (England) notlanden und geriet in britische Kriegsgefangenschaft. Nach der Überstellung an Kanada, gelang ihm dort die Flucht und die unentdeckte Rückkehr nach Deutschland mit dem Schiff. Flog ab Ende Juni als Kommandeur der I. Gruppe des Jagdgeschwaders 53 im Ostfeldzug. Am 25. Oktober 1941 bei Vlissingen wegen Motorschaden in das Meer gestürzt und ertrunken. |      |
| Otto Weßling †              | Oberleutnant   | 1913–1944   | 83        | unbekannt  | 3. September 1942  | 29. Juli 1944     |                   |            | Flog seit Herbst 1943 in der IV. Gruppe des Jagdgeschwaders 3 als Staffelkapitän. Am 19. April 1944 bei Eschwege im Luftkampf gefallen. |      |
| Walther Wever †             | Hauptmann      | 1914–1945   | > 44      | unbekannt  | 28. Januar 1945    |                   |                   |            | Ab Februar Jagdgeschwader 7. Am 10. April 1945 mit seiner Messerschmitt Me 262 aus unbekannten Gründen abgestürzt und seinen Verletzungen erlegen. |      |
| Ernst von Weyrauch †        | Hauptmann      | 1918–1944   | keine     | unbekannt  | 31. Dezember 1943  |                   |                   |            | Stürzte am 17. März 1944 mit einer Fw 190 bei einem Werkstattflug über Tours ab. |      |
| Helmut Wick †               | Major          | 1915–1940   | 56        | unbekannt  | 29. August 1940    | 8. Oktober 1940   |                   |            | Am 19. Oktober folgte die Beförderung zum Major. Der 25-Jährige war der Jüngste dieses Dienstgrades in der Wehrmacht. Am 28. November 1940 über der Insel Wight im Luftkampf abgeschossen und nach Fallschirmabsprung über dem Meer vermisst. |      |
| Johannes Wiese              | Oberst         | 1915–1991   | 133       | > 480      | 5. Januar 1943     | 2. März 1944      |                   |            | Wurde am 24. Dezember 1944 als Kommodore des Jagdgeschwaders 77 über Bottrop abgeschossen und schwer verwundet. Kam bei Kriegsende in sowjetische Kriegsgefangenschaft, aus der er 1950 wieder entlassen wurde. |      |
| Wolf-Dietrich Wilcke †      | Oberst         | 1913–1944   | 162       | 732        | 6. August 1941     | 9. September 1942 | 23. Dezember 1942 |            | Am 23. März 1944 bei Schöppenstedt im Luftkampf mit Mustangs tödlich abgeschossen. Flog zuletzt als Kommodore im Jagdgeschwader 3. |      |
| Heinrich Wilke              | Oberfeldwebel  | 1921–1983   | keine     | unbekannt  | 6. Dezember 1944   |                   |                   |            | Einer der wenigen Bordfunker die mit dem Ritterkreuz ausgezeichnet worden sind. Er erhielt es für seine Beteiligung an 58 Nachtabschüssen als Bordfunker von Paul Zorner. Flog zuletzt im Nachtjagdgeschwader 5. |      |
| Karl Willius †              | Oberleutnant   | 1919–1944   | 50        | 371        | 9. Juni 1944       |                   |                   |            | Zuletzt Staffelkapitän der 2. Staffel im Jagdgeschwader 26. Am 8. April 1944 im Luftkampf über der Zuiderzee von Thunderbolts tödlich abgeschossen. |      |
| Alexander von Winterfeldt † | Oberstleutnant | 1898–1942   | 9         | unbekannt  | 5. Juli 1941       |                   |                   |            | Stürzte am 16. Mai 1942 in Wien-Schwechat tödlich aus unbekannten Gründen ab. |      |
| Hermann Wischnewski         | Oberfähnrich   | 1917–1993   | 28        | > 500      | 16. Dezember 1944  |                   |                   |            | Kam im Juli 1943 zur I. Gruppe des Jagdgeschwaders 301 (Wilde Sau). Von seinen 28 Luftsiegen errang er 16 durch Nachtabschüsse. |      |
| Ulrich Wöhnert              | Leutnant       | 1914–1946   | > 86      | unbekannt  | 6. Dezember 1944   |                   |                   |            | Flog bei Kriegsende als Staffelkapitän der 5. Staffel im Jagdgeschwader 54 im Kurlandkessel. Soll um die Jahreswende 1945/1946 an Lungenentzündung in Wittenberge verstorben sein. |      |
| Heinrich Wohlers †          | Major          | 1912–1944   | 29        | unbekannt  | 1. Januar 1944     |                   |                   |            | Zuletzt Kommodore im Nachtjagdgeschwader 6. Am 15. März 1944 im Nebel über Echterdingen tödlich abgestürzt. |      |
| Franz Woidich               | Oberleutnant   | 1921–2004   | 110       | > 1000     | 9. Juni 1944       |                   |                   |            | Ab September 1944 bis Kriegsende Staffelkapitän der 6. Staffel der II. Gruppe des Jagdgeschwaders 400. Zählt mit seinem 1000 Feindflügen zu den erfahrensten Jagdfliegern des Krieges. |      |
| Bernhard Woldenga           | Oberst         | 1901–1999   | 3         | unbekannt  | 5. Juli 1941       |                   |                   |            | Juni 1941 bis 1942 Kommodore im Jagdgeschwader 27 an der Ostfront und in Afrika. Danach bis Kriegsende Fliegerführer Balkan. |      |
| Albin Wolf †                | Oberleutnant   | 1920–1944   | 144       | unbekannt  | 22. November 1943  |                   |                   |            | Am 2. April 1944 südöstlich von Pskow durch Flakvolltreffer gefallen. |      |
| Hermann Wolf                | Leutnant       | 1919–1996   | 57        | 570        | April 1945         |                   |                   |            | Flog bei Kriegsende im Jagdgeschwader 7. |      |
| Walter Wolfrum              | Oberleutnant   | 1923–2010   | 137       | 424        | 27. Juli 1944      |                   |                   |            | Nach dem Krieg war er einer der bekanntesten deutschen Kunstflieger. |      |
| Otto Würfel †               | Leutnant       | 1920–1944   | 79        | unbekannt  | 4. Mai 1944        |                   |                   |            | Erzielte innerhalb eines halben Jahres 70 Luftsiege. Wurde am 23. Februar 1944 bei Rogatschew von einem deutschen Jäger gerammt und stürzte ab. Verstarb am 22. Dezember 1944 an den erlittenen Verletzungen im sowjetischen Lager 280/5 bei Stalino. |      |
| Josef Wurmheller †          | Major          | 1917–1944   | 102       | unbekannt  | 4. September 1941  | 13. November 1942 | 24. Oktober 1944  |            | Wurmheller stieß während eines alliierten Angriffs mit einem Staffelkameraden zusammen und stürzte tödlich ab. |      |

### Z
| Name                    | Dienstgrad    | Lebensdaten | Luftsiege | Feindflüge | Ritterkreuz       | Eichenlaub         | Schwerter | Brillanten | Bemerkungen | Bild |
| Walter Zellot †         | Leutnant      | 1920–1942   | 85        | 296        | 3. September 1942 |                    |           |            | Am 10. September 1942 durch sowjetische Flak bei Stalingrad abgeschossen. |      |
| Oskar Zimmermann        | Leutnant      | 1917–1976   | 48        | > 580      | 29. Oktober 1944  |                    |           |            | Seit Januar 1942 bei der 8. Staffel des Jagdgeschwaders 51 an der Ostfront gewesen. Danach in der 9. Staffel des Jagdgeschwaders 3 bei der Reichsverteidigung. Dort war er ab Herbst 1944 auch Staffelführer.                                                                   |      |
| Paul Zorner             | Major         | 1920–2014   | 59        | 108        | 9. Juni 1944      | 17. September 1944 |           |            | Zuletzt Kommandeur der II. Gruppe des Nachtjagdgeschwaders 100. Alle Luftsiege durch Nachtjagd. |      |
| Eugen-Ludwig Zweigart † | Oberleutnant  | 1914–1944   | 69        | unbekannt  | 22. Januar 1943   |                    |           |            | Am 8. Juni 1944 an der Invasionsfront gefallen. |      |
| Josef Zwernemann †      | Hauptmann     | 1916–1944   | 126       | 600        | 23. Juni 1942     | 31. Oktober 1942   |           |            | Seit Kriegsbeginn bei der III. Gruppe des Jagdgeschwaders 52. Dann III. Gruppe im Jagdgeschwader 77. Zuletzt ab Frühjahr 1944 Staffelkapitän in der I. Gruppe im Jagdgeschwader 11 (Reichsverteidigung). Am 8. April 1944 im Luftkampf bei Gardelegen von Mustang abgeschossen. |      |
| Rudi Zwesken            | Oberfeldwebel | 1919–1947   | 25        | unbekannt  | April 1945        |                    |           |            | Beging 1947 in Sachsen Selbstmord. |      |